# 計画都市の一覧
計画都市の一覧（けいかくとしのいちらん）とは、計画的に建設された都市すなわち計画都市の一覧である。

## アフリカ
古代の時代、都市の創造は、文明の領土拡張が主な要因である。古代都市は（都市を建てコロニーといった新しい領域に拡大すること）地中海沿岸に限れば、特にギリシャ人（アナトリア、イタリア半島、シチリア島 ...）、カルタゴ（北アフリカ、イベリア半島）やローマ人（北アフリカ、ガリア ...）らによって、多くの都市が作成された。
帝政時代北アフリカのローマ諸都市は計画都市であった。
セレウコス朝の、たとえば北メソポタミアに建設されたアンティオキア（ミュグドニアのアンティオキア）は旧ニシビスを基盤として拡張された計画都市であった。セレウコス朝の都市建設政策の中でもとりわけ重要視されたのはセレウコス朝の中核地域であったシリアであった。
チュニジアのカルタゴ、ドゥッガやエジプトのオクシリンコス、ルクソールなど、帝政時代の計画都市であった北アフリカのローマ諸都市が遺跡だけでなく、現代の都市にも生き残る。ローマ都市一覧を参照。
他アフリカ古代計画都市といえばモーリタニアのヌアクショットがある。

### エジプト

#### 近代以前
- アレクサンドリア：今日までその創始者の名前アレクサンドロス3世（通称：アレキサンダー大王）を冠する都市である。ナイル・デルタ(Nile Delta)の上の町で紀元前332年に建設された古代世界の学問の中心地であり、現在もエジプト北部にあるエジプト第一の商港町。人口340万人。

- アケトアテン (Akhetaten、現アマルナ、またはエル・アマルナ、エジプト）：新王国時代のBC1346年に、第18王朝のファラオ・アクエンアテン（アメンホテプ4世）によって建設が始まり紀元前1353年ごろ新たな首都としての都市だったが、短期間で放棄された都市であった。

- ピラミッド都市[1]：ピラミッド建設工事に労働者等の収容やピラミッドと葬祭殿・河岸神殿等のピラミッド付属諸施設の維持・管理及び祭儀の執行のためのスタッフの居住地都市で、メンフィス（メンネフェル）、ギザのピラミッド・タウンやアケト・クフ、ヘイト・エル＝グラブやカフン[2]が知られる。

- カイロ：969年にファーティマ朝のムイッズが新都として築いた「ミスル・アル=カーヒラ」は市壁に囲まれた矩形都市であった。カイロはアラビア語で「アル・カーヒラ」という。

#### 新都市コミュニティー
1970年代末に新都市コミュニティー公社（New Urban Communities Authority）が砂漠地域に開発した都市群。
- ニューカイロ：カイロ県

#### 建設中の新都市コミュニティー
- 新行政首都：過密状態の首都カイロから首都を移す計画が実行されている[3][4]。カイロから東70キロほどの地ですでに新首都の建設は進められていて[5][6][7][8][9][10][11][12][13][14][15]、中華人民共和国が推し進める一帯一路上に位置するため、新首都の建設には中国の支援があるとも言われる[要出典]が、中央ビジネス地区の建築には中国建築が受注している[16][17][18][19][20]。新首都とカイロ市との間の新都市「ニュー・カイロ・シティ」の建設も進み、すでに多くのカイロ市民が移り住んでいる。新首都はシンガポールやドバイをモデルにしていると言われ、2019年中に新首都への行政機関の移転が始まる予定である。

- アル・ガラーラ (Al Galala) ：エジプト北東部にある計画都市。スエズ湾の西側にある北ガララ高原にあり、この都市は同国政府の都市開発プロジェクトの1つ。

### ジブチ
- アン・ヌール（Al Noor City）：紅海を挟んで対面のイエメンにも双子都市として同名の都市を計画し、大陸横断橋「角の橋（Bridge of the Horns）」を建設することでアジアとアフリカを結ぶターレク・ビンラーディンによるプロジェクトとして計画されている[21]。

### エチオピア
- ディレ・ダワ：1902年、アジスアベバ・ジブチ鉄道の開設と共に発展が始まった計画都市[22]で、エチオピア東部にある第2の都市。

### モザンビーク
- マプト：1878年に町として建設された計画都市であり、その後1907年、モザンビーク植民地の首都となりロウレンソ・マルケスと呼ばれた。独立後、1976年にマプトに改称された[23][24]。

### マラウィ共和国
- リロングウェ：計画都市として建設されたマラウイ共和国の首都[25]。移転は1975年[26]。

### ガーナ
- テマ：ガーナ初の建築家で都市計画家のセオドア・S・クラークによって設計された港湾都市[27][28]。

### ケニア
ナイロビなどは大都市であるが、ホワイトハイランドを生み出していくウガンダ鉄道の開通によるナイロビ駅の設置により計画都市建設が本格化。CBDはヨーロッパ人と現地人のセグリゲーションが実施された。1899年には州都としてマチャコスから、1905年には東アフリカ保護領の首都がモンバサから移されている。第二次世界大戦時にはイギリス王室の遷都（「アフリカ大陸の地烈」松澤著より）が計画され、旧宗主国の都市を教材に自動車を主要交通とした計画都市として整備された。ただしナイロビはもともと植民地時代に作られた人工都市であるためか、独立後その人工都市の周りには無造作に市街が増殖し、キベラ（スラム）が発生し社会的問題が生じている。
テクノロジーKonza市は 2030年に完了した時点で、アフリカの科学技術のハブになることを期待されている計画都市である。
同国では以前はコンザテクノロジーシティ (Konza Technology City) と呼ばれていたコンザテクノポリスがケニア政府が計画した大規模なテクノロジーハブで、ナイロビの南64kmにある港湾都市モンバサに、2030年に20万人規模の新都市建設を予定している。

### セネガル
- エイコンシティ (Akon City, Senegal) ：セネガル系アメリカ人歌手、プロデューサーで起業家のエイコンがンブール県に立ち上げた計画都市。2018年にセネガル政府観光省と共同発表し[29]、2023年に建築開始し2026年に町開きを予定している。大西洋岸の800ヘクタールの都市で、映画『ブラックパンサー』のワカンダの現実版にようにブロックチェーンや仮想通貨を利用するとしている[30]。

- ディアムニアディオ (Diamniadio) ：セネガルの経済を活性化するためマッキー・サル大統領のリーダーシップの下[31]、セネガル政府の共同開発プログラムの一部として計画し、リュフィスク県に建設中の都市。

### 南アフリカ
南アフリカでは、アパルトヘイト時代に人種隔離政策の一環で「自治区」または「独立国」という設定の元に建設された計画集落バントゥースタンが存在した。独立国としてはトランスカイ、ボプタツワナ、ヴェンダ、シスカイなどである。ビショ（東ケープ州）はシスカイの首都として建設された。
ヨハネスブルグはアフリカ南部最大かつ白人のための近代的計画都市で、ソウェトをはじめアフリカ黒人居住区を周辺に形成。都市内には高速道路を整備し、その周辺に世界の名だたる企業支社が連立する。ヨハネスブルグから北西に 130km の位置には人工リゾート都市サンシティ (南アフリカ)も構える。半砂漠地帯に人工的に作られたラスベガス・スタイルのリゾート都市として知られる。
この他に、下記の計画都市がある。
- ウェルコム（フリーステイト州）：金鉱の発見と共に開発された都市[34]。
- サソルバーグ（フリーステイト州）：エネルギー・化学関連の国営企業（当時）のサソルが企業都市として建設[35]
- プレトリア：行政首都として行政機能を独立させた都市。

### ナミビア共和国
ウィントフーク（Windhoek）はアフリカ南西部に位置するナミビアの首都で同国の中央に位置するが、19世紀末、ドイツ領時代に建設。

### ジンバブエ
首都のハラレ、ブラワヨといった街は碁盤状に綺麗にストリートが交差する計画都市。また、マシンゴは500メートル四方くらいのタウンは小さいタウンだが道路網は碁盤の目で計画都市といった趣がみえる。

### ボツワナ
ハボローネは、1960年代に計画され、建設された。もとはベチュアナランド新首都ガベロンズ。

### アンゴラ
ウアンボ（Huambo）は中西部の都市で旧称ノバリジュボアと呼ばれ、標高約1700メートルのビエ高原に位置するが20世紀初頭、ポルトガル人による計画都市として建設された交通の要地。

### 赤道ギニア
2012年に、テオドラ・オビアン大統領はジャングルに新しいサイト・オヤラ（Oyala）に首都を移動することを決定。2017年にラパス市（Ciudad de la Paz）に改名。

### ナイジェリア
首都アブジャは計画都市であり、1980年代に主に建設された。丹下健三による計画都市で、1991年にラゴスから正式遷都。
カドゥナ（Kaduna）は同国北中部の都市でカドゥナ州の州都。カドゥナ川沿いに位置し、ハウサ語で「ワニが住む土地」を意味する。20世紀初めに英国よって建設された計画都市であり、北部ナイジェリア保護領の首都が置かれていた。
このほか、南部の鉱工業都市エヌーグーがある。

### コートジボワール
グラン・バッサムの歴史都市は、南コモエ州の古都グラン・バッサムのうち、フランス植民地時代に築かれた歴史的な町並みが残る地域などを対象として、2012年に世界遺産リストに登録された都市である。ヨーロッパ人の入植以前からンズィマ人が暮らす集落だったが、グラン・バッサムの都市計画が拡張していくに従い、計画都市に組み込まれ、格子状に整備された街路が見られる。
同国の首都は北部の街ヤムスクロを計画都市として遷都したが、その後も旧首都アビジャンが中心都市として栄えている。

### モロッコ
世界遺産の街でモロッコの首都・近代的歴史都市のラバトの中心部は大きな城壁に囲まれており、その中で旧市街と新市街（通称ヴィル・ヌーベル）が隣り合っている。旧市街は17世紀にアラブが築いた街で、店舗がひしめく狭い道の構成。一方、新市街は20世紀前半にモロッコを統治したフランス人が作った計画都市。1912年にモロッコがフランスの保護領になった際、政治の中心地として作られた。世界遺産の街はそのほとんどが旧市街や歴史地区であるが、ラバトは旧市街と新市街の両方でひとつの世界遺産となった貴重な例といえる。
計画立案者アンリ・プロストは総督ユベール・リヨテの命を受けて、モロッコのラバトなどと五大歴史都市とされるカサブランカ、マラケシュ、メクネス、フェズを含むなど14都市の設計案を立案。こうして大通りにはヤシの木が整然と並び、建物は美しい近代ヨーロッパの建築様式で建てられている。
旧都フェズについても、旧市街の迷宮空間は8世紀に起源を持つ。この都市の新市街もプロストの設計になる。平坦な農地に建設された新都市であったため、計画図の内容どおりほぼ実現されている。カフェなどの並んだ広場と広い道路と沿道型アパルトマンがある街並みは、旧市街とは全く対照的。アパルトマンの一階部分は柱廊として統一されている。これは計画の時点で規制があらかじめ組み込まれていたためである。さらに新旧の他に第三の市街地と郊外地がみられ、モロッコ人のための都市空間を念頭に、計画都市であることに違いはないがモスクやハンマームといった歴史的施設を導入、また場所によっては迷路状の街路や袋小路も設けているなど、非常に凝ったデザインがなされた。
エッサヴィラは15世紀にポルトガル人が侵出し、18世紀にフランス人の建築家によって計画都市として開発された街である。

### アルジェリア
アルジェリアの世界遺産ティムガッド遺跡は古代ローマの植民都市、ティムガッド（Timgad）は北東部にある古代ローマ時代の都市遺跡で古代名タムガディ。
36区画の碁盤目状の計画都市。退役軍人とその家族のために建設された。ティムガッドのほかにはムザブの谷があり、これは故郷を追われたムザブ族の立方体の家屋が並ぶ計画都市。
首都アルジェの南東約340キロメートル、オーレス山地の高原地帯に位置する。1世紀末ごろ、ローマ帝国のトラヤヌス帝が造らせた。ヌミディアの南を東西に走るオーレス山脈の麓にあり、後に交通の要衝となる。十数km西にあるランパエシスという街が後に軍団駐屯地になっている。
アルジェは植民地時代にはフランス総督府が置かれ、カスバの東西にヨーロッパ風の市街地が形成され第二次世界大戦後は、サハラの石油ブームで高層ビル、高層アパートの建築が盛んになり、フランスの建築家ル・コルビュジエも都市計画に参画する。

### チュニジア
北アフリカでは人口記録の最大都市はカイラワーン（ケルアン）で、670 年からイフリキヤの拠点となっていたが、5キロ南東にアッバシーヤ、10キロ南西にラッカダという2つの宮殿都市も造営された。
ファーティマ朝が首都とした新都マフディヤ(マーディア)は岬を利用した小規模な城塞都市である。ファーティマ朝はカイラワーンと繋げる形で、バグダードの円城を模したサブラ・マンスーリヤも建設している。
数本の街路によって整然と区画され、計画都市だったことがわかる古代都市ケルクアンは、ローマ人に破壊されたのち再建されることなく放置されたため、北アフリカがローマ化される以前の純粋なフェニキア時代の遺跡として貴重な存在となった。

## 東南アジア

### ミャンマー（ビルマ）
ミャンマーはビルマとしても知られ、その首都ネピドー（ビルマ ：; MLCTS ：nepranytau、正式ネー・ピー・ドーとNaypyitawのスペル、発音：[nepjid]）はネピドー・ポンディシェリに従って、2008年に憲法で謳われる。2005年11月6日、ビルマ行政首都は正式にグリーンの3.2キロ西ピンマナ、そして約300キロ北に以前の首都ヤンゴン（ラングーン）があるところに移動。首都の正式名称はビルマで、2006年3月27日国軍の日に発表された。市内のほとんどの場所は、2012年頃までに建設完了するように設定されている。2009年に人口は925,000人だったが、それはヤンゴンとマンダレーにつづきビルマで第三位となった。
このほかマンダレーは条坊制の影響を受けており、一方ヤンゴンではダウンタウンが整然と区画された計画都市で、これは19世紀後半に植民地支配したイギリスによるもの。

### ラオス
ビエンチャンでもルアンパバーンでも、町の通りが碁盤の目のように整然と四角に区切られている。

### ベトナム
扶南（フナン）の湊都市オケオやベトナム中部の古代都城チャーキュウ、チャンパー（旧占城）といった都市では街路は条坊制にのっとり、碁盤目様の街路網が形成されたとみられる。一方でサイゴンと呼ばれたホーチミン市は、フランス植民地時代に計画された格子状の街路による都市骨格を持ちあわせる。
京城都市フエ（順化）も仏領期に整備拡張計画により都城で新市街と旧市街からなり、旧市街（京城）は2.5キロ四方の城壁に囲われ、その内部前面には0.6キロ四方の皇城が置かれた城塞都市で、これらの城壁は現存する。フエには、中国の影響から礼制・風水思想が根付いており、現在も受け継がれている。このほか五行などの思想も同様に存在し、当然ながら都市においてもその建造時期に計画理念のひとつとして重視されているが、都市形成期にフランスのヴォーバン式の城壁を建造してもおり、街路形態として中国の北京などと類似した条坊制を用いるなどの他国の設計手法を積極的に取り入れている。

### フィリピン
ケソンシティは、元首のマヌエルL.ケソンの計画都市であった。彼はマニラ北東に構築される新しい都市提案をケソンメモリアルサークルを中心に実行する。慎重に計画された地区は、サンタ・メサハイツ（元の一部が含まバーナム計画）、ディリマン（フィリピン大学キャンパスを含む）、ニューマニラ、バオ商業地区、サウス・トライアングル、住宅プロジェクト1（ロハス地区）、2＆3地区（クィリーノ区）、4,5地区（Kamias-カムニング区）、6,7,8地区である。
元首のエルピディオ・キリノ大統領は1948年7月17日にフィリピンの首都としてケソンシティーを宣言した。フェルディナンド・マルコスは 1976年6月24日に首都としてマニラを復元。彼はそれからメトロ・マニラと呼ばれる首都圏を策定。が、失敗したプランの実行のため、メトロ・マニラは混雑したまま。
計画都市PAGCORシティは 2012年から、メトロ・マニラの新しい街の一部となる。
その他の計画された都市： タギッグ・ボニファシオグローバルシティー - センチュリーシティトランプタワーが建設されるなど、いくつかの高級住宅高層グラマシーレジデンス、ナイツブリッジレジデンスが｜ニューポート-リゾートワールドマニラでパサイに位置している｜パサイ・ベイシティ｜バギオ｜
マニラ｜
マカティ｜
Palayan City｜
サマル（ダバオデルノルテ）｜
セブシティー｜
2065年完成に向けて、マニラ北西約120キロに人口120万人のフィリピンの計画都市「ニュークラークシティ」（en:New_Clark_City）が建設される。

### マレーシア
マラッカとともにユネスコ世界文化遺産として登録されたジョージタウン (ペナン州)は、18世紀後半、当時のケダ州スルタンと東インド会社との条約でイギリス植民地として譲渡され、当時のイギリス東インド会社の総督でウィリアム・ライトの父フランシス・ライトによりプリンス・オブ・ウェールズ島と名付けられ、ライトの居住する地区をジョージタウンと名付けたもの。主にイギリス植民地時代の建物と、様々な文化が融合した独特の町並みを今なお残している。
近代でのマインズウェルネス、シャアラム、プトラジャヤ、サイバージャヤ、ペタリンジャヤ（ニュータウン）とマルチメディア・スーパーコリドー、
クリムハイテクパーク (Kulim Hi-Tech Park) 、プタリン・ジャヤ
は各項目のエントリーを参照してください。
マレーシアは近年の都市計画と同様に国家による巨大開発モデルとして、大学キャンパス建設においても近代的計画都市の傾向を見る事が出来る。1951年着工マレーシア初のキャンパス計画であるマラヤ大学（University Malaya）では環状道路に接してクラスター状に学部棟が配され、均等な隣棟間隔と均質な校舎建築で構成されている。
中国の不動産開発大手、碧桂園が手がけているフォレストシティー
は、マレーシアとシンガポールの間の狭い海峡に４つの人工島を建設し最終的には70万人の住民が住むことになるとしている。
イスカンダルプテリ (Iskandar Puteri) は、イスカンダルマレーシアプロジェクトの一部で、イスカンダルマレーシア (Iskandar Malaysia)  のエントリを参照してください。

#### 古代の歴史
洗練された技術的に高度な都市文化が明らかであるインダス文明はパキスタンと現代の西部インド共和国で2600年前頃に繁栄。その品質市町村都市計画は、衛生に都市計画的かつ効率的な自治体に高い優先順位を置いて知識の高さを示唆している。現代パキスタンの主要都市の路上モヘンジョダロとハラッパーなど、世界最古の計画都市は方格設計とグリッドパターンで、現代のニューヨークに匹敵するくらい完全にレイアウトされた。家は騒音、悪臭、そして泥棒からも保護されていた。
ハラッパーとモヘンジョダロ(パキスタン)とインドの西部国境の古代遺跡に見られるこの都市計画は、世界初の都市に衛生システム構築し、街中では、個々の家庭や住宅のグループが井戸水を得て入浴のために確保されておりまた、廃水路が主要な通りを並んでおり、排水をカバーするよう完備されていた。住宅は中庭と小さいレーンだけインナーに開かれていた。
古代インダスシステム、これらインダスでの下水や排水、都市で開発され使用されたのは 現代的な都市のサイトでのよりも、また中東、さらに効率的な現代的な南アジアの一部の地域は今日に比べてはるかに高度であった。ハラッパン（Harappans）は造船所、穀倉、倉庫、レンガ造りのプラットフォーム、および保護壁の高度なアーキテクチャを備えていたそれらの印象によって示されている。

### インドネシア
中世の計画都市としては都市の南北広場アルンアルンを設置したスラカルタ、中心に四辻、周囲に主要都市を配置する構成をとっているギアニャル、王宮の他、市場と居住区にモスクがあり、マジャバイトの都を再現したとの指摘があるドゥマツなどが知られ、王宮と広場アルンアルンのある典型的な都市であったチルボンのような1928年にオランダ人考古学者による復元発掘された計画都市などの例もある。
旧オランダ領東インドの計画都市、スラバヤ、ダルモ、スラマンなどは、東インド会社の貿易拠点からプランテーション地帯へと変化し発展したが、バタフィアのように市域拡大してウエルトゥフレーデン地区、メンテン地区が開発されていくようにランカスビトゥンペ、バニュマスなども内陸へ都市化が進出していった。スラバヤでは20世紀初頭レンパン地区が形成され、ヘンリー・マクレーヌ・ポントらによってダルモ地区が設計されたのは、アジアの諸都市で生じた環境悪化の進行による。避暑地計画もこのころで、標高700メートルの高原都市で、文教都市としても計画されたバンドンや、同じく高原の計画都市で、もとは別荘地だったが次第に宮廷が建設されていくボゴールなども築かれた。他にも植民地時代にオランダ人が市街地を計画した都市には、もとは川の合流地点に築かれた軍営地で、川の境を利用して居住区を分離したアチェと、それに似た軍営の地バンダ、全体計画はファン・エルクによって住み分けと矩形区画構成、またショップハウスの形成をおこなったメダンなどが知られる。
インドネシアの計画都市はオランダ人の植民地支配とみられるが、王宮を中心に軸線を設定して形成しているジョグジャカルタや、城塞が築かれた都市でありまた壁の外にも市街地を形成し、さらに川を挟んで居住地が設置されているマランのようなパターンを形成された都市も存在していた。
18世紀にバリ・カランガスム王国の植民都市として知られるロンボク島のチャクラヌガラは、インドネシアでは極めて珍しい格子状の道路パターンを持った都市であり、寸法計画の面でみると街路で周囲を囲まれたブロックが１つの住区を構成していたと考えられる。また王によって建設されたその都市形態にヒンドゥの都市理念コスモロジーが投影されていると考えられている。
21世紀から計画都市プロジェクトとして、日本企業も関与しているものにデルタマス・シティ開発と、BSD（ブミ・セルポン・ダマイ）地区開発が知られる。デルタマス・シティはジャカルタから東へ約37キロメートル、インドネシア西ジャワ州ブカシ県に位置する住宅、商業施設、工業団地からなる総合都市開発プロジェクトであるが、総開発面積は約 3,200 ヘクタールで、住宅・商業エリアと工業団地エリア（GIIC）に半々で分かれており、日本資本による最大級の総合都市開発プロジェクトとなっている。すでに約 200 社が入居しており、そのうち約80社は日系企業。PT. Puradelta Lestari Tbkがデルタマス・シティを開発、運営する。BSD は、中央ジャカルタから約 36キロに位置し、正確には南タンゲラン地区に位置する民間開発計画都市であり、一般に BSD シティと呼ばれている。シナルマス・グループが子会社を通じて計画、1984年に着工している。その後、2003 年から PT Bumi Serpong Damai Tbk によって管理されているが、BSD には住宅、ショッピングセンター、医療施設などを建設し、4万人から6万人規模の定住者を目標としている。 
2020年代からは同国はインドネシア首都移転計画を開始、新首都ヌサンタラ (都市)という計画都市を建設中である。

### シンガポール
発生的な都市形成から秩序的な計画都市にした香港と異なり、シンガポールは設立当初から明確な都市計画にしたがい形成された。
トーマス・ラッフルズはまず居住地を民族ごとにゾーニングする。最初に形成されたのはチャイナタウンであり、先住のマレー人漁民やオラン・ラウトたちは南北の海岸沿いに居住。1830年代半ばにはブギス人カンポンが北端部に形成された。中央部にヨーロッパ地区を設ける。同地の都市計画とヨーロッパ地区の数多くの施設、住宅の建設に関わった人物としてアイルランド人建築家 (civil architect) G.D.コールマン (George Drumgoole Coleman) が知られる。

## 西アジア

### インド
インドはより小さな地理領域に定義されている。グジャラートはなどの新しい状態の計画首都で形成された。
人口約五千万人の新州都アンドラ・ブラデシュに現在、約五平方キロメートルの新首都計画を策定中である。
インドの計画された主要都市
- ナビムンバイ - 世界最大の計画都市・スーパー都市
- ニューデリー
- チャンディーガル - インドの計画都市。新国家のパンジャーブ州とハリヤーナー州都としてル・コルビュジエらに設計された
- ドゥルガプール - インドの第二の計画都市
- トゥーットゥックディ
- ガンディーナガル
- パティヤーラー
- パンチクラ
- ハーリ
- グレーターノイダ
- プネー地区のラバサ(Lavasa)
- オーロヴィル
- ブバネーシュワル・ヒンドゥー教首都
- ディスプル
- ドゥーレー(Dhule,マハラシュトラ州）- インドの有名な建築家、サー・Vishveshwarayyaによっての計画都市
- ナヤライプル - チャッティースガル州の今後の州都
- 西ベンガル ビダンナガー(Bidhannagar,ソルトレイクシティ） - コルカタ近郊に計画された町
- カルヤニ(Kalyani)｜ジャムシェドプル - ジャールカンドの計画された町
- ビライ - チャッティースガル州での計画郷
- ピンプリチンチ
- ボカロ（ジャールカンド州）
- クーチ・ビハール（西ベンガル州）
- グルガーオン（ハリヤナ州）
- インドール（マディヤ・プラデーシュ州）
- モハーリ（パンジャブ州）
- ニューカーンプル（ウッタル・プラデーシュ州）
- ニューテーリ（ウッタラーカンド州）
- ノイダ（ウッタル・プラデーシュ州）
- ポンディシェリ（ポンディシェリ連邦直轄領）
- ルールケーラー（Rourkela オリッサ州）
- ジャムシェードプル
- シカンダラーバード
- シュリー・ガンガーナガル（Sri Ganganagar、ラージャスターン州）

#### 中世インドの計画都市
- アフマダーバード（グジャラート州）- 1411年にスルターン・アフマド・シャー1世によって設立。
- バンガロール（BANGALORE） - AC900年頃までは無人の地だったが、ヴィジャヤナガル帝国配下の領主が計画都市を建設。
- ジャイプル・ラージャスターン - 1727年にマハーラージャ・ジャイ・シング2世（Jai Singh II）によって設立された。ラジャスタンの首都。
- ウダイプル・ラージャスターン。- かつてのメーワール王国の歴史的な首都。
- マドゥライ（タミル・ナードゥ州）- かつてのパーンディヤ朝（Pandyan 王国）の首都。蓮のような対称性街区で注目される。
- ファテープル・シークリー・アーグラ - ムガル皇帝アクバルによって計画的に作られた都市。
- ヴィジャヤナガル(カルナータカ州) - かつてのヴィジャヤナガル王国の首都で、現在名はハンピ (インド)。その前はカルナータカの元首都であった。

### パキスタン
最も顕著な計画都市は、首都であるイスラマバードで、その最初の基礎は1950年代に築いた。イスラマバードは、世界で最も成功した計画都市の一つであった。1960年からギリシャの都市プランナーコンスタンティノス・ドキシアディスの設計よる首都。
- サルゴダは防空のために英国の手で設立された。
- ファイサラバードは、産業のためにイギリスと、後にアイユーブ・カーンによって設立。
- グワーダルは、海の貿易のため政府によって設立された。

ほか、Mirpur（アザド・カシミール）、ラヒムヤール・カーンなど。
ジャランワラ (Jaranwala) は、パンジャブ州のファイサラバード地区にあるジャランワラテシルの計画都市であり首都。
タキシラの都市遺跡シルカップは紀元前2世紀、アフガニスタン北部バクトリアのギリシャ人が侵入し建設した都市。その後、サカ、パルティア、クシャーン朝時代に栄えてから町はギリシャの都市計画に基づいて建設され碁盤の目のような方格設計の街づくりがなされる。

### スリランカ
アヌラーダプラはコロンボから206キロ北東に位置し、紀元前四世紀から1017年まで首都。スリランカの歴史書－マハーウァンサ（大史）によると、そこはスリランカの最初の計画都市であり、狩猟用の特別地域、掃除夫、異教徒、色々な職業に就いている人々がおり、墓地、給水設備と共に、パンドゥカーバヤ王が建設したとあり、紀元前四世紀、この地域には歴史以前に定住していた形跡が見られる。
シーギリヤは、世界遺産の古都である。

### ネパール
ルンビニは釈迦の生誕地の周囲を聖地公園として整備する計画が立案され、1978年に日本の建築家丹下健三がマスタープランを作成、計画都市の様相を見せる。

### イラン
古代都市はペルセポリスや、またティリダテス1世が多くの要塞の建設や新都市ダラといった計画都市なども手がけているとされるが、ペルシャのサファヴィー朝の時期にはイスファハーンがペルシアの首都で、長い大通り、計画的住宅地と周辺緑地から成る計画スキームに従って建設されていた。
イランの現代の計画都市のリストは、以下を参照。
- アラヴィー（Alavi）
- アンディーシェ（Andisheh）
- バハーレスターン（Baharestan）
- バム
- ハシュトゲルド（Hashtgerd）
- パランド（Parand）
- パラディス
- ラミン
- シーリーンシャフル（英語版）
- ニーシャープール

円形に関してはバグダードの円城が有名ながら、イランにも先例として世界遺産ファールス地方のサーサーン朝考古景観で知られるフィールーザーバードがあり、放射状の街路割も指摘される。同じくサーサーン朝都市のうち、ダラーブゲルドでは歪みのある円形である。真円の系譜上に位置付けられる円城は、直接的にはサーサーン朝の円形都市の後継者で、アッバース帝国の中心としての意味をもって設計されたが、後続例はほとんどないことがしられる。さらにビーシャープールも、外形と内部街路ともに計画性をもつ大規模矩形定型都市として知られる。イスファハーンのジェイは矩形か真円であったとされる。
イスタフルは 400メートル四方ほどの矩形都市がほぼ同規模のサーサーン朝矩形都市の隣に軸線をずらして作られたとするが、それらがのるマウンドは不整形で 65ヘクタールある。
矩形定型都市としては小規模なスルタン・テペ（ニーシャープール）もあり、矩形都市はほかにブハラのアラブ軍侵攻直前までのシャハレスタン (6世紀ごろから709年まで）がしられる。矩形一辺 550メートルとされ、後年アフガンのへラートなどと同様、十字の直交街路が復元されている。

### イラク
首都バグダードは、アッバース朝の新カリフの中心として762年に円形の都市としてデザインされ誕生。このほか古代都市での計画都市としてイラクにはクテシフォン,サーマッラー,ハトラ,モースル
などがある。
クテシフォンでは、矩形都市と円形都市、そして市壁のない広がり、5キロほど離れた 2つの都市がイスラームの侵攻以前に機能し、50万ともいわれる人口を支えていた。
イラクの古代都市については不明な点が多いが、遺跡と化したサーマッラーの2都市では、宮殿から都市域を貫く大通りがあり、直線街路と矩形の宅地割がなされ、兵営部分の短冊状の街区割があることが知られる。加えてウマイヤ朝ではカリフとそれを取り巻く軍人や官僚の居住地で、同時代のアル・カーヒラなどの都市と同様に大通りは直線である。2つの都市では都市域と宮殿域は区分され、市域の端部にサーマッラーの大モスクが建設されると同時に郊外に巨大な宮殿が多数建設される。同様な郊外の宮殿都市にファーティマ朝期のカイラワーン郊外のサブラ・マンスーリヤや、カイロの矩形宮殿都市アル・カーヒラ、あるいは後ウマイヤ朝首都コルドバ郊外のマディーナット・アッ＝ザフラーがある。
メソポタミア期にネブカドネザル2世が建設したバビロン（Babylon）も整然とした居住区を持っている。またバビロニアを刷新すべく、ユーフラテス川の少し下流に建設したボルシッパ（Borsippa）も、明らかに規格的に設計されている。

### イスラエル

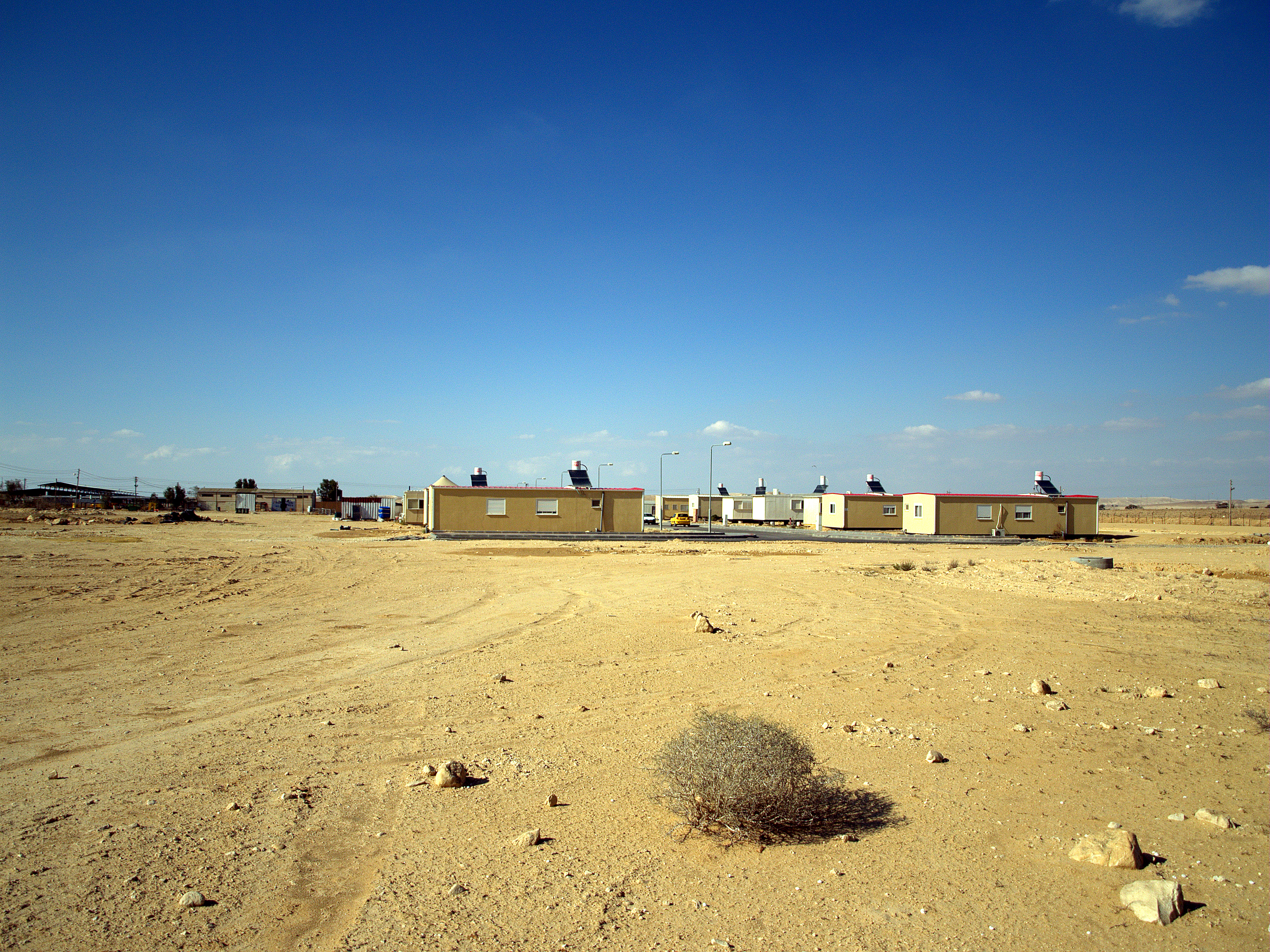
計画都市のネゲブ

計画された都市数は、周辺地域で作成された。国の和解の政治によるこれらの都市開発町としても知られている。
最も成功したのがアシュドッドで、20万人以上の住民と港湾と発達したインフラを備える。
他の都市ではカルミエル (Karmiel) とアラドがイスラエルの線構造計画後に開発された。
現代都市カイサリアとその前身である古代都市カイサリア・マリティマは、ハデラ市近くの海岸平野にあるテルアビブとハイファの中間に位置し、古代都市もヘロデ大王によって紀元前25〜13年頃に主要な港として建設された。
国内にある30の計画都市について、そのうち19は、古い入植地などのコアなしで設立された。
例：アシュドッド - イスラエル2番目の港湾都市｜
アラド（El'ad） - 1998年に設立され、超正統派ユダヤ人の市｜
モディイン - マッカビム - ロウト  (Modi'in-Maccabim-Re'ut)  - 1996年に設立された。エルサレムとテルアビブとの間に位置｜
ヘロデは都市計画において業績を残しており、人工港湾都市カイサリアをはじめ歴史に名を残す大要塞マサダ、アウグストゥスの名前を冠した新都市セバステ（サバスティーヤ）のほかエルサレムのアントニア要塞や要塞都市ヘロディオン、マカイロスなどはすべてヘロデの時代につくられた計画都市としてしられる。
テルアビブのハ・メディナ広場周辺の地域は白亜建造物が並ぶ計画都市で、白い都市として世界遺産に登録されている。
その他の計画された都市に、次の都市がある。
- アッコ
- アフラ
- アリエル
- アシュケロン
- ベールシェバ
- ベト・シェアン
- ベテ・シャン
- ベットシェメシュ
- en:Betar Illit
- ディモーナ
- エイラット
- ハツォル・HaGelilit
- キルヤットガット
- キリヤット・マラヒ  (Kiryat Malakhi)
- キリヤット・シュモナ
- マアレ・アドゥンミーム
- マーロット=タルシーハ  (Ma'alot-Tarshiha)
- ミツペ・ラモン
- ナハリヤ
- Nazareth Illit  (Nof HaGalil)
- ネティボト（Netivot）
- オファキムTemplate:Enink
- オアアキヴァ
- ツファット
- スデロット
- ティベリア
- ディモナ
- Yeruham、ヤブネ
- オニキス(ショーハム (Shoham) ）

イスラエルには他に、レバント（Levant）のメギド（Megiddo）がある。

### パレスチナ自治区
Rawabi西岸区- 2010年1月から建設中。

### アフガニスタン
ガージーアマーヌッラータウン (Ghazi Amanullah Town) 、ガージーアマーヌッラー・ハーン市は、ジャララバード郊外南東フリンジに計画建設された近代的な計画都市。
他に、カーブル郊外のダルラマンが知られる。
カンダハールは旧市がアフシャール朝のナーディル・シャーによって1738年に打ち破られて徹底的に破壊され放棄されるが、1747年にナーディル・シャーが暗殺されるとパシュトゥーン人の将軍アフマド・シャー・ドゥッラーニーが支配権を握り、カンダハール旧市から東に5キロ離れた位置に自らが樹立したドゥッラーニー朝の首都に定め新たな城塞都市・新カンダハール市を築く。18世紀末にカーブルに移るまでドゥッラーニー朝の首都として使われた。
ヘラートは十字街路の方形都市でメルブ、アレッポなどと同様、ヘレニズムの時代から紀元後3世紀頃までに矩形都市が築かれた。矩形と十字の都市構造が長期に渡って維持されたのはヘラートだけだが、北側にクヘンディズと呼ばれる円形城塞都市もあり、10世紀に再利用される。矩形都市の建設期は不明であるが、矩形一辺 2000メートルとされている。

### サウジアラビア
同国では2006年6月にアブドゥッラー・ビン・アブドゥルアズィーズによって立ち上げられ、サウジアラビア総合投資局のアムルダ・バグ知事によって発表された6つの経済都市があり、
マディーナ・ナレッジエコノミックシティ (Knowledge Economic City, Medina) 
キングアブドゥッラー・エコノミックシティ (King Abdullah Economic City) 
などが建設された。
ジャーザーン・エコノミックシティ (Jazan Economic City) はジーザーン州にある経済都市で、エネルギー産業と製造業をメインとした計画都市。
アブドゥッラー国王の経済都市（King Abdullah Economic City）は、一緒に将来の計画都市 サウジアラビア紅海の位置に計画する。アブドゥッラー国王経済都市は、人口200万人を持っていることになっている街（まだ建設中）。2005年に発表し、2012開始。かのステージは、2020完了を予定している。
1975年に、ジュベイル工業都市としても知られるジュベイルは、サウジ政府によって、新しい産業都市に指定された。それはペルシャ湾経由で淡水からの水、国の飲料水の50パーセントを提供している。
アブドゥルアズィーズ・ビン・ムサーイド王子経済都市（PABMEC：Prince Abdulaziz Bin Musaed Economic City）（開発中）、ヤンブー、などがある。
サウジアラビアではこの他、総面積2万6500平方キロメートルのエリアに、全長170キロメートル、幅200メートル、高さ500メートルもの建築群で構成する直線状都市「THE LINE」を建設中。これにクリーンエネルギーを使用する産業集積エリアOXAGONや、2029年アジア冬季競技大会会場となる山岳リゾート地のTROJENA、高級リゾート地として2024年に設立のSINDALAH、周辺の自然保護区などでエリア「NEOM」を構成。2030年までにこれらのエリア開発が完了する予定としている。

### アラブ首長国連邦
マスダール・シティがあるが、混在目的住宅や商業エリアとしての構想都市である。
ドバイは1971年にイギリスから正式に独立して、アラブ首長国連邦を構成するグループの一員になったが急速な発展の為、政府はペルシア湾の一部を埋め立複数の人工島から成るパーム・アイランドと名づけられや世界最大の人工島を造り始めている。この他ザ・ワールド、ジュメイラ・アイランズといった人工島群が建設されている。
この国のシェイフ・ムハンマド首長の名を冠した巨大サスティナブル都市で人類史上最大の計画都市とも言われるムハンマド・ビン・ラーシド・シティ（MBR city）を立案しているが、計画リストは次々と具体的になってきている。
ほかにピラミッド都市でTimelinks社が設計した古代バビロン式のピラミッド都市Zigguratがある。
ドバイはほかに世界最大の人工マリーナであるドバイマリーナ、ジュメイラ・レイク・タワーズや人工島パーム・ジュメイラを有し、巨大人工都市ドバイ・メディア・シティや「ザ・ワールド」、ジュメイラ・アイランズ」、「ドバイウォーターフロント」「ドバイ・マリタイム・シティ」などがある。
世界一の高層ビルであるブルジュ・ハリーファをはじめとする高層ビルが林立。市街の南西にはリゾートエリアであるジュメイラ・ビーチ地区が開発され、さらにその南西にはジェベル・アリー港が建設され、工業地帯を成す。
その他同国ではアブダビ市市街地が計画都市であり、サディヤット島なども存在する。アブダビはドバイよりもかなり美しく整った計画都市と化している。

### カタール
ドーハという名はその地域の自治体が1963年に名付けたもので、以降この都市は規模を拡大し、今や100万人が住むほどになっている。上空から眺めた都市の景観は日本の幕張によく似た計画都市で、整然という言葉がよく似合う。空をかたどるシャープな現代建築群は砂漠に不自然を加味することで洗練さを醸し出している。
同国では他に、ルサイルとラアス・ラファーン工業都市という計画都市がある。

### レバノン
ウマイヤ朝のアンジャル遺跡は南北および東西貿易ルートの交易都市で8世紀の初めウマイヤ朝のワリード1世によってよって建設された計画都市。地方拠点としてイスラーム時代に建設された小都市である。繁栄は灌漑による水の存在が基礎になり、これによって可能になった集約的農業生産に依存し一毛作の穀物や砂糖、綿などは都市を潤わせたというがその都市デザインは、パルミラ遺跡に見られる四面門を持つ古典的なローマ様式の設計になっており、その大きさは320m×400mの長方形街区で、縦横の街路によって4区画に分割されている。622年以後に作られた矩形都市の中では古代ローマの軍営都市カストラムの系譜をつぐ。

### シリア
アレッポやホムスなどの新旧市街地が計画都市として知られているが、ダマスクスなどヘレニズムのグリッド都市が長い間の居住によって、次第に有機的に歪んでいくことは指摘されている。
なお、アラブ人に征服されたペルシア人のもつ世界を円盤の地上と半球の天空からなるとする観念を体現する真円形都市が北シリアの紀元前1000年頃の後期ヒッタイトの都市、サムアル＝ジンジルリに既に見られ、アラブ人が滅ぼしたサーサーン朝ペルシアのアルダシール1世によって建てられた円形都市、3世紀のアルダシール・フワッラなどは、バグダードの円城に瓜二つなのがわかり、アラブ都市計画は先行するペルシア文明の影響をうけていることがわかる。イスラム教を始めたアラブ人は元来砂漠の遊牧・商業民で、都市と砂漠の間を行き来する越境者ではあり帝都建設の経験は無かったため、世界の中心たる王宮を中心として円形に広がるこうした都市計画を採用している。
パルミラもヨルダンのジェラシュと同様に市壁外形は不整形ながら内部に直交街路網をもちえている。ただしイスラム都市は街路網は市壁に比べて変容が顕著なことに加え、街路の様相が不明な都市も多い。

### ヨルダン
アカバはレバノンのアンジャルと同様に地方拠点としてイスラーム時代に建設された小都市で、矩形の市壁と直線的な街路を持つ点は、ローマ時代の軍営カストラムの系譜を継いだものである。
ジェラシュは市壁外形は不整形ながら内部に直交街路網をもつ。

### バーレーン
バーレーン島中央北部に位置するイーサ・タウンがあるなど。

### アゼルバイジャン共和国
かつては寒村であったが、1949年に市制を敷き、現在バクーに次ぐ工業都市となったスムガイトが、カスピ海に突出するアプシェロン半島北西岸にある。

### トルクメニスタン
メルブ（メルブ遺跡）では一辺1800メートルの矩形都市ギヤウル・カラが知られるが、8世紀にギヤウル・カラの西に非定型なスルタン・カラが建設され、次第に人々は西の町に移り住んだが、さらに10世紀まで最古の円形城塞都市エルク・カラも使われていた。

### ウズベキスタン
聖都ヒヴァ、オアシス都市ブハラ、青の都サマルカンド、石の街の首都タシュケント、アングレンなど、旧ソ連時代の計画都市が市街地として組み込まれる。

### アルメニア
アルメニアにはウラルトゥ王国時代のゼルナキ・テペ（Zernaki Tepe）が知られる。

## 東アジア

### 中国
「鬼城 (地理学)」および「ニュータウン#中国」も参照の事。
多くの古代中国の都市、特に、上のもの華北平原は、風水の正方形または長方形の街の壁、直線的な道路網、左右対称レイアウトを備え、理論慎重に基づいて設計された（条坊制）。有名な例が唐朝の長安（現在の西安）と北京である。大興城は、旧長安城の南東の竜首原に中国史上最初の計画都市として帝都を造築された。
鮮卑族の征服王朝である北魏が406年に竣工した平城及び502年に竣工した洛陽を嚆矢とするこうした方形都市は北京まで受け継がれており、またその完成形といえるのが長安で、その都市設計には陰陽五行説や都市計画における古典テキスト「周礼」の思想が取り入れられている。「周礼」で王宮は方形都市の中央にあるべきとされているが、長安の宮城は中央北端に片寄っている。のちに北京となる大都の構成は、歴代中華王朝にはなく異邦人であるモンゴルが史上初めて実現させたものである。大都は純然たる計画都市として設計されたため、極めて整然とした構成美を持っていたとされる。
例外は、技術庁郡イリ・カザフ自治州の古代の町新疆の形状、現在テケス県にある八卦城がある。
世界文化遺産にも登録された城郭都市である水原華城の建設の理念とその空間構造が論じられる。華城は18世紀後半に国王正祖の命により非命に倒れた父の荘献世子の墓所を中心に建設された理念的計画都市である。そこでは「礼」という儒教的な秩序を都市に具現しようという伝統的価値理念により国王の権威を象徴すると同時に、進歩的実学者である丁若鏞に設計を命じてこれまでにない実用的な計画的城郭都市を建設させたという伝統と革新を調和させた点が華城建設の理念であることが指摘される。

#### 近代
日本の植民地都市の時代に関しては、形成過程を考えると、大雑把に次のようなふたつのタイプに類型化することができる。第一に、日本の植民地支配とともにまったく新たに都市が形成されるタイプである。大連(満州)などの港湾都市や、撫順・鞍山・本渓湖(満州)といった鉱山や工場が開かれた産業都市によって代表される。これらの都市では、空間的にも日本人街が中心となって発達し、住民に占める日本人の比重も高かった。
さらにもうひとつのタイプとして、奉天(瀋陽)、新京(長春)、哈爾浜など既存の大都市の近郊に日本が新市街を建設して形成された都市があげられる。このタイプは満州に集中しているほか、日中戦争後に立案された華北の都市計画の中にも類似の発想がみられる。これらの都市では、中国人街と日本人街がまったく別個の都市空間を構成するとともに、両者の連結あるいは対抗がさまざまな形で残っていく。もちろん実際にはこれらの類型が重なり合うなど複雑な経過をたどっていたが、植民地都市形成の要因からみれば、このような類型がおおむね該当するのではないかと考えられる。
大連は直径213メートルの円形広場を中心にラウンドアバウトになっており、10本の道路が駅を中心に放射線状に伸びている。パリの凱旋門の周りもラウンドアバウトになっているが、パリを模して都市開発にあたった帝政ロシアによる設計であり、当時は国王二世の名前を取ってニコライフスカヤ広場と呼ばれた。満州で、第一類型の典型として開港地から発展した都市であり(大連市役所『大連市史」同所、1936年)清朝時代の大連には、青泥窪とよばれる小集落があったにすぎなかった。やがて1893年にロシアが清国から旅順・大連の租借権と東請鉄道の敷設権を獲得し、旅順を軍港、大連を貿易港とするために港湾と都市の建設を計画した。そして1899年の勅令でこの地が「遠方」を意味するダーリニイと命名され、都市建設が開始された。都市計画は、東清鉄道技師長ウラジミル=サハロフが、二名のドイツ人建築家とともに立案した。市街地は、民族別に行政市街(ロシア人街)、ヨーロッパ市街、中国市街に三分される予定だった。このうち中心とされたのは、港、鉄道、南山に囲まれたヨーロッパ市街で、ニコラエフスカヤ広場(のちの大広場)をはじめとする複数の円形広場から放射状に街路が伸び、西には農事試験場や苗場を持つ公園(のちの中央公園)を置くことが計画された。
壮大な都市計画を抱いて大連の都市開発に着手した帝政ロシアだったが、直後に日露戦争が勃発して大連開発自体が頓挫、大連駅北側のロシア人街に市庁や官舎・銀行・病院などが建設されたところで、1904年、日露戦争によりダーリニイは日本軍に占領されてしまった。さらに日本が日露戦争に勝利しやがて1905年にポーツマス条約が締結されると、ロシアが清国から奪った権益が日本に渡され、大連の譲渡を受ける。
日本はロシアが作成した都市計画を踏襲、広場名を大広場へと変更、ラウンドアバウトの周囲に当時の行政機関や銀行を集めて新都市・大連の中枢にふさわしい西欧風建築を配置した。一方、この間にも大連の市街地は拡張されていった。大連を占領した日本軍は、ただちに大連専管区設定規則を公布したが、基本的にロシアの都市計画を踏襲し、旧行政市街・ヨーロッパ市街を日本人居住地区と軍用地区に転用し、中国人居住地区はもとの計画通りに設置した。さらに、日露戦争終結とともに軍用地区は民生用に開放され、新たに西部には南満州鉄道の工場や社宅が建設された。中心部に建てられた官庁などは、新たな支配者としての威厳を意識して、ロシア時代に劣らない本格的な洋式建築で統一された。占領後日本軍は古地図にみられる中国語の地名「大連湾」からとった大連を都市名として採用し、大連軍政署を設置した。また、増加した日本人渡航者は、自治組織として大連市居留民会を創立。
大連は日本の租借地となったが、遼東半島の租借地全体は、日本によって関東州と名付けられた。ここに1905年、軍事機関として関東総督府が設置され、1906年に行政機関に改組されて関東都督府となったあと、1919年に行政・軍事が分離されて関東庁と関東軍が新設された。そしてこれらの機関の下に、大連の統治機関として大連民政署が設置された。
一方、これとは別に1915年に大連・旅順に特別市制が施行され、執行機関としての市長と議決機関としての市会が置かれた。しかし大連の基本的な行政は民政署の担当で、市が担当した業務は衛生,教育など一部に限られていた。このため、日本人住民の間では本国の制度に準拠した自治的な市制を求める声が強かった。市制発足時の人口7万7千人余りのうち、日本人は45%を占めており、このような第一類型の典型としての人口構成が「日本人の都市」としての自治意識を強めたのであろう。結局、1924年に関東州市制が新たに公布され、市の法人格を認め、市事務の制限を撤廃するなど、本国の市制に準じた制度に改正された。
それまで小さな漁村にすぎなかった青島などはドイツ式の計画都市につくりかえられてその人口約6万に膨張し、貿易規模は当時中国で第6位になるほどの都市が計画されていく。
中国・上海は、ドレスデン工科大学に留学した沈怡（1901年-1980年）が上海特別市工務局局長（1927年から）時代に上海市中心区域建設委員会を組織。大上海都市計画立案はその後、1917年、黄浦江浚浦局のスウェーデン人技師長H.フォン・ヘイデンスタムの上海港改造試案（1936年港湾実現）から1921年、広井勇ら浚浦局顧問技師委員会計画をへて、1922年には孫文の改良計画案「建国方略」実業計画から1924年にはH.W.リーが下水施設計画案があり、1929年にC.E.グルンスキー（元米国土木学会官庁）の大上海分区計画改正案へとつなぐ。その後1939年、大谷光瑞の興亜計画（港湾他計画）をへて松本与作・吉武東里の大上海都心部計画試案（1940年）や吉村辰夫らの上海都市計画図や石川栄耀らの上海都市建設計画改定要領（大東亜省興亜院、1942年）ができあがっていく。
現代上海で多くの経済特区は、例えば浦東新区などは、スケッチから開発されている。臨港新都市は建設中（2003年から2020年まで）、上海から60キロ、同心円状に人工湖の周りに80万住民に持っていると言われている。
第二の類型では、既存の都市と植民地都市の並存つまり既存の都市の近くに新たに日本の植民地都市が形成されたため、二つの都市が重ならずに並存していた。このタイプの都市は、中華民国の主権のもとに日本人が進出した満州で形成された。さらに、これらの都市では満州国の建国後に、日本の技術者によって大規模な都市計画が実施された。その典型的な事例は、満鉄(南満州鉄道株式会社)が中国東北支配の拠点として重視した奉天(瀋陽)である。
奉天は元代に瀋陽とよばれ、すでにそれ以前から小さな城市を形成していた(「奉天経済二十年誌」奉天商業会議所、1927年)。さらに清代になると、1625年に遼陽から都をここに移し、城壁などを整備したうえで盛京と改め、165年に北京に遷都するまで都が置かれた。その後1657年に民政機関の奉天府が置かれ、変遷を経ながらも東三省支配の拠点としての地位を保ちつづけていた。これが城内で、基本的に清初の盛京の領域が継承されている。
ここに日露戦争を契機として日本人が進出したがしかし居住が許されたのは城内ではなく、その外に設定された居留地だった。これが商埠地であり、元来は満鉄付属地の発展を阻止するために、中国側が主導権を握って設置したものである。そして十間房から小西関にかけて多くの日本商人が集まり、総領事館や居留民会も設置された。さらに、これに隣接する満鉄の駅を中心に、1910年代初頭に新市街が建設された。これが満鉄付属地である。鉄道の経営権を手に入れ、鉄道用地という名目で広大な土地を取得して進出拠点とする手法は朝鮮でも行われていたが、ポーツマス条約による満鉄付属地の権益はそれを大規模化させ、満州における日本の都市建設の足掛かりとなっていった。
ここにはそれまで小規模なロシア人集落があっただけだが、満鉄が新市街を建設するにつれて商埠地から日本人商人が移転し、中国官憲の意図に反して付属地が日本人の経済活動の中心として発展していった。
結局、奉天は中国人街(城内)、日本人街(満鉄付属地)、その両者の回廊あるいは緩衝地帯(商埠地)の三つから構成されることになった。そして城内と商埠地で中国人人口が圧倒的に多かっただけでなく、付属地でも半数近くが中国人だった。このため、行政機関から通貨、商圏にいたるまで、日中間の分化・対立が現れただけでなく、むしろ中国人側が優位に立つ面も多かった。そして、満鉄付属地で日本による都市建設が開始されたあとも、城内ではこれに対抗して市区改正が実施され、道路の拡幅や洋式建築の新設が進められていた。完全な植民地でなかった満州では、中国側の独自の都市形成が並行して続いていたのである。しかし、「満州国」建国後の日本側の本格的な都市計画の実施とともに、両者の関係もしだいに変化していくことになった。たとえば1937年に竣工した奉天市公署は、旧商埠地の北側に置かれた。それまで三つに分かれていた奉天を一つにまとめるために、従来の中心地を避けていずれの地区にも偏らない立地条件が選ばれたのである。さらに、この周辺を官庁街にする計画が立てられたが、日本の敗戦とともに未完に終わった。
1932年に満州国が建国されたときに、その首都とされた新京(長春)も、奉天と同様に三地区が並存していた。
長春は、清朝初期にはモンゴルの公王の領地であり、漢族やモンゴル族の移住が禁止された封禁の地に属していたが、1791年からひそかに漢族の入植が許可されていた。漢族の人口増加にともない、1800年には長春庁が設置され、これを北方に移転したあと1865年に城壁が築かれた。その後、政庁の管轄区域が広がって吉林西路兵備道台、吉林西南路観察使が置かれたあと、中華民国が吉林道チ公署を設置した。こうして中国の地方官庁を中心として形成されたのが、城内である。
一方、東清鉄道の敷設権を獲得したロシアは、1901年に城内の北に寛城子駅を置き、その周辺に鉄道付属地を設定した。しかし、ロシアは本格的な都市建設に着手せず状況が一変したのは満鉄の設立後だった。
満鉄と東清鉄道の接続点となった長春では、従来の寛城子駅の南に長春駅が新設され、この周辺が満鉄付属地となった。満鉄はこの広大な付属地で、1908年から本格的な都市建設に着手した。格子状の街路とロータリーを中心とする斜路が組み合わされ、洋式の公共建築が建ち並ぶ近代都市は、こうして出現した。中心市街地は吉野町で、銀座新道には歓楽街も現れた。
このような満鉄付属地の発展に対抗するために、中国側は奉天と同様に城内との間に商埠地を設け、緩衝地帯とした。ここでは道公署も城内から商埠地に移され、1911年には公園・劇場・貸家などを経営する興業公司が設立され、妓楼も城内から移転した。こうして、長春でも城内・商埠地・満鉄付属地が、それぞれの機能を持ちながら並存する状況が生まれたのである。
この状況は満州国の建国によって一変した。長春は新京と改称されて新たな首都となり、満州国国都建設局と満鉄経済調査会が国都建設計画を立案した(越沢明 「満州国の首都計画」日本経済評論社、1988年)。その都市計画には当時の日本本国の最先端の技術と人材が投入され、多心放射状と格子状を組み合わせた幅の広い街路と、洋式建築にアジア式の屋根を載せた「興亜式」の公共建築が建設された。こうした都市計画は、市街化禁止区域の設定や親水公園の建設など、戦後の日本の都市計画の発想を先取りする側面があったとされる。
中国は現在でもずっと都市を作成している国で（246計画都市が1990年から2008年までに作成）1953年に都市の数が7700万増加、1980年と2000年に4.7億190万人、2008年（150万人の出稼ぎ労働者の "流動人口"を含む）で650万人の農業従事者の大規模な農村流出を誘発し、それを工業が吸収する。四百の新しい都市は農民が都市にするために2020年までの計画がなされている。
三斗坪周辺部は1984年までは黄浦江として知られていた。中国政府は、世界最大級の発電所である三峡ダムの建造にかかる作業者40,000人の居住地のため、都市を人工的につくった。
かつて農村だった都市深圳と、重慶でも千万を超えている。百万人以上の住民と89もの中国の都市のうち、49は、1980年代後半と2008年の間に作成されている。中国の45パーセントは2008年までといった最近の都市であるが、この率によって農村流出で依然として都市が300万人を取ると信じている。予測によると2020年に60パーセントにする必要がある。このため中国では、1万人のエコ都市の最初のドラフトを策定している。
2017年からは雄安新区で大規模な計画都市を建設している。
ヒヤバグシ区 (Kangbashi District) は同国内モンゴル自治区オルドス市に位置し、新しく計画建設された市轄区。

### 香港
もともと清朝で行政上は南部広州府宝安県（現・宝安区）の一部で、少数の漁民や海賊が住む岩だらけの不毛の地・寒村であったが、19世紀半ばにアヘン戦争（南京条約：1842年）により香港島を、アロー号事件（天津・北京条約：1860年）により九龍、新界租借条約（1898年）により新界が英国の植民地とされていき、そののち大英帝国のアジアにおける一大拠点都市として発展することになる。
香港島は街市と呼ばれる公設市場を整備し、まずは各街市を結ぶ線形都市としたが、埋立をより小規模なものは1851年から、1887年からは本格的に行い、土地面積6.98平方キロメートルに及ぶ埋立地を確保。概ねで現在の皇后大道（Queen's Road）、英皇道（King's Road）よりもビクトリア・ハーバー側の土地は埋立により作られて形成されたものである。
1860年のアロー戦争の結果による北京条約により、九龍半島のうち香港島に近接している一部も清からイギリスに割譲。このときに清とイギリス領の境界となった現在の界限街と、その後九龍地区で最も繁華な場所で半島を南北に貫通するネイザンロードを都市軸として据え、その周囲からおおよそ碁盤状に区画。植民地様式の住宅を多く並べて計画した。
そして新界は、香港政庁が1973年4月に公共集合住宅整備十年計画（中：十年建屋計画）を策定して、従来の既存密集地に公共集合住宅を作るというやや消極的な都市開発政策から一歩進めて郊外での新規ニュータウン建設に踏み出すこととなると、多くのニュータウン群が形成された。
主要な記事：香港のニュータウン
また、ランタオ島は東涌（en:Tung_Chung）を計画都市化していく。
香港ではこの他北部と深センを一体とした都市開発を計画。この計画は「双城三圈」（Twin Cities, Three Circles）と呼び、香港と深セン2都市、開発対象の3つの地区を3つの環とし、現香港の人口（約750万人）の3割近くに相当する住宅を開発、そして隣接する深センとの相乗効果を生み出すイノベーションとテクノロジー開発拠点として機能する産業発展の中核地となる新田科技城（San Tin Technople）と、ノーザンリンク（北環線）やノーザンリンク副線などの交通インフラを整備。これに加えて香港政府は、元朗区にある香港洪水橋と深セン前海を結ぶ越境鉄道「港深西部鉄道」の建設も計画。

### 台湾
台湾においても、日本の植民地時代に形成した都市も中国における日本の植民地時代の都市の形成過程においてと同様にタイプの類型化が可能。第一類型の、日本の植民地支配とともにまったく新たに都市が形成されるタイプは、高雄、基隆などの港湾都市・産業都市にみられる。第二類型のタイプは、在来社会の伝統的都市の上に重なり合って、植民地都市が形成されていく場合である。台北や台南など台湾の伝統的城壁都市がこれにあたる。これらの都市では、内部に現地社会の独自の都市景観や経済活動が残り、これが日本人街と並行して発達していく場合もある。
台湾では、日本の領有直後から、南の高雄と北の基隆で本格的な築港工事が開始され、港湾を核とする都市が形成されていった。高雄はもともと打狗dagou または打鼓 dagu とよばれていたが、その文字を嫌った日本人が音の近い日本語の地名として高雄 に改称したもの。打狗は、オランダ東インド会社の時代から台南(安平港)の補助港として使われ、1858年には第二次アヘン戦争の結果、欧米に向けて開港された。打狗港は、長く伸びた砂州に囲まれた細長い湖状態の入り江場で、台風の波浪も防ぐことができる地形になっていた。しかし、港口に岩礁や浅瀬が多いため清朝時代には港湾都市としての十分な発達はみられず、むしろ人口が多かったのは東にあって県城の置かれていた鳳山だった。そこで、日本による領有後の1908年から大規模な築港工事が開始され、港口に水道を開き、南側に防波堤、北側に防砂堤が築かれた。そして、港に面した北側の地域を埋め立て、日本人の住む中心市街地が形成された。台湾縦貫鉄道の南端の起点も、ここに置かれた。のちに1930年代になると、セメント、カーバイド、ソーダ、化学肥料など日本資本の重化学工業が次々に操業を開始し、工業の拠点都市となった。こうして港湾・工業の発展とともに高雄の人口も増加し、1925年には市制がしかれた。しかし、発展の主導権は日本人が握っていたため、この時点で六万余りの人口の四割を日本人が占め、日本人中心に植民地都市が形成された第一類型の典型的な姿をみせていた。官庁は日本人街の中小の栄町に集中しそれを囲んで会社・銀行・工場が立ち並んでいた。また、港口をはさんで対岸の旗後町は貸座敷地区に指定され、歓楽街となった。さらに中心市街地の北の山上には、高雄神社が置かれた。
こうして第二次大戦後の台湾で、台北に次ぐ第二の都市となった高雄では、中心市街地は日本統治下の都市形成とは無関係に、港の奥の東の方に移っている。
この高雄と並んで植民地下の二大港となったのが、台北の北にある基隆である。基隆はもと鶏龍とよばれ、17世紀初頭にスペイン人が進出したあと、オランダ人、さらに鄭成功政権の拠点になった。
その後、清朝支配下で1830年に対岸貿易の開港地とされ、第二次アヘン戦争のあと1863年に欧米にも開港された。さらに1885年に台湾省が設置された際、地名が鶏龍から同音の基隆に改称された。
このように基隆も高雄と同様、植民地化以前から対岸貿易や日中貿易の拠点港となっていた。しかし、近代的な港湾としては限界があったこと、後背地に都市の発達がみられなかったこともまた、高雄と同様で、基隆の地形そのものは、三方を山に囲まれて北方に開いた深い湾で良港の条件を備えていたが、水深が浅く岩も多かったため、大型船の停泊には適さなかった。そこで台湾総督府は、領有直後の1899年から浚渫工事と日本による新たな都市形成防波堤の建設などを進め、一万トン級の船舶が停泊可能な港へと改築を開始した。同時に、基隆は台湾縦貫鉄道の北端の起点であり、日本に最も近い港であったため、移住する日本人も多く、急速に都市化が進んでいった。
植民地都市としての基隆は、二つの地域に分かれていた。一つは大基隆とよばれた港時西側の地区で、こちらが先に開け、鉄道の駅も置かれ、のちに台湾人の集住地となった。一方、港の東側は小基隆とよばれ、日本人が集住し、日本による都市計画が実施された。官庁、会社、銀行などが集まる中心地は、この小基隆の義重町や日新町だった。基隆も高雄と同時に1925年に市制がしかれたが、そのころ七万人余りになっていた人口の四分の一が日本人だったという。
台北・台南などは規模や歴史はソウルには及ばないものの、日本植民地化以前から都市形成が進んでいた。台北の都市化の出発点は、西部の淡水河に面した万華・大稲埋・旧城内の一帯であった(台北市役所『台北市政二十年史』同所、1940年)。このうち最も早く集落が形成されたのが、のちに万華とよばれるようになった艋舺(まんが)である。
明代のスペイン人、オランダ人、鄭成功などによる対岸貿易は高雄や基隆を拠点としていたが、清代に入ると大陸から泉州人が移住して貿易港としての艋舺の開発が始まり、一八世紀の前半にはここに集落が形成された。のちに泉州人も加わって人口は増加し、一九世紀前半には台南府・鹿港と並んで「一府・二鹿・三艦押」と称せられるほどの繁栄をみた。一方、大稲堤は、1853年に艦岬で泉州人と漳州人の衝突があったあと、敗れた泉州人が移住して集落の形成が始まった。その後、台湾北部で茶栽培が盛んになると、その加工と輸出の拠点として発展した。そして、淡水河の土砂堆積などによって艋舺が衰退すると、かわって大稲が貿易港として栄えて大商人が集まり、アメリカ・ドイツの領事館も設置された台南に比べて都市形成に遅れをとっていた台北も、こうして発展の端緒をつかみ、1875年には清朝政府によって台北府が設置された。そして、初代知府の陳星聚は1882年に方形の城壁を完成させ、官衙と市街地を開いた。この地域が城内である。
その後台湾省が設置されて台北がその省都となり、洋務派の劉銘伝 が巡撫として赴任して、台北は中国的近代都市として変貌をとげることになった。劉銘伝は電灯・電報・鉄道などのインフラストラクチャー(社会基盤)を建設し、都市整備のために大陸の商人資本を集めて興市公司を設立するなど、台北を本格的な近代都市として形成するための諸政策を遂行した。しかし、中国人の都市としての台北の発展は、日本による台湾の植民地化によって挫折した。日本は1895年に台北に台湾総督府を置き、初代民政長官の後藤新平のもとで城壁を撤去し、街路を建設し、上下水道を整備するなど、日本的近代都市の建設を進めた。
こうして省都から植民地支配の拠点に転じた台北であったが、1901年の台風被害で在来の建造物が壊滅的な被害を受けたのを契機として、旧城内の中国式建築が一掃され、煉瓦造・石造で三階建ての官庁や学校、銀行、会社などが林立することになった。その結果、従来の台北の中心地は二分され、旧城内は鉄筋や煉瓦の洋式建築が並ぶ日本人集住地となった。ここでは「台北銀座」とよばれた栄町を中心として、台北駅との間の北門町,表町・本町に会社・銀行・商店が集中した。また、入船町は、貸座敷などが並ぶ歓楽街となった。これに対して万華 (有明町)と大稲(永楽町)は、台湾人集住地となった。この地域には、停仔脚とよばれる、東南アジアのショップハウスのようなアーケードを持つ煉瓦造りの商店街が並んでいた。とくに大稲理は、輸移出品の米や茶を扱う台湾人商店が軒を連ね、商業の中心地となった。また、中国の演劇を上演する永楽座や新舞台などの劇場や、城障廟など、台湾人向けの娯楽や信仰の施設も置かれた。
台北に、第二類型の特徴である支配と被支配の二重構造を持つ都市空間が形成されたのである。
行政的には台湾領有とともに台北庁が設置され、さらに1920年に台湾市制が施行されると同時に台北市として再編されたが、市の領域はこの間に周辺部を編入したのみで基本的には変わらなかった。市域が拡大したのは38年に松山庄などを編入して「大台北市」になったときで、面積は約1.4倍になった。

### 日本

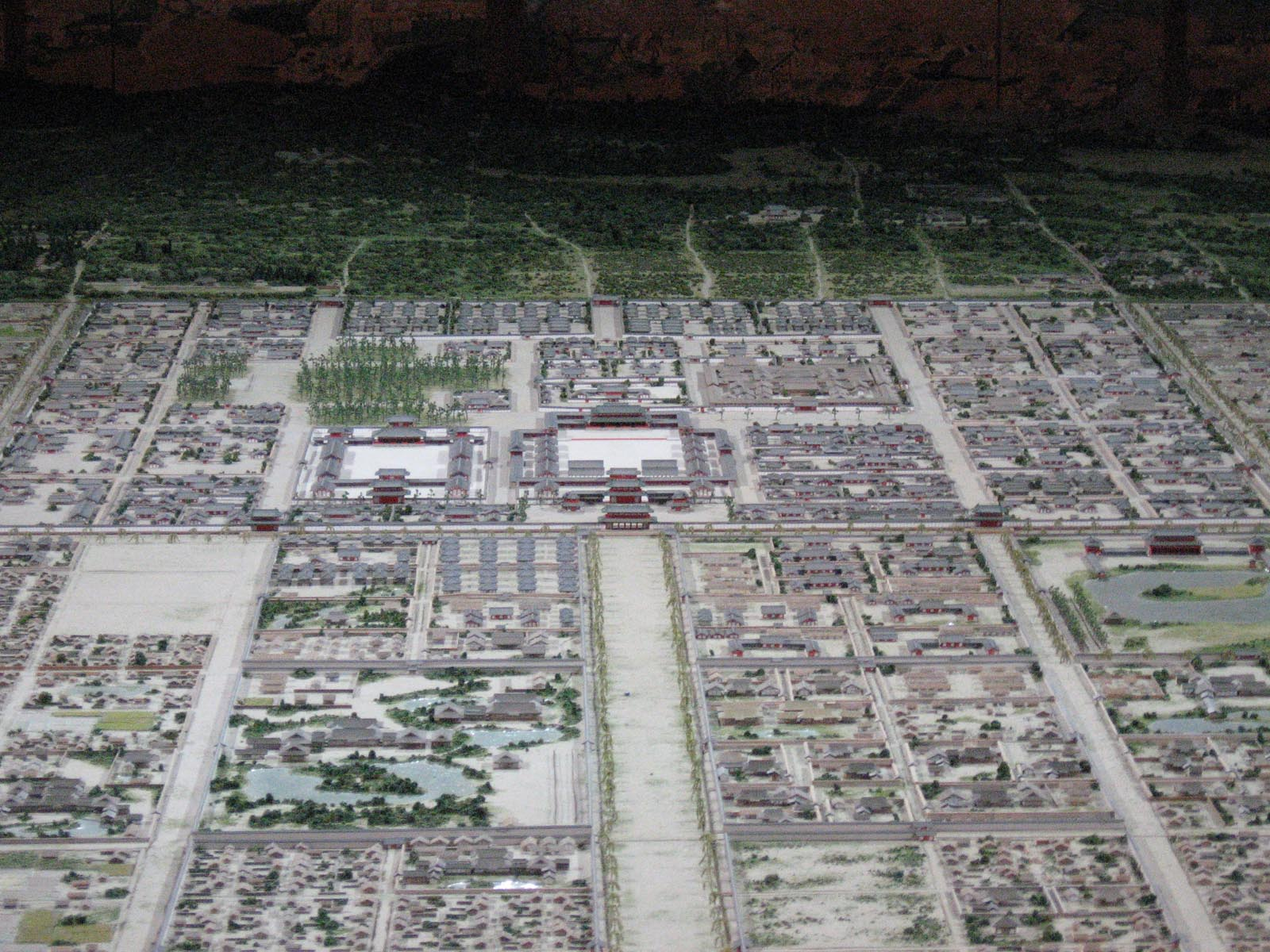
京都は794年から、グリッドシステム上に構築された。

藤原京や平城京などに続いて京都は国の新首都（当時平安京と呼ばれ）を794年に計画都市として開発された。唐王朝の首都長安 （現代の西安）をモデルにしたグリッドレイアウト上に構築された（条坊制）。そして千年以上旧都として続いている。グリッドレイアウトには、四条、といったように主要な東西の通り、ストリートごとに番号が付けられている。1868年から構築された札幌はアメリカ風に建設されたグリッド計画都市で、今日、日本で5番目に大きい都市である。これらの都市はどちらも通常のサブディビジョンベースとは異なり、日本独自の定期的なアドレッシングシステム（グリッド以下）を持っている。
その他の計画都市は、産業/学術集積（産業・盤状集積、例えば筑波研究学園都市、鹿島港町）として機能する。これらの領域は、西山夘三の"生命球"の原則に基づいて、日常生活のためのすべての包括的な環境を作成しようとする。また、日本はマニュエル・カステルとサー・ピーター・ホールがテクノポリスと呼んだ新都市のコンセプトを開発。1980年代のテクノポリスプログラムは、1960年代の新産業都市の先例を持っている。これらの都市は、主に、キャンパスのような環境でハイテク資源に一緒に凝集という点で、筑波の学術都市建設後にモデル化されている。
以前には、日本政府は計画都市に首都機能移転を計画していたが、この計画は頓挫している。
全体的に見て、日本の新都市プログラムは、多くの多様なプロジェクト、主要な機能に焦点を当てるというのでほぼ構成されているが、すべての包括的な都市環境を作成することを熱望している。日本のプログラムが特にアングロアメリカン的にガーデンシティの伝統、アメリカの近隣住区の設計だけでなく、産業発展のソ連の戦略によって知らされる。
新都市建設は政府の補助と都市再開発を受け続けたが、2002年に首相の小泉純一郎は建設の終了を発表した。
出典：
- Ministry of Construction, Japan International Cooperation Agency, City Bureau. 1975 City Planning in Japan.
- Hein, Carola. 2003. “Visionary Plans and Planners: Japanese Traditions and Western Influences” in Japanese Capitals in Historical
- Perspective, Nicholas Fiévé and Paul Waley, eds. New York: RoutledgeCurzon, 309-43.
- Scott, W. Stephen. 2006. Just Housing Evidence of Garden City Principles in a Postwar Japanese New Town. Undergraduate diss. New College of Florida.

### 韓国
朝鮮王国の首都「漢城府」や植民地支配下での「京城府」などであり続けた首都ソウルが明暗あわせもち、風水が生み出した都市景観を備える城壁計画都市であった。
ソウルの衛星都市としての近代化と発展した水原も前近代では朝鮮時代第22代王の正祖が理想的な政治を夢見ながら設計した水原城として建設から開始された計画都市である。釜山は1876年に日本の専管居留地が設定されるまで、都市といえるようなものは存在していなかった。ここに日本が強い権益を持つ居留地が設けられ、自治行政組織として居留民団が設立され、実質的な警察権や微税権も日本が掌握。空間的には江戸時代の倭館の敷地を中核として、そこに領事館などを置き、さらにその周辺を民間人の借地として編入するとともに、広大な埋立地を造成して税関や鉄道用地とした。その過程でロシアとの対抗はあったものの、ほとんど日本の独占的な勢力圏として都市建設が進んだ(「釜山市史』全四巻、同市、1989-1991年)。したがって、1919年の韓国併合以前に、すでに居留地を中心として主要市街地の原型が形成されていた。ここが、植民地期にも本町・弁天町・富平町など日本人街の中心として発展していく。一方、朝鮮人居住地は日本人の増加とともにその周辺部に新たに形成されたもので、中心部では日本人街の周縁の南富民町・谷町・大新町にあったほか、郊外の草梁町、燕州町・佐川町・凡一町などに大多数の朝鮮人が集住していた。このように釜山では、日本人の進出とともに都市形成が始まり、日本人街が都市の中心を占めたため、最近まで中心部には日本家屋がかなり残されていた(中野茂樹 「植民地朝鮮の残影を撮る』岩波書店、1990年)。
仁川でも開港とともに都市化が進展した。朝鮮王朝時代に地方官衙として仁川府使が置かれていたのは、近代の仁川府の中心から外れた地点であり、仁川港は済物浦とよばれる小港にすぎなかった。ここに1883年に日本専管居留地が設定されたが、その面積は釜山や元山と比較にならないほど小規模だった。そして翌年東側に居留地を拡張し、さらに海面を埋め立てたが、その外側には清国専管租界と日英米露独仏の各国際各国共同租界が取り囲んで、大きな面積を占めていた。したがって、日本人人口の増大とともに日本専管居留地は過密となり、しだいに共同租界への流出が始まり、ここも実質的に日本居留地のような様相を呈すようになった。こうして、仁川もしだいに日本人による都市形成へと向かっていくことになった。清国専管租界に居留する清国商人とは経済的競争が続いていたが、これも日清戦争を契機として日本側が貿易を独占して決着をみた。仁川では釜山と違って日本居留地が各国との対抗関係の中に置かれていたがここでも植民地化以前に主要市街地の原形が形成されていた。
昌原市は1980年に地域が「産業基地開発促進地域」に指定されて大規模な計画都市（昌原新都市）が建設され発足。もとは1970年代につくられた計画都市である。当初は機械工業の街として、やがて地域行政機能をもつ街となり、近年では近隣を編入して農村の性格も持つ。
ハダン（하당신도시、Hadang）は、韓国の全羅南道木浦に新しく建設された都市で、務安国際空港近くの人口増加と地方事務所の移転に対応することを目的としている。
この他、Category:韓国の計画都市にあるとおり、世宗特別自治市、安山市、光陽市、果川市、高陽市、松島新都市、城南市、東灘新都市、板橋テクノバレー、国内各地に建設される「革新都市」、などがある。

### 北朝鮮
平壌市はスターリン様式建築といった近代的でプロパガンダ色の濃い計画都市への変貌をとげている。
北朝鮮や韓国においても、日本の植民地時代に形成した中国や台湾における日本の植民地時代の都市の形成過程においてと同様にタイプの類型化が可能。第一の、日本の植民地支配とともにまったく新たに都市が形成されるタイプは、港湾都市であれば韓国の釜山、仁川、元山など、鉱山や工場が開かれた産業都市は興南などでみられる。第二のタイプは、在来社会の伝統的都市の上に重なり合って、植民地都市が形成されていく伝統的城壁都市は京城のほかに平壌や開城などでもみられる。

## ヨーロッパ

### 歴史
新しい入植地（少なくともギリシャの古代以来、欧州で計画された都市計画）は、ギリシア人の場合は西マケドニアの計画都市コザニなど地中海の周り新しい植民都市を建設。古代ローマ人はまた、彼らの帝国を通じて多くの新しい植民地の町を設立した。しかし、有史以前の北ヨーロッパでの非ローマ起源の計画集落の痕跡がある。古代ヨーロッパのほとんどの計画集落は、14世紀には約12日の期間で作成された。地主のすべての種類、最低ランクに高いものからは、経済、政治または軍事力を得るために、それらの集落に新たな村や町を建設しようとした。入植者は一般的に創業主によって与えられ、財政、経済的かつ法人の利点に惹かれたか、農園から他の場所へ移動することを余儀なくされた。こうした新たな町のほとんど（例えば、かなり小さいままであったフランス南西部のバスティッドのうちのいくつか、カーディフ、リーズ、シェルトゲンボッシュ、モントーバン、ビルバオ、マルメ、リューベック、ミュンヘン、ベルリン ベルン、クラーゲンフルト、アレクサンドリア、ワルシャワとサラエボ）が今日重要な都市となる。
例：マルセイユ（フランス式で、そのギリシャ語起源の記憶を保持）-フェニキアの都市を指し、ポカイア創設者から来た｜カルタヘナ（スペイン名は明らかにオリジナルのリコール）-カルタゴ｜
都市の格子骨格形状は、ミレトスのヒッポダモス（Hippodamos）が、厳密に言えば、計画都市ではないが、ミレトスなどのヒッポダモス計画はそれらの再建、のためにロードスやミレトス新都市建設のため、基準を務め採用した。

#### ローマ帝国
ローマ人は多くの場合、市民や軍人の入植のためのコロニーとして帝国全体の町の多くを構築した。これらは一般的に通りのグリッドおよび計画給水によって特徴づけられたが、こうしたローマの基盤の多くは現在の近代的なヨーロッパの町にもまだ元の通りグリッドの一部として保持している。最も印象的なローマの計画された町は4世紀ごろからの都市であった。ローマ皇帝コンスタンティヌス大帝は、新しい大都市のためのサイトを選択し、建設を始めた。彼の計画は現在イスタンブールとして知られているが、すぐの場所に落ちた。近代的な都市では、それ以来からはかなり変わっているが、それは市が単純人間遊走パターンも純粋な軍事的優位のために開発していないことを忘れてはならない。コンスタンティンは、欲求を満たし、彼の素晴らしさとコンスタンティノープルをマークする都市を望んでいた。

#### ルネサンスと啓蒙

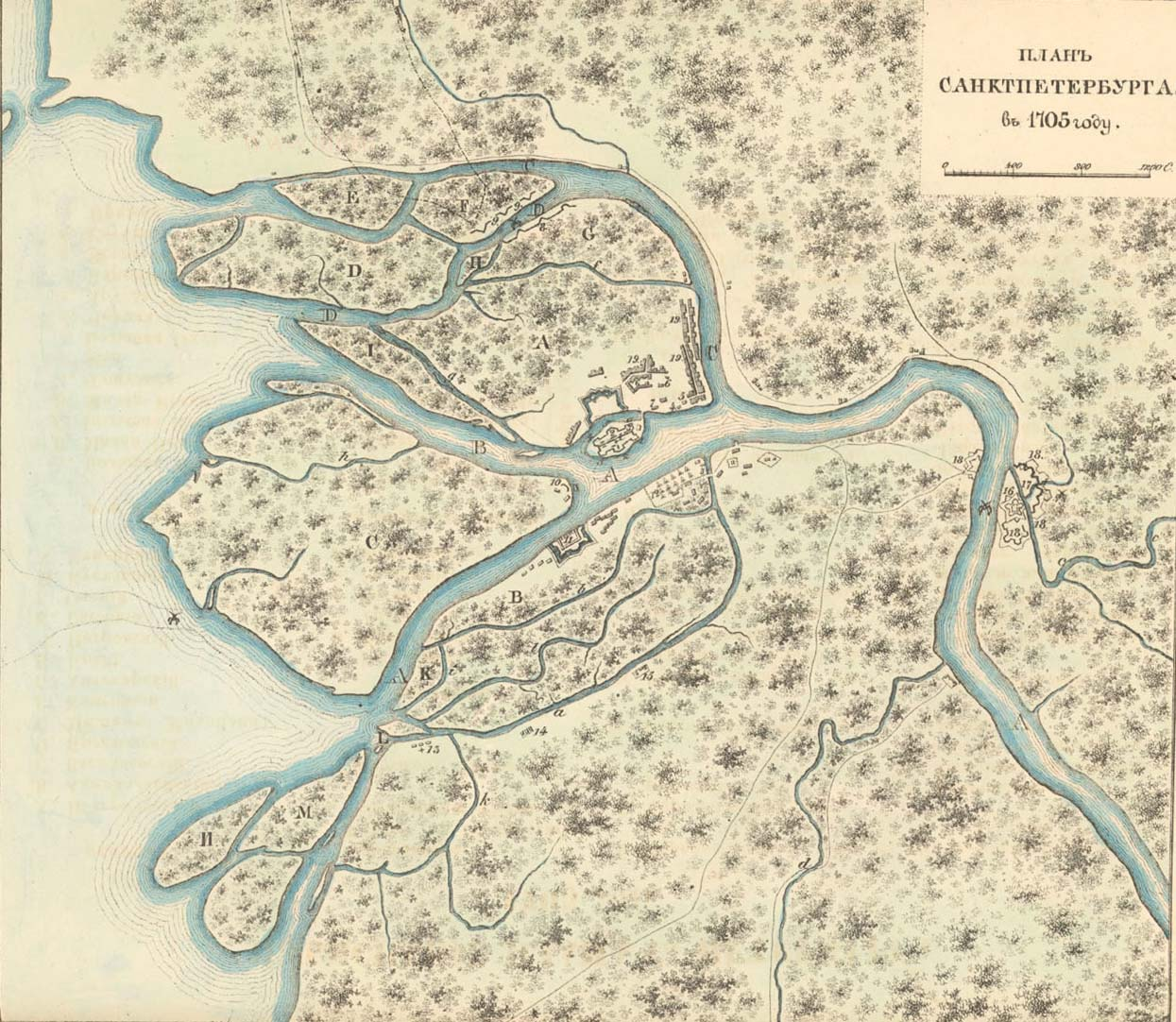
元のサイトの地図 サンクトペテルブルクと1705年の最初のインストール

中盤の中世ヨーロッパでは各国の力が徐々に一元化されていく。指導者は、地域がより広大な制御する必要がある、そこに自分の力を支える都市ネットワークを整理する必要がある。そして都市は戦略的と考え地域を選定、または忠誠心のために人々に差し入れされる。
公国はまた異なる地域の会合で作成されている。
多くの場合、それらの開始剤は、これらの都市に自分の名前を与えた。
ヴィトリー・ル・フランソワは、1544年にフランソワ1世 (フランス王)の注文で建てられた。
ファルスブール（都市パラティーノ）は、カウントパラタイン・ジャン・ジョルジュ (fr:Georges-Jean de Veldenz)  によって1570年に設立された。
リックスハイム（Lixheim）は、カウントパラティーノジョルジュ・ギュスターヴによって1608年に設立された。
シャルルヴィル＝メジエールは、1606年にカルロ1世・ゴンザーガ＝ネヴェルス ヌヴェールのシャルルによって設立された。
アンリシュモン（Henrichemont）は牧師さんによってアンリ4世 (フランス王)、とシュリーに因んで命名、1609年設立された。
リシュリューは、リシュリュー枢機卿の公爵によって、1631年設立される。
ベルサイユは、同じ名前の王室の城を周囲に構築させ、そしてそれとともに、小さな村のサイトで開発、1673年の開始時に50万人のサイズに達するとそれは高貴な存在の世紀以上の後、フランスの事実上の首都であることをやめたときフランス革命となる。なおワシントンは、十八世紀ベルサイユをもとに、世紀を代表する建設のためのモデルを務め、非常に近代的な都市の基準による。
サンクトペテルブルクは、ピョートル1世皇帝がヨーロッパの首都ツアーを敢行して、1703年に設立された。
このころの計画都市はまた、領土の防衛を可能にするために建設された。一例としては、16世紀の、イエ＝ブルアージュ（Brouage）、またはロシュフォール (シャラント＝マリティーム県)など、武器を収納する。
フランスでは、ヴォーバンは、要塞で囲まれた新しい都市いくつかの構築しなければならなかった。最も有名なのはヌフ・ザッハである。

#### コロニアル都市

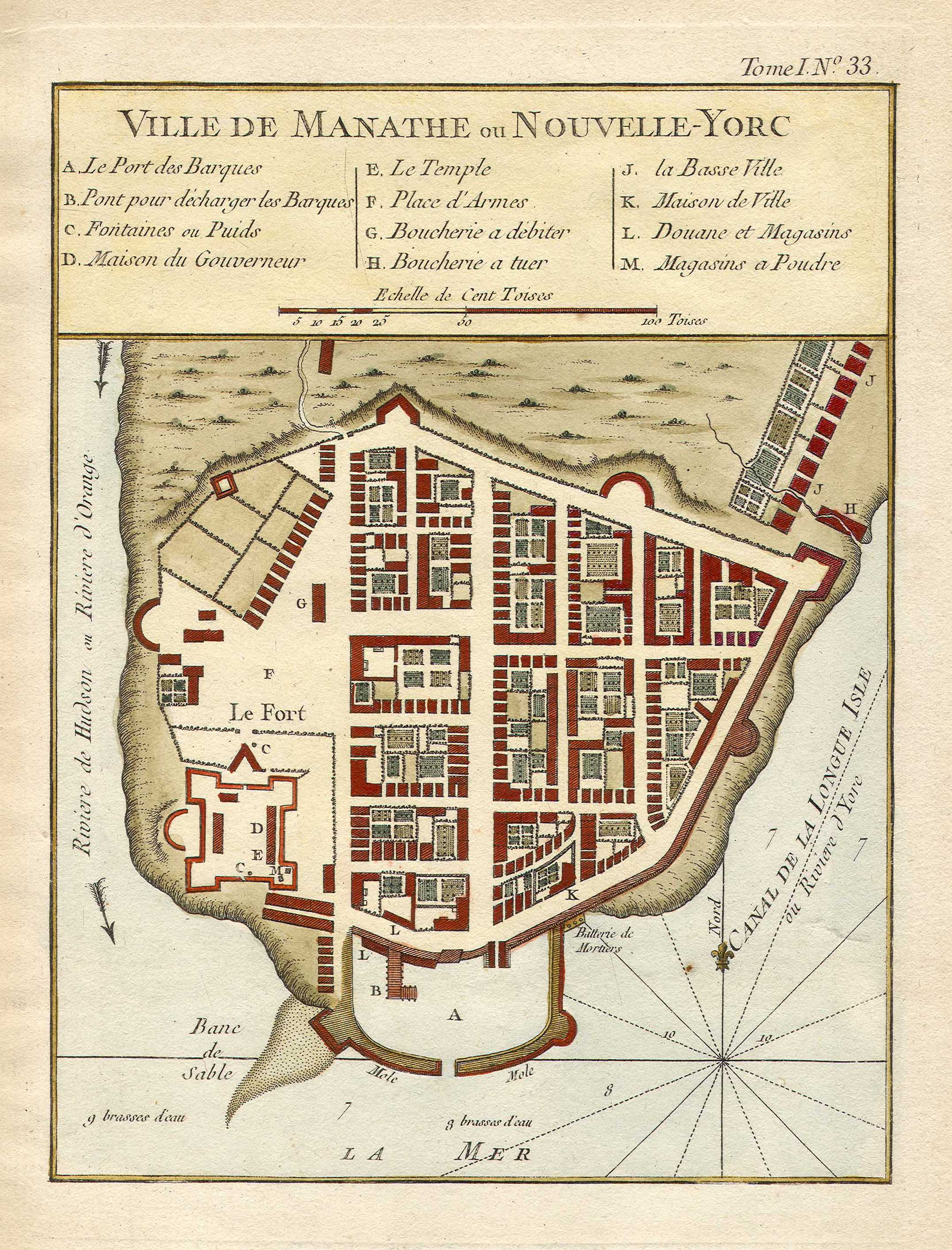
ニューヨーク 1763年

アメリカの植民地はスペイン人、ポルトガル人、イギリス人、フランス人、オランダ人らにとって、持続可能な実装のための多くの都市の創出につなげた。
彼らはしばしば都市の大都市の名前（コロンビアやカルタヘナ、新アムステルダムなど）、その作成責任者名（モントリオールはモン・ロイヤルから来ている、ニューオリンズ設立はリージェントの名誉フィリップオルレアンから）、強力な保護（ビスマルクはドイツ首相の名誉のオットー・フォン・ビスマルク聖書のテーマやユートピアとしての、フィラデルフィアは、兄弟愛を意味）。
これらの植民地の都市、ユートピアの社会を達成するためにしばしば設立された、また修道会、あるいはヨーロッパの主権者によってほとんど常に最初に想像し、バスティードの移動の連続性など、カサブランカのような都市を備えた世紀まで継続するようにオリジナルの都市の形を開発した。

### ベルギー
フィリップヴィルは1555年に、ネーデルラントのオラニエ公ウィレム1世が新しく砦を築いたのにはじまり、現在でも地下通路網が見学できる。
ワロンには数百の炭鉱があり、そのうち4つの炭鉱と関連する産業建築や計画都市を対象とするワロン地方の主要な鉱山遺跡群がある。19世紀前半にブルーノ・ルナールがデザインした炭鉱労働者のための街であるグラン・オルニュ、また1838年から1909年に建てられた数多くの建築物のあるボワ・デュ・ルックも17世紀までさかのぼることができ、ヨーロッパでもっとも古い炭鉱で、他にボワ・デュ・カジェ、ブレニー・ミールが世界遺産登録されている。登録された4ヵ所は、完全な状態で存在しており、産業と日常の暮らしが一体化したユートピア的産業都市の姿がみてとれる。
ルーヴァン＝ラ＝ヌーヴは、ルーヴェン・カトリック大学のために建てられた。1970年代後半に、新しい大学都市として1960年代はじめに条件付き分割でその後、ルーベン大学のためのフランス語圏の大学が設立された。
他に、スケルペンフーフェル＝ジヘム (Scherpenheuvel-Zichem) など

### ボスニア・ヘルツェゴビナ
Andrićgradはセルビアディレクターエミールクストリッツァ、スルプスカ共和国ヴィシェグラードとに配置された有名で建設中の町であった。

### ベラルーシ
同国ではネスヴィシェ（ニャスヴィシュ）のネスヴィジ城はラジヴィウ家の建築・文化的遺産群として、世界遺産（文化、2005登録）。この都市は、16世紀初頭、当地を支配していたリトワニア大公国のニコライ・ラジヴィウがイタリア人建築家を招いて建設した計画都市の街並みが残されている。
このほか、ナヴァポラツクが1958年に開発された計画。サリホルスクも建設は1958年に始まった計画都市。

### ブルガリア
スタラ・ザゴラとカザンラクは1877年から1878年のロシア・トルコ戦争後、都市はほぼ完全にトルコ人によって破壊されたが、その後、直角に配置された広い通りで再構築し拡張、中央ブルガリアでは、計画された都市として再建された。また、南ブルガリアのディミトロヴグラトは主要工業地やインフラセンターとして計画された。

### チェコ共和国
ハヴィジョフ（Havijov)、ズリーンなど。ズリーンの現代の都市としての発展は、製靴会社バタと密接に結びついている。創業者トマーシュ・バタの優れた経営手腕のため、ズリーンは第一次世界大戦後にバタが飛躍的に発展したことから有名になり、現代的な計画都市とみられた。

### デンマーク
フレデリシア（フレゼリシア）は三十年戦争に起因する荒廃が続き、軍事要塞の組合せとして設計された。クリスチャンスフェルドは世界遺産の計画都市で1773年、モラヴィア兄弟団（モラヴィア教会）によって建設された。

### エストニア
同国の計画都市にはパルディスキやヴォルがある。
パルディスキ(Paldiski) はエストニア共和国北西部に位置し、バルト海の港町。タリンの45km西にあり、ハリュ県に属する。ソ連時代はソビエト海軍原子力潜水艦訓練センターがあり、1994年にロシア海軍が撤収するまで閉鎖都市となっていた。

### フィンランド

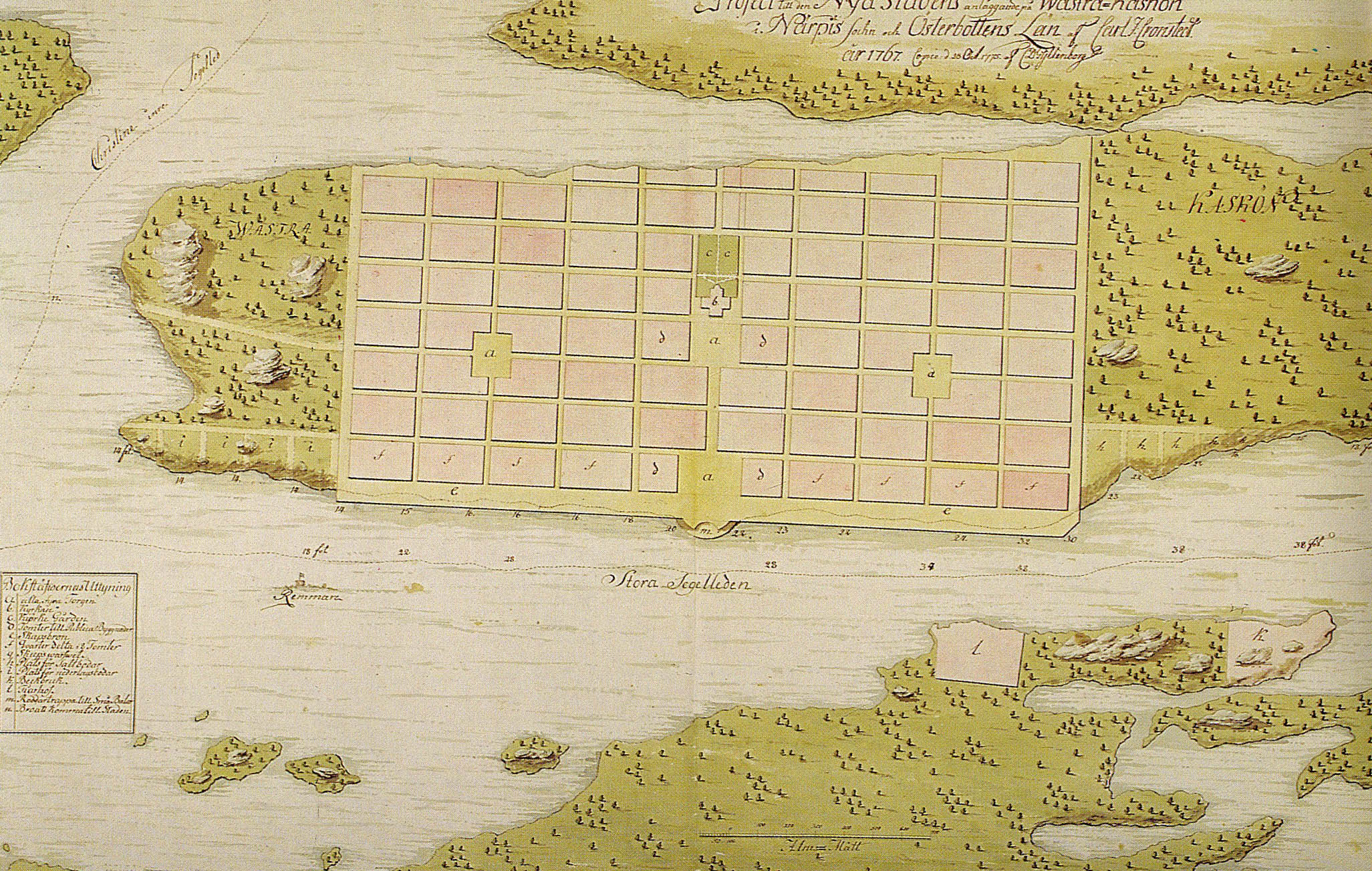
カスキネン都市計画案、フィンランド（1767年）

ヘルシンキという5,000人の住民の町は、1812年にロシアの皇帝アレキサンダー1世フィンランド大公国の法令によって新しいの首都として作られた。市内中心部はドイツの建築家カール・ルドヴィク・エンゲルによって再建された。しかし、以前に完全に無人の土地の上に構築されるように命じられたのは1649年ラーヘ総督によって設立されたフィンランドの最後の都市だったヤンブラーエパーである。
ヴァーサは1852年に都市を破壊する火災の後、約7キロ北西に1862年に元の場所に再建された。新しい町は カール・アクセル・ツッテンベルグによって計画された。デザインは火災の悲惨な結果を検討してセクションごとに町を分割し、各ブロックが路地で割った広い道が含まれるようにしている。
ハミナはスウェーデンの治世中に設立された古いフィンランド東部貿易資本都市で、星形の要塞と円形の町の計画は16世紀のイタリアのルネサンス要塞の概念に基づいており、このような要塞の町は非常に稀であるが、別の例では、イタリアのパルマノヴァなどである。
ほかは、ロバニエミ、タピオラのあるエスポーがある。

### フランス

#### 中世
封建時代でのフィールド上の街の作成は、移住労働者、職人や商人の定住や遊牧民の人口の領主への道である。最初の新しい中世の町は以下のとおり。
castelnaus-それは壁に囲まれ、主の保護を楽しんで、お城の近くに確立された新たな裏庭をという意味で、土地と荘園の住民の家族は家を建てるために招待されて、多数に分かれている。
sauvetés-領域である。一般的に宗教的な定住者を与える指導者（司教または司祭）、ホスピタリティー権限と免疫によって作成された。
バスティッド (都市) - フランスの南西で14世紀アルビジョア十字軍と百年戦争で、都市を囲う姿になる。ヴィルヌーヴ＝シュル＝ロットなどのような有数の大きく強力なバスティッドと呼ばれる多くの新しい都市が、フランス南東で12世紀から14世紀にかけて設立された。百年戦争で破壊された都市を交換し、防衛と成長を整理するために構築され、中でもモンパジエ（Monpazier）、ボーモン、そしてヴィラレアル（Villereal）などが良い例で現存する。
1517年建設のル・アーブルは新しい港湾都市としてフランスのフランソワ1世によって命じられた。それは第二次世界大戦で完全に中に破壊されたが、モダニズムの間にで1945年から1975年から30年間（Trente Glorieuses）かけて完全に再建された。オーギュスト・ペレによって再建された都市ル・アーヴル参照。
枢機卿リシュリューは、小さなバロック様式の町に設立。リシュリューほぼ横ばいのまま。
いくつかのケースでは、ベースの都市がそこに定住するようになった人に税制優遇措置を提供して、領主は、町との彼らの基盤を移植する効果を、そして人々を引き付けるために権限を競った。経済活動は、間接税の収入よりも（あるいはそれ以上）均等に収益を生成。これはヴィルフランシュ、Villefranqueまたはフランクヴィル（フラン当時の意味の自由、特に税・無料）といった呼び出し元の都市の起源である。
フランスの町や村で、ビルヌーブ、ビルヌーヴェルやヌーといった名前の地区や場所についているのは、この時期からその名前である。
この他、アル＝ケ＝スナンの王立製塩所（フランシュ＝コンテ地域圏）は住宅と工場理想都市。ヌフ＝ブリザックは、アルザスで最大のバロック様式である城の町である。
他はフォス＝シュル＝メールパリ近郊はヴェルサイユ、ル・ヴェジネ（ル・ルモン）、ルーアン近郊はヴァルデルイユ（Val-de-Reuil）、ル・トゥケ（Le Touquet）など。

#### 産業革命期

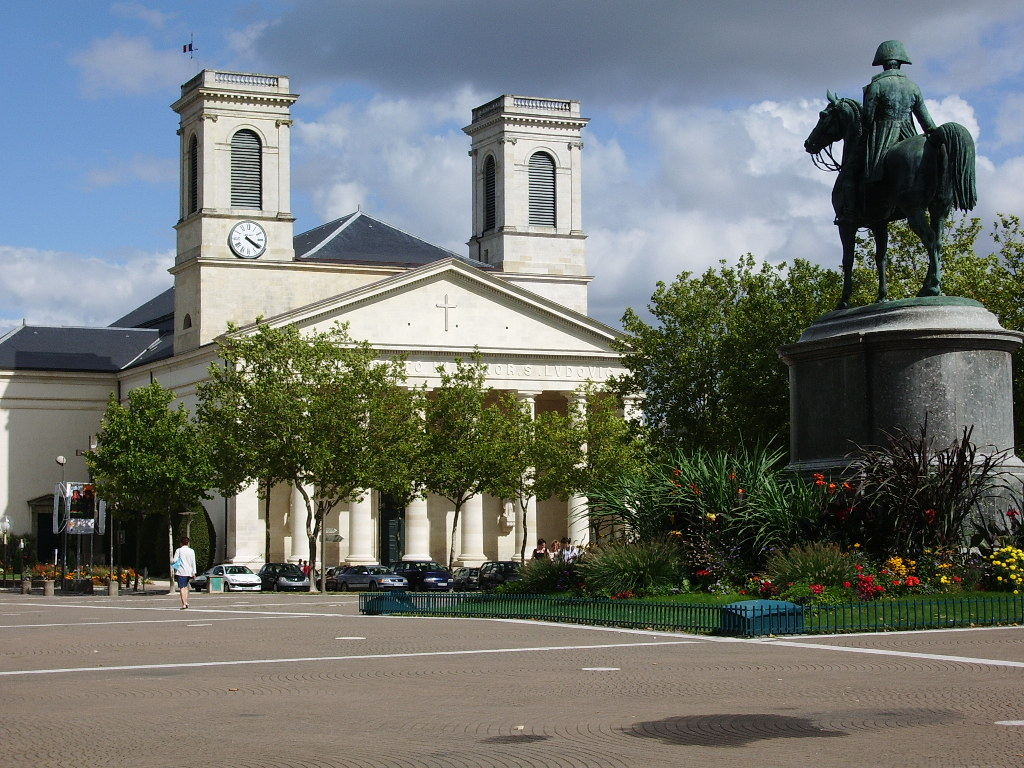
ラ・ロッシュ＝シュル＝ヨン

産業革命期の1804年5月25日ナポレオン・ボナパルトは、ラ・ロッシュ＝シュル＝ヨン をヴァンデ県首都と定め移転。そのときナポレオンのエンジニアの理想主義によって達成された都市として生まれる（ペンタゴーヌ（ラ・ロッシュ＝シュル＝ヨン） (fr:Pentagone (La Roche-sur-Yon)) 、ナポレオン広場（ラ・ロッシュ＝シュル＝ヨン） (fr:Place Napoleon (La Roche-sur-Yon)) 。
ナンシーの東南東約 30kmには、18世紀の計画都市リュネビルが出現する。
19世紀に、政治的意志よりはるかに経済的な理由のために新都市は急速に成長している。これは特に鉱業などの分野でのケースで、大きな都市は未成年者の増加数に対応するために特別に構築され、ドイツ・ルール地方などで多くの都市が流域で生まれたように、フランスではランス北の採掘地域インクルードやラ・ロッシュ＝シュル＝ヨンにおけるドカーズビル（Decazeville）、中央高地 (フランス)またはモンソー＝レ＝ミーヌ（Montceau-les-Mines）ロワール、ずっと後に言及されたピレネー＝アトランティック県ムランクス（Mourenx）で発見された後、アルベールヴィルのサヴォワでLacq天然ガスを1950年代後半に開発。
エルヴィル＝サン＝クレールは1957年まで、カーン郊外にあるエルヴィルという名の村（village）であった。1960年代に計画都市建設が始まり、20年間の間に人口は20倍に増加している。

#### ニュータウン政策（1965年以降）
主要な記事：フランス・ニュータウン政策  (fr:Politique des villes nouvelles françaises)  ニュータウン#フランスを参照
フランスの新たな都市政策が1965年、パリ地域ディレクターの都市開発のスキーム（SDAURP）が決定される。地域の重要な人口増加に直面しているパリ領域の多極的な開発を提供。パリの計画チームは1961年から1969年の間に一般的な委任地区地域を設計担当。国家レベルでは、いくつかの新しい都市をルーアン、リヨン、リールとマルセイユの近郊を担当。このため、新都市のコアグループは、プログラムを調整するために実施される。これはのための法的枠組みの中で行われ、国益の動作状態は、関係地域で都市計画の完全な実施（ISO）を彼らの手を持つことができる。地方行政レベルでは、新たな独立した構造は、所定の位置に置かれ、土地や転売の購入、都市のプロジェクトの開発を担当する国家公務員で構成される公的開発機関（EPA）と投資家へ。

### ドイツ
ドイツの計画都市は、以下のとおり。

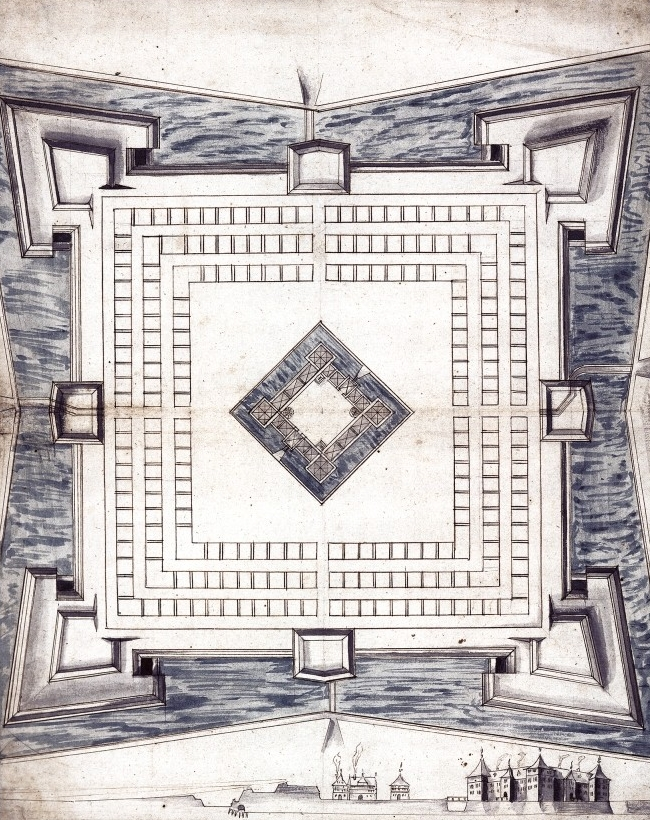
フロイデンシュタットのように理想的な都市 ヘンリー・シックハルト

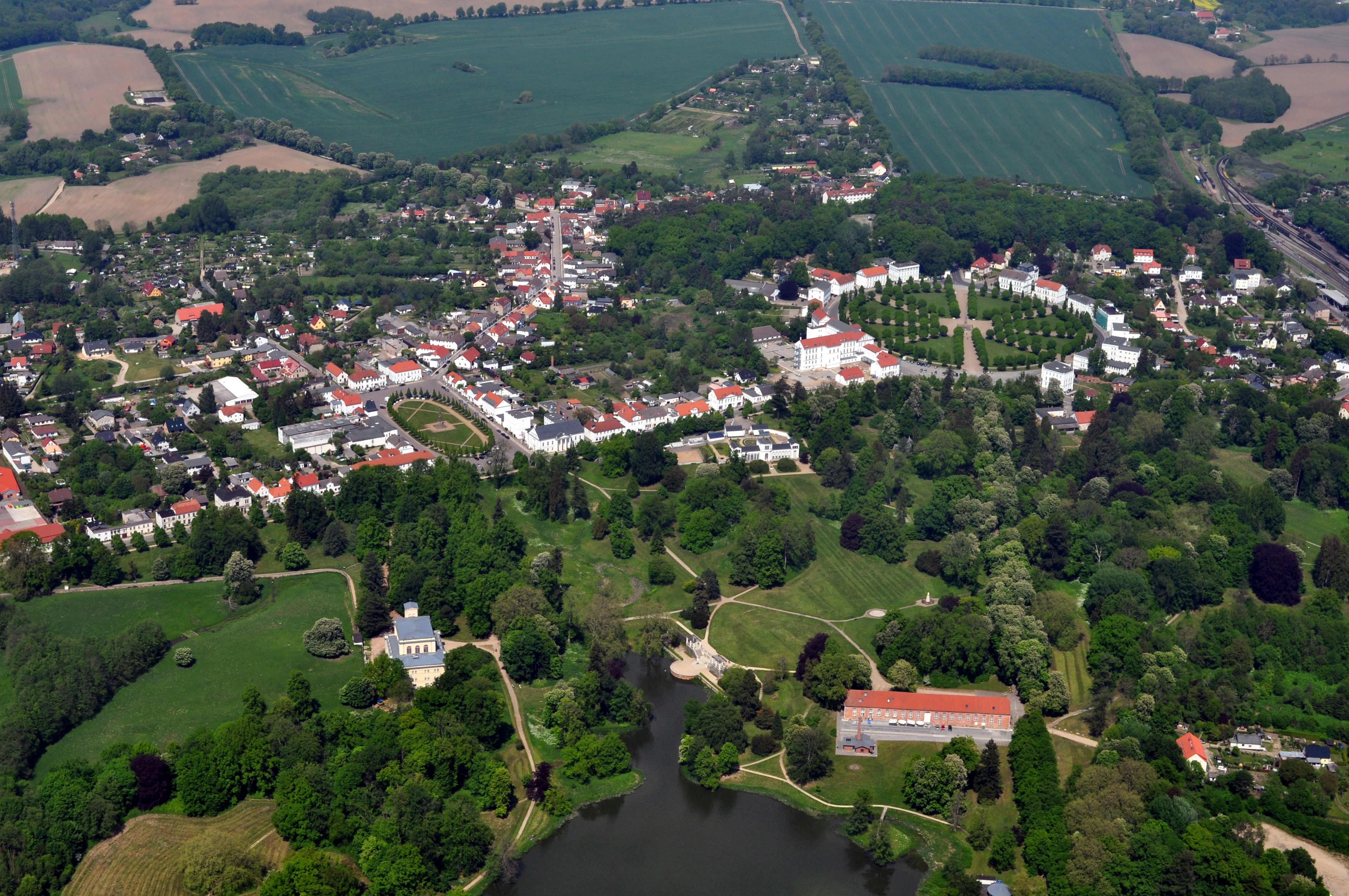
プツブスのリューゲン島で、市の投資計画の古典 19世紀初期に

- ペグニッツ - 1347年から1355年にロイヒテンベルク方伯が防衛施設内に城を建造し、後に計画都市ペグニッツを新設したという
- ザンクト・ゲオルゲン・アム・ゼー - ゲオルク・ヴィルヘルム (ブランデンブルク＝バイロイト辺境伯)がバイロイト郊外に創設した郊外都市でバロック様式で統一された計画都市
- アンベルク＝ブッフホルツ (de:Annaberg-Buchholz)  - 銀採掘目的の中世都市でカルフのウルリッヒRuleinによって設計された
- バイロイト：中世の新都市の例｜ベルリン：フリードリヒ公の設立
- ビーレフェルト/ゼンネシュタット - 未来の車にやさしい都市を掲げる
- 新メルブッシュ (de:Büderich (Wesel))  - クラシカルに19世紀初期に計画された都市
- ノイ＝イーゼンブルク・グラーフェンブルッフ - 1960年代に建設された衛星都市。共和国ヘッセン州ノイ＝イーゼンブルクは、17世紀から18世紀に建設された
- アイゼンヒュッテンシュタット：ドイツにおける最初の社会主義の計画都市。スターリン主義という装飾が多いスタイルの建物は社会主義時代の計画都市ということもあり歴史保全建築物として後年指定されること になるのだが、当時はあまりにも費用が高くつくので以後はプラッテンバウという名称の大量生産型住宅団地が代わりに普及していく
- エアランゲン - 市内中心部がバロック
- オーバー＝ラムシュタットロールバッハ、ヴェムバッハ、ハーン - 宗教迫害を受けた人々の入植地でエルンスト・ルートヴィヒ方伯御料地。後に計画的に開発がなされた
- フロイデンシュタット - 道路のラインパターンが特徴的。1599年、フリードリヒ1世がシュヴァルツヴァルトの最北端部に都市を建設するよう命令して設立
- グリュックシュタット - 小規模な新都市でイタリア由来の城塞理論家シュペエクリンの理論を経由し多角形・放射状プランとオランダ影響下の水路網・グリッドプランの都市空間構造で合成される
- ブレーメン - オランダ型で整備
- ハレノイシュタット (de:Halle-Neustadt)  - ノイシュタットはもとはハレの衛星都市として設立：ザクセンアンハルト州 ハレにおける、"Stadtteil"、または地区
- ハンブルクのハーフェンシティ (de:Hamburg-HafenCity)  - 港湾跡地の都市建設(1997年から)
- エルクラート＝ホッホダール (de:Erkrath-Hochdahl)
- ノイシュ・ハーナウ
- ユーリッヒ (de:Jülich)  - 16世紀から理想都市
- カールスルーエ -その中心に宮殿。ハンドヘルドファンのレイアウトで道路が城岐路に配されている
- ラーツェン・ミッテ (de:Laatzen-Mitte)
- リップシュタット (de:Lippstadt)  - ノルトライン＝ヴェストファーレン州に1185年の最初の計画都市
- ルートヴィヒスブルク：ヴュルテンベルク公爵のために計画された新たな資本都市 - 専制君主のレジデンツで、市はルートヴィヒスルスト城に平行な位置に配置された
- マンハイム - 正方形チェッカーボードスタイルのビルディングブロックを規定したクヴァトラーテ他、計画都市が広がる
- マリエンベルク（ザクセン） - カルフのウルリッヒRuleinによって設計された 銀採掘の中世都市
- ミュンヘン・マックスヴォルシュタット (de:Maxvorstadt)  - 初めてバイエルン国王の下で1805年から1810年に最初の計画都市拡張を行った。広場の名前マクシミリアン1世 (バイエルン王)、が後にグリッド設計し、その下にルートヴィヒ1世 (バイエルン王)がクラシカルなスタイルで1825年に建てかえた
- ノイシュトレーリッツ：八角形の市場の場所から広がる街で1733年に設立された
- ブス：放射状に整列通りに円形の中心の周りに築き上げられた
- ノイブランデンブルク - 計画は13世紀で、数百年前ほぼ円形をベースに、伝統的なストリートグリッドで、終戦後1945年に、旧市街が大規模な破壊にさらされ再建
- ノイシュトレーリッツ (de:Neustrelitz)  - 公爵アドルフ・フリードリヒ三世による1733年からの基礎都市。oktogonalen市場の場所から開始し、新たな居住都市へ。以前は居住地（旧）のALT-Strelitzにいた
- プツブス - 円形を中心(通りを遠方にリードする放射部を備えたサーカス)にしてのまわりを市街化
- トゥットリンゲン - 1804年、古典的な都市としての都市の火災により、カール・レナードによって再建
- ヴィルヘルムスハーフェン - 1869年6月、最初のドイツ軍港17ジェイドとして設立
- ヴォルフスブルク：新しく築き上げられたフォルクスワーゲンのための工場をホストするために1938年に設立された
- ブレーマーハーフェン（ブレーメン州）
- ルードヴィッヒスルスト（メクレンブルク＝フォアポンメルン州）
- ザルツギッター（ニーダーザクセン州）
- 「世界首都ゲルマニア構想」および「リンツ都市改造計画構想」はベルリンのリニューアルであるが、実現せずに至る
- フライブルクは大学都市かつ宗教都市でツェーリンガー家コンラート公による自由な建設都市に起源を持つ[51]。

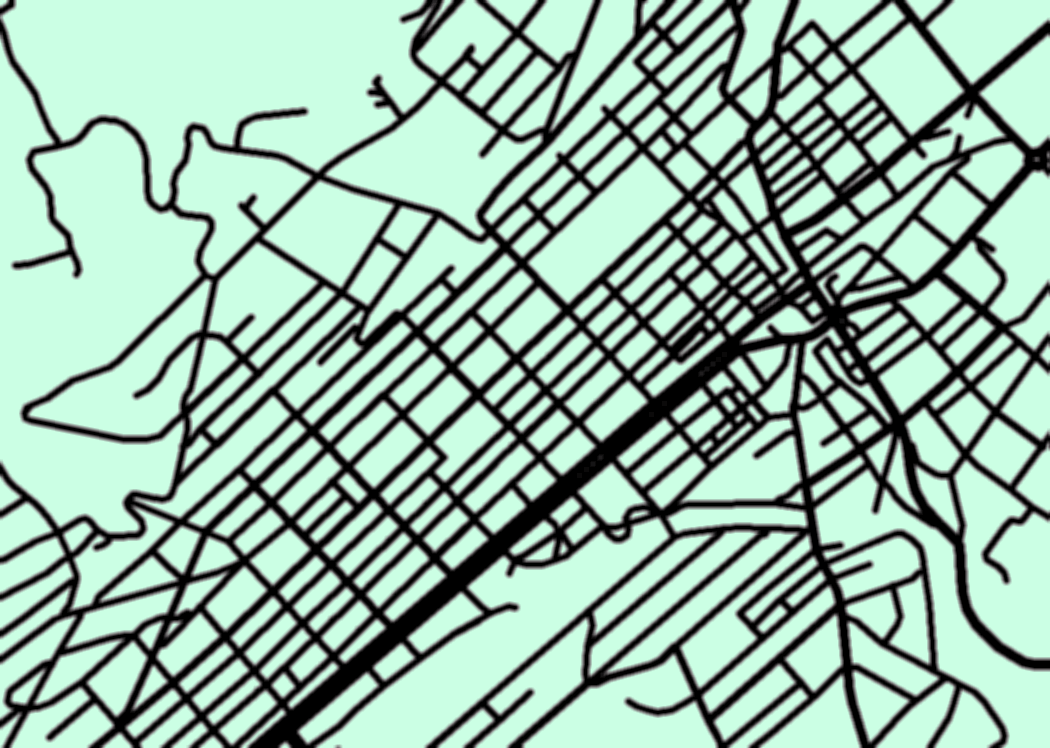
計画都市のロードマップ ラ・ショー＝ド＝フォン （ スイス ）

### スイス
グラールスは、1861年に、荒れ狂う火が町の大部分を破壊。火災前の期間からいくつかの建物が街に残った。迅速な再構成は、チェッカーボードパターンで行った。これは、主に米国都市計画から知り、さらに火災を防止するために選ばれた。
グンデルディンゲン（Gundeldingen）は、バーゼルの四半期都市。
ハイデンは、1838年の火災後に、ビーダー・マイヤーに正規古典空調の村に再建された。
ラ・ショー＝ド＝フォンとル・ロックルのラ・ショー＝ド＝フォンは、街の火災後、長方形のデザインで1795年新しく建てられた。（図を参照）
w:Seewis im Prättigauは、村の1863の火災後、チェッカーボード形式で新しく建てられた。

### オーストリア
ウィーナー・ノイシュタットは、建設はデュークレオポルト6世の下で1195年に始まった。
他はザンクト・ペルテンなど。

### ハンガリー
共産主義政府による急速な工業化のプログラムを実施するべく、すべてのハンガリーの計画都市は、20世紀後半に建設された。
ドゥナウーイワーロシュ（フェイェール県）は、大型鋼工場複合体の労働者のための住宅を提供するために、既存の村 (Dunapentele) の隣に築き上げられた。かつてスターリンにちなんで名付けられ、市は共産主義時代の終焉後も、景気後退後重工業におけるその重要性を維持する。Tiszaújváros（ボルショド・アバウーイ・ゼンプレーン県）も、既存の村Tiszaszederkenyの隣に建設され、数十年間レーニンの名にちなんで名付けられた。重要な化学工場を同時に築き上げられた。
カジンツバルツィカ（Kazincbarcika、ボルショド・アバウーイ・ゼンプレーン県）は鉱区で Sajokazinc 村、Barcika と Berente （後者はそれ以来、独立したとなっている）から作成され、都市とその人口推移は工場の設立後に速くなる。
タタバーニャ（コマーロム・エステルゴム県）は4つの既存の村から作成されたが、鉱山の町と産業の中心地として発展した町の状態にその標高は、その郡の郡庁所在地で、それはまだ地域で歴史的に多くの重要な町の存在にもかかわらず維持状態になった直後である。
Beloiannisz は、（町、村のみではないが）南北戦争期に計画され、ギリシャの難民のための住みかを提供するために、1950年に築き上げられた。
他にOroszlany（コマーロム・エステルゴム県）、Petofibánya（ヘヴェシュ県）、シャルゴータルヤーン（ノーグラード県）、がある。

### イタリア
過去数世紀の間に、イタリアでは新しい計画都市がいくつも建設されている。最も有名な都市の一つは、シエナ近郊のルネサンス期の都市ピエンツァで、理想の町、ユートピア・タウンと呼ばれている。1459年から1462年にかけて、イタリアで当時最も有名な建築家たちが教皇ピウス2世のために構築した。ルネサンス期の計画都市のもう一つの例は、星型の城壁都市パルマノヴァである。これはアントニオ・フィラレーテの架空の理想的な円形都市スフォルツィンダ（Sforzinda）から派生した形をしている。
1693年のシチリア大地震により、多くの町が新しい計画で完全に再建されることになった。地震被害に見舞われたラクイラは中世に建設された初の計画都市で、ローマの北東約95キロにある。
20世紀初頭、ファシスト政権下のベニート・ムッソリーニによって多くの新都市が建設されたが、その代表格がリットリア（ファシズム崩壊後ラティーナに改称）である。この都市は1932年12月18日に町開きした。リットリアは、北イタリア、主にフリウリやヴェネトからの移民で形成された都市であった。
ミラノ首都圏の近くには、他にも有名な新市街がある。ミラノから東へ数キロ、アッダ川沿いにあるクレスピ・ダッダは、クレスピ一家が入植した町である。綿花工場の近くに建設された、イタリア初の理想的な労働者都市だった。現在、クレスピ・ダッダはユネスコ世界遺産に登録されている。また、クサーノ・ミラニーノは、20世紀初頭に、かつて小さな町であったクサーノを元に建設された。公園や別荘、大通りが豊富な緑の新都市として建設され、「ミラニーノ（小さなミラノ）」と呼ばれるようになった。1970年代には、ミラノ東部の都市圏に、シルヴィオ・ベルルスコーニによって新しい都市が建設され、「ミラノ・ドゥエ」と名付けられた。中上流階級の家庭を対象にした庭園都市で、歩行者専用道路が整備されているのが特徴である。1980年代には、ベルルスコーニはミラノ3、ミラノヴィスコンティという同じような都市を2つ建設している。いずれも人口は約1万2千人である。
下記に挙げているのは、イタリアの計画都市の例である。
サバウディアは、ローマとナポリの間に海岸のファシスト計画都市。サンジョヴァンニヴァルダルノは、フィレンツェテラヌオーヴァの種類の中世の町の計画である。サッビオネータはヴェスパシアーノ・ゴンザーガに16世紀に建設された、ヴェスパシアーノの理念が投影された計画都市で、マントヴァとともにマントヴァとサッビオネータで世界遺産に登録されている。
この他にアブルッツォのサッレ、サンサルボマリーナ（San Salvo Marina）、バジリカータのボスコサリー、セントロ・コロニコ・ラッジョマルコーニ、ポリコーロ、スカンツァーノ・イオーニコ、カラブリアのサンテウフェミアラメツィア、シーバリ（Sibari）、トゥリオ（Thurio）、ラッジ・フラッソ、ヴィッラピアーナ・スカーロ、カンパニアのボルゴピオ、ボルゴ・ドミティオ、コルヴィニア（Corvinia）、ファリーナ（Farinia）、リコラ（Licola）、エミリア・ロマーニャ州のアニタ、ミラノマリッティマ、トレジガッロ（Tresigallo）、ヴォラニア（Volania）、フリウリ・ヴェネツィア・ジュリアのボルゴブルンナー、フォッサロン（Fossalon）、パルマ、プンタ・ズドッバ、トルヴィスコーザ（Torviscosa）、ラツィオのアチリア（Acilia）、アプリーリア、グイドニア、ラティナ、マッカレーゼ（Maccarese）、ポメツィア、ポンティーニア、サバウジア、サン・チェザーレオ、マルケのメタウリッラ（Metaurilia）、モリーゼのクリテルニア・ヌオーヴァ、プーリアのボルゴチェルヴァーロ、ボルゴジャルディネット、ボルゴグラッパ、ボルゴ・メッツァノネ、ボルゴペローネ、ボルゴ・ピアーヴェ、カルディグリアーノ（Cardigliano）、インコロナータ（Incoronata）、マリーナディジノーザ、モンテグロッソ（Montegrosso）、ポルトチェザーレ、セジェツィア（Segezia）、シポント（Siponto）、タヴェルノラ（Tavernola）、サルデーニャのアルボレア、カンポ・ジァヴェス、カルボーニ、コルトギアナ（Cortoghiana）、ティリア、リンナス（Linnas）、ポンポンジャス（Pompongias）、サッソ（Sassu）、ストロヴィナ（Strovina）、タンカマルケッサ、トレベッキア（Torrevecchia）、トラマリリオ（Tramariglio）、ラッジ・カリア、トスカーナのアルベレーゼ（Alberese）、アルビネーア（Albinia）、カランブロネ（Calambrone）、マッキアスカンドナ（Macchiascandona）、スパーゴライア（Spergolaia）、ティレニア、ヴェネトのカンディアーナ（Candiana）、などがある。

### マケドニア

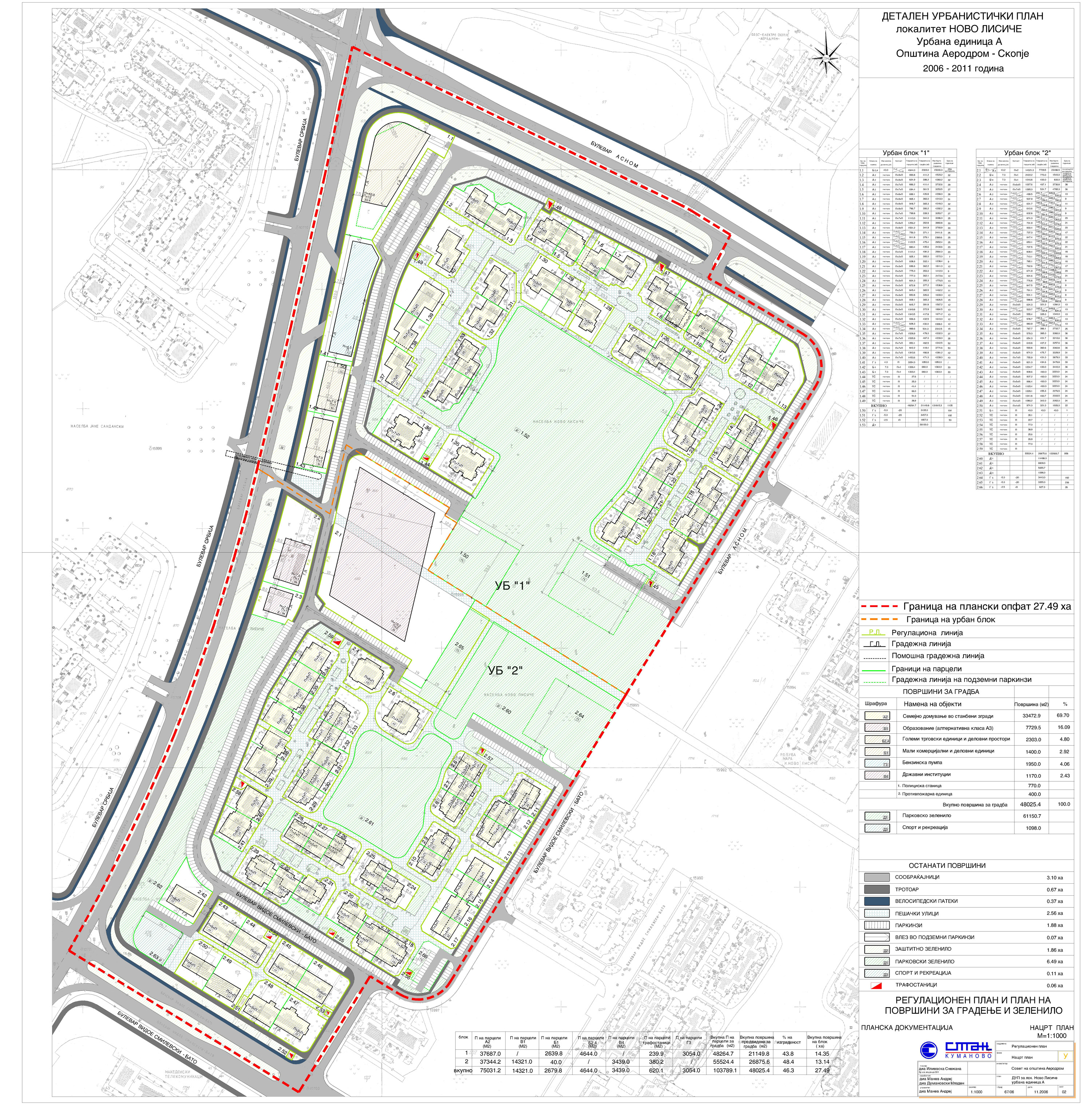
入植地の詳細,アーバニスト計画のグラフィカルなスキーム,マケドニア共和国アエロドロム自治体内のスコピエ市

アエロドロム (Aerodrom) の自治体内スコピエが計画都市。

### マルタ
マルタ騎士団は16世紀要塞都市セングレアをバレッタ上に構築、バレッタは両方のグリッドをなす。首都バレッタは、古代世界の最初の計画都市として1566年に設計がなされている。計画都市として都市設計は、フランチェスコ・ラパレッリが行い、最も重要とされる建物の多くはジェローラモ・カッサールが担当した。
バレッタ、セングレアのほかはSmartCity Maltaがある。

### オランダ
一つの州フレヴォラントは（37万（2006）pop.）ゾイデル海（南の海）の埋め立て地で、1916年の洪水の後、ゾイデル海、オランダ内で内海は、閉じて再利用されることが決定された。1932年、堤防（Afsluitdijk）は完全に海に閉ざされて、完成した。ゾイデル海はその後、アイセル湖（IJssel-湖）と呼ばれ、その以前の塩辛い水が新鮮になった。埋め立てされた新しい湖の最初の部分は、北東ポルダー（干拓地北東部）であった。この新しい土地はとりわけ、ウルクの元島に含まれており、それはオーファーアイセル州に含まれていた。
この後、他の地区、1957年の東部（オースト-フレヴォラント）と1968年に南部（南フレヴォラント）も埋め立てだった。
アルメレ、エメロード、レリとドロンテンなど、三つの地区の自治体は1986年に独立した州になることを可決した。フレヴォラントの首都レリで、アルメレ(アルメール)が最大の都市で（183500 pop. 2008年2月）フレヴォラント南干拓地（Zuidelijk Flevoland）の西部にある。こうしてオランダで最も新しく誕生した。
他にこれら二つの大都市から、いくつか"新しい村"が造られた。北東ポルダーに中央町エメロードは、1940年代に輸送手段の最も一般的な方法（と、それはまだ非常に人気）だったので、エメロードからすべてのサイクリング距離で10の村に囲まれている。これらの村の中で最も注目すべきはナーヘレ（Nagele）で、ヘリット・リートフェルト、アルド・ファン・アイク、ウィレムWissingとヤコブ・バケマといった当時の有名な建築家によって設計された。他の村は、より伝統的な/方言様式で築き上げられた。より最近, フレヴォラントポルダー（Flevolandpolders）で4以上の'新しい村'が造られた。当初は多くの村が計画され、車の導入は少ないが、大きな村が可能となった。
フレヴォラント外にも、計画都市がある。
ズーテルメールはハーグのベッドタウンとして開発が進んだ計画都市のひとつ。
ロッテルダムは第二次世界大戦で爆撃で旧市街と港はほとんど破壊され荒廃し、現在のは戦後の代的な計画都市として復興を果たした姿である。
ホーフドロープとアイモイデンアムステルダム｜ヘレフートスライス (Hellevoetsluis) 近郊｜スパイケニッセ(Spijkenisse)｜海軍港の近くデンヘルデルは北ホラント半島の先端を占め、海軍の重要な基地が置かれている。｜カペラアンデナイセル｜ハールレメルメール（また、埋め立て干拓地、19世紀）｜ニューウェハイン｜プルムレンドとズーテルメール(ヨーロッパのニュータウン・プラットフォームメンバーである)｜
ニューウェハイン｜
プルムレンド｜
ゼーウォルデ｜
カリブ海に浮かぶオランダの自治領・キュラソー島にある計画都市ウィレムスタット市はキュラソー島の港町ウィレムスタット市内の歴史地区として、UNESCOの世界遺産リストに
登録され、その名称のとおり主都ウィレムスタットの中心市街が対象となっている。

### ノルウェー
オスロは1624年に大火でその後、街はアーケシュフース要塞の背後に移動すると、王クリスチャン4世によって決定された。クリスという名前の計画都市は、グリッドにレイアウトされ、今日では"Kvadraturen"（繁華街のある直交）として知られている。オスロの元の町、ガムレビェン地区 (Gamlebyen) や"旧市街"は、今日の東部オスロの近郊であり、後にクリスチャニアに組み込まれる。クリスチャンサンは正式に王クリスチャン4世によって1641年に設立された。外国と取引するために、他の町より優先され、ノルウェーの南海岸にすべての貿易特権を付与された。その前にオスロ/クリスのように、都市は大砲が東端で街や川の2つのポートに向けて発射することができ、グリッドシステムと、要塞の後ろにいたのである。
Nordsternは、ナチス高官が企画したノルウェーの都市だが、結局実現せず。

### ポーランド
四つの都市が計画された都市の例として際立つのがポーランド：ザモシチ、グディニャ、ティヒとノバ・フタである。
これらの非常に多様なレイアウトは、これらの計画都市のそれぞれの開発の間に理想的として開催された別の美学の結果である。
計画都市はポーランドで長い歴史を持っていて、開発町計画は次の3つの期間、これらは隣国リトアニアと連邦国家貴族の共和国（16世紀に18世紀）、戦間期（1918年から1939年）と社会主義リアリズム期（1944年から1956年）に分類される。

#### ポーランドリトアニア連邦の貴族の共和国
参照：ポーランド・リトアニア共和国
ポーランドの貴族が、富裕にルネサンス過ごすためにお金の量だけやエリートとしてだけでなく、王立財務省の把握の彼ら多額の運命を投資する新しい方法を見つけるために、それらを動機づけていた。
こうしてヤン・ザモイスキはザモシチ市を設立するが、このミニ国家の元首を務めるのは王室関税義務を回避するためである。ザモシチは有名なパドヴァを設計した建築家ベルナルド・モラントにルネサンス式の'理想的な街'の理論をモデルとして計画された。
貿易の重要性を実現し、ザモイスキは伝統的に貿易に従事する人々の代表者のための特別な場所のチャーターを発行。すなわちギリシア人、アルメニア人とセファルディのユダヤ人は、税金、関税や通行上の保護と免除で、その急速な発展に寄与している。ザモイスキの成功で、ザモシチは、独自の"プライベート"都市の可能性を示唆し、ビャウィストクなど他の多くのポーランド貴族都市を生み出した。
これらの町の多くは、今日まで生き残り、1992年ザモシチが国連の世界遺産リストに追加された。
複合体ヨーロッパにおける今日最も貴重な都市の一つと考えられている。

#### 戦間期
参照：ポーランドの歴史（1918-1939）
両大戦間のポーランドで計画都市の抜群の例はグディニャ。第一次世界大戦後はポーランドが独立を回復し、商業港をゼロから構築（ポーランド人が使用することができるはずのグダニスクは、今日も戦争前にも同国の主要港だったが、事実上駐在するドイツ人らに使用不可の状態にされていた）することが必要となっていた。広範かつ現代的な港湾施設グディは、当時のヨーロッパで最も近代的で大規模な港湾施設で、バルト海上のポーランドの中央港となった。ポートの影には、市は、その範囲にある19世紀の急速な発展形のミラーを取ったシカゴのように1921年に1,300の小さな漁村から成長、20歳未満後126,000以上の人口を持つ本格的な都市に成長。中央ビジネス地区グディニアのショーケースとしてアールデコとモダニズム建築様式と多くの街並みを優先で開発された。ヴィラは特に、カミェンナ・グラ (Kamienna Gora) 市内の別荘地区でもあるが、歴史主義に触発ネオルネサンスとネオ・バロック様式のアーキテクチャを採用している。

#### 社会主義リアリズム
参照：ポーランドの歴史（1945-1989）
第二次世界大戦でポーランドの都市が破壊され、共産ポーランドの政権は、社会主義のビジョンに沿ったアーキテクチャをもたらすように努めた。したがって、都市複合体の理念を反映して社会主義リアリズムに生まれかわった。これは、次のようなポーランドの都市の地区で見られる。ワルシャワのMDMやマウォポルスカ県#ノヴァ・フタ（Nowa Huta）（現在クラクフの地区）そしてティヒなどがポーランド社会主義現実主義時代の都市計画の傑作でポーランドのプロレタリア将来の縮図として建設された。
ボルネ・スリノボは、旧ドイツ軍基地、その後ソ連の秘密都市を経て、1993年以降、ポーランドの町である。
ブカレストも20世紀の初頭に東欧の小パリと言われたほど美しく国際的な街であったというが、第二次世界大戦での爆撃や共産党による独裁政権の手により中世から残る歴史的建造物が壊され社会主義的計画都市に変えられていき、その結果美しい街の面影は少ない。こうした都市計画は1971年にニコラエ・チャウシェスクが北朝鮮の平城を訪れた時の着想からとされる。
この他にエルブロンク、グウォグベク（Głogówek）、グディ、ヴィス、スタロガルド・グダニスキ、ティヒティヒノベ（ニューティヒ）、ウルシヌフ（Ursynów）、などがある。

### ポルトガル
地震で破壊されたヴィラ・レアル・デ・サント・アントニオは、1755年のリスボン地震で同じく地震で破壊された首都リスボンでの同様の直交計画で再建のために使用されたものと同じモデルに築き上げられた。
それまでイスラム型都市だったリスボンは復興において、工兵エウジェニオ・ドス・サントス大尉がマスタープランを作成、現在に至る近代的な街区はこのときのもので、計画に基づかない被災地での再建については中止させている。この復興計画は、現在のTerreiro do Pacoやリスボン中心部にある格子状道路網にも反映されている。また、建造物もポンバル式建築と呼ばれた規格型のもので統一、これらは現在にも残る。以降、リスボンは18世紀の計画都市の典型的事例となっている。
この他は
ブラガ - 16世紀の展開｜ニサ - 中世の町｜
ポルトコーヴォ｜ヴィラ・ノヴァ・デ・サント・アンドレ｜

### ルーマニア
ブライラ、ジュルジュとツルヌセベリンは19世紀初頭での新しい計画によると、再建されたアレクサンドリアやクルラシの都市同様、完全なる新しい都市に建設された。
ブラショヴ郡ビクトリア街は、20世紀後半の初めに共産主義政府によって築き上げられた。
社会主義時代の1953年には、周辺の村落を併合して建設されたオネシュティがある。

### セルビア
ノヴィ・ベオグラードの意味はセルビア語で新ベオグラードで、ベオグラードのサヴァ川左岸に以前に未開発地域に構築された市の自治体である。最初の開発は1947年に始まった。現在は自治体から大幅に拡大し、セルビアで最速の現像領域になっている。
Drvengradの意味はセルビア語で木造町で、セルビア映画監督エミール・クストリッツァが彼の映画人生は奇跡のために構築されていたという伝統的な村である。それは セルビアの首都ベオグラードウジツェの200キロ南西観光リゾートであるズラティボール（Zlatibor）地区の近郊にあり、モクラゴラ（Mokra Gora）とヴィシェグラードが近くに位置している。
この他は
ボル、
キキンダ、
w:Majdanpek、
など。

### モンテネグロ
ダニロヴグラードはモンテネグロの首都にすることを目的とし、1870年にモンテネグロ王国国王ニコラ1世によって計画都市として建設された。

### アルバニア
クラステ　東アルバニアのディブラ州マルタネシュの中心で唯一の都市。主にバトラ鉱山からのクロム鉱石の開発のために、1970年に新しい鉱山採掘用の計画都市として設立された。

### スロバキア
パルティザンスケ（Partizanske）は、チェコ・ズリーンのヤン・アントニーンによって、1938年から1939年に設立された。
スロバキア（現チェコ共和国）との会社の彼の強力なネットワークを介して imonovany自治体の地籍エリアで靴工場を建て、労働者のために新しく都市Ba ovanの名前で作成、これがimonovanyの一部であった。工場の成長とともに、その入植者が増加した。全体の自治体は1948年、Ba ovanyにリネームし、町のステータスを与えられた。地元住民の認識の印としてスロバキア国立蜂起で戦って、町は1949年2月9日にパルティザンスケと改名された。
SVITはビジネス実業家ヤン・アントニーンがチェコスロバキア（現チェコ共和国彼の労働者のために全国各地の村を設定するための彼の方針に従った）のズリーンにて1934年に設立された。
この他
w:NOVA Dubnica、
w:Petržalka、
など。

### スロベニア
ノヴァ・ゴリツァが、イタリアとの新しい国境の東すぐのところに1947年に築き上げられた。イタリア側には、その中の町ゴリツィアが残った。
この他
ヴェレニエ（Velenje）
など。

### スペイン

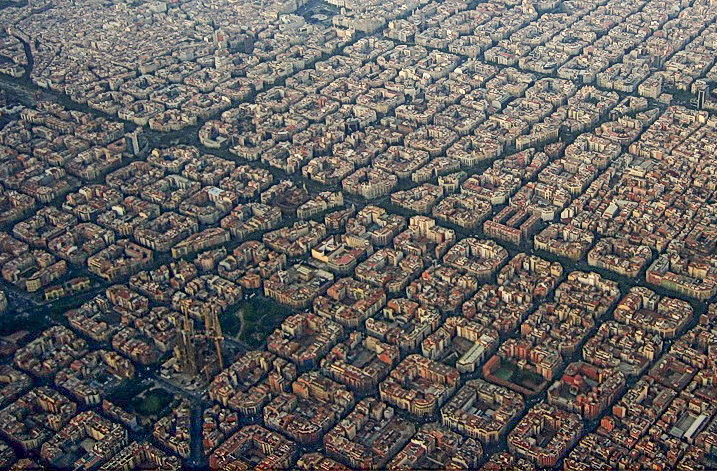
バルセロナのアシャンプラ

同国で古代都市はマディーナット・アッ＝ザフラーが知られるが、アル・カーヒラ（カイロ）同様、宮殿都市として矩形を選択したとみられている。
16世紀と17世紀の間にスペインの人口は米州、後には王や政府への移住で減少。国は再建の努力をしたが18世紀の後半にカルロス3世 (スペイン王)はパブロ・デオラビーデを約40の新しい集落の監督に任命し、中央ヨーロッパからの地域に10,000人もの移民もたらす、いわゆる新入植（Nuevas poblacionの複数形）計画をシエラモレナで実施。このとき設立された中で最も注目すべきであったのがラ・カロリナで、完全なる長方形のグリッドデザインを有している。
その後長方形グリッド計画は、より多くの集落の創出につなげた。そのうちの一つは、新しく作成された人工湖の水面下に1950年代に沈んで姿を消したラ・イサベラ（40.4295 N、2.6876 W）のブエンディア町で、それでも衛星画像では水の下に表示される。
フランコ政権下では、セルバンテス・ナシオナル・デ・コロニザシオン（w:Instituto Nacional de Colonización, 植民地の国立研究所）が町や村の多くを構築した。
マドリード近郊のトレス・カントスは、スペインで成功した新しい町の設計の良い例。これは、1970年に築き上げられた。
バルセロナではバディア・デル・バレス、サラマンカ地区、ほかにマドリード・シウダー・リネアルやアシャンプラの場合のように大規模な都市に導入する新しい追加セクションでは、しばしば新たに都市の計画がなされている。
エンプリアブラバ（Empuriabrava）は1960年カタルーニャコスタブラバに。
エイサンプルは、バルセロナの19世紀被った地区で、面取りされた角を持つ四角いブロック（Chaflanes）と多くのモダニストの建物特徴的な都市。
他にヌエボ・バスタンがある。

### ギリシャ
アテナイの外港として栄えたペイライエウス（現ピレウス）はヒッポダモスが携わった計画都市として知られる。
アテネの空港跡地にヨーロッパ最大のスマートシティ「エリニコン」（The Ellinikon）の建設が計画されている。

### スウェーデン
ヨーテボリ（ヴェステルイェートランド地方とブーヒュースレーン地方）は、1621年から何からの主要な要塞都市として計画され築き上げられた。
カールスクルーナはまた、カール11世の命によって建設された1680年からの主要都市と海軍基地として計画され築き上げられた。
キルナ（ラップランド地方）は、1898年から、大きいため私有で築き上げられた。
アルヴィーカもまた、計画された都市だった。
この他
クリシャンスタード 、ランズクルーナ、イェーテボリ、ヘルシンボリ、マルメ、
ファルシェーピング（ヴェステルイェートランド地方）、
ヤクリボリ（Jakriborg、スコーネ地方、21世紀に作製）
ヘスレホルム（Hassleholm、スコーネ地方）、
ネシェー（スモーランド地方）、
など。
ボリデン (Boliden) は、ボリデン鉱山となる鉱山の発見の後、20世紀初頭にボリデンABが設立されて都市が計画建設された。
北欧地域の遠隔地では、18世紀にはアイスランドのレイキャビク、トロムソ（1794）フィンランド内陸部や北ノルウェーの、タンペレ（1775年）とクオピオ（1782年）など同様の都市が設立される。うち、エステルスンドが、スウェーデンで18世紀に設立された唯一の都市。コアのいくつかの大きなセグメントは緑地とされ、緑豊かな都市として計画がなされた。規則的な道路システムのうち、高地からストゥール湖に向かって続く傾斜した路は都市特有の特徴を生み出しているが、しばしばかなりの急勾配に見え、街の中心部にある家々が高台に登っているような錯覚を引き起こし、家屋は斜面に合うように建設されている。
Kiruna 4-everは、スウェーデン北部ラップランド地方のキルナ市が、鉄鋼会社の大規模な採掘により、都市まるごと移転するための計画都市。

### ロシア
ロシアの都市はキエフ大公国の時代に河川の合流点や重要な道路沿いなど戦略的な位置にあった集落の重要性が増して、これが町へと変化したと同時に、それらは政治、経済、軍事力の中心となったもの。10世紀から市場や手工芸品の取引が発達し、それが町の成長に寄与し、その周囲に中心都市の郊外となる集落はポサードと呼ばれ、これが成長し集落は町に引き寄せられることとなる。大公国の都市は、クレムリンとポサードの2つの部分からなる放射状構造に形成している場合もあった。こうしたプロセスに呼応して居住者の数が増加し、都市には遊牧民の襲撃の際に住民が逃げることができるように、領主によって軍事要塞が建設されることとなるがこんにちクレムリンとして知られる都市の中心に位置する要塞は、周囲よりも高い戦略的な場所に建設され、川や湖の合流点に位置することが多かったし、クレムリンは要塞そのものではなく、政治的、宗教的、社会的に重要なさまざまな建物が集まる都市中心部の特定のエリアとも化した。つくりは木造のものもあったが、後に石造に改築され、堀や土塁の要塞で囲まれた。古代ロシアで重要な都市の1つであったとみられるノヴゴロドの場合、通りは北から南に計画、建物は互いに接続、そしてその間に空間が形成されることもあった。リャザンでは1350年以降の町成り立ちに計画都市の傾向に変化が見られるが、住むエリアに社会的地位や職業上の所属に基づくより明確な区分が見られ、政治的に強い領主の存在も示唆される。
中央集権化されたロシア帝国国家時代はその軍隊の形成とともに東方への拡大（expansion towards the east）を実施し、それに伴い新たに獲得した土地に新たな軍事防衛都市を計画していくこととなっていく。そして南からアジア地域へ進出したポルトガル、オランダ、イギリス、フランスなどに対して、帝政ロシアは1605年のシベリア植民令以降に北から本格的に東北アジア地域へ進出。
西シベリアから東シベリア、力ムチャッカ半島、ベーリング海峡を越えてアラスカヘ、それに現在の極東地域、そして19世紀末には満州・中国東北地域までへと帝政ロシアが拡張していく。
帝政ロシアは16世紀より、主にコサックを前面に水路づたいに連水移勤しつつ先住民の生活空間であったシベリアを陸続きに猛烈な勢いで東進。その拠点は主に水陸の結節点に築かれた。
アムール川（黒竜江）流域への南下を1640年代以降に始め、アムール川流のシルカ川に面したネルチンスク（Nerchinsk,1659年）、アムール川に面したアルバジン（Albazin、1651年）という拠点が形成されたが、モンゴル人、および従属にあった清朝中国の激しい抵抗をうけている。1682年に中国軍がアムール川右岸の愛琿に根拠地を建設した後は、流域での軍事活動か活発化。1689年のネルチンスク条約によりロシアはアムール川||流域から撤退し、流域北側のスタノボイ山脈の分水嶺が、中露国境と定められている。
一方、サンクトペテルブルクはピョートル大帝によって首都として1703年から計画され造られた。
ノヴォルジェフは1777年、エカチェリーナ2世の行政改革でプスコフ県が設置され、その中の一つの郡（ウイェースト）の行政の中心はソロト川沿いに作る新たな計画都市に置かれることになり、この新都市が新しいルジェフ、すなわちノヴォルジェフと呼ばれるようになった。

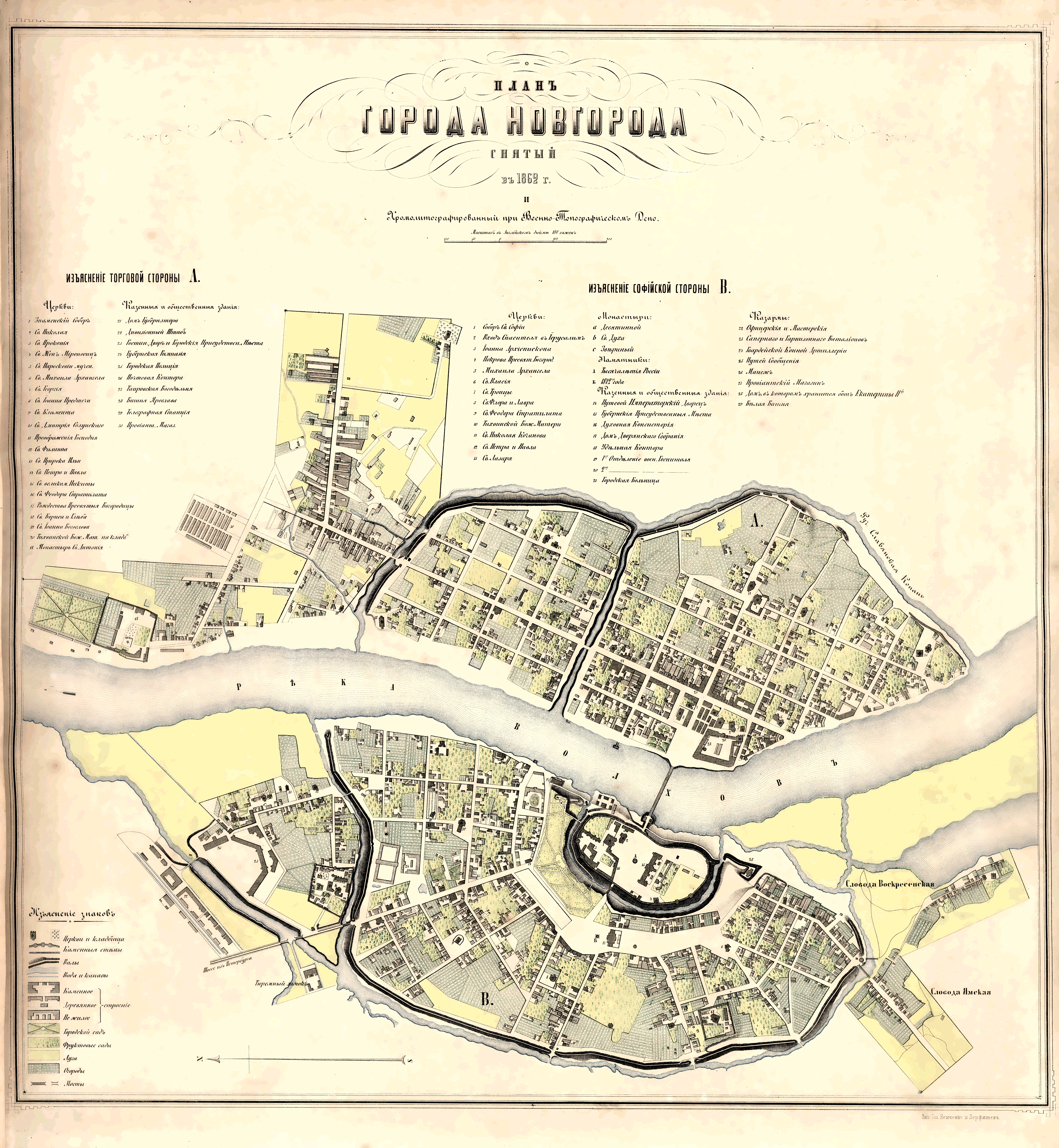
1862年のノヴゴロドの都市計画図

新しい都市の出現は16世紀と17世紀のロシア帝国時代にさらに続き、 16世紀後半には50の新しい都市が出現し、17世紀半ばまでには合計254の都市があり、そのうち約180がポサード。しかし、このころはまだ土地に対する建物の配置、建物間間隔の取り方、正確な区画分割などの都市計画の概念と規制は、システムの不可欠な部分とはなっていなかった。その後のロシア帝国の都市計画システムは前述ピョートル大帝の台頭と彼の画期的な改革 (Government_reform_of_Peter_the_Great) に続く、新しい概念と規制の導入により大幅に見直されることとなった。これらの改革は、地域および地方行政システムの強化と同時に行われたのである。1721年1月16日に行政長官条項が公布され、都市タイプ分類の基本原則が定められ、地理的位置と人口といったパラメータで都市をランク付けを開始した。
18世紀前半にはヨーロッパの都市形成に一つの大きな変化が起こるが、それは「規則性」という概念の台頭である。アンサンブルと幾何学的傾向を強調した碁盤目状の計画都市の創造を求めたもので、これ以降施行された計画都市は幾何学的に並べられ、直交する道路を作るが、これはフランスの軍事技術者セバスチャン・ヴォーバンによるもので、とりわけデカルトの哲学に影響を受けているが、ロシア帝国中のさまざまな都市、例えばトヴェリ、トゥーラ、カルーガ、コストロマ、コロムナ、ウラジミール、ヤロスラヴリ、エカテリンブルクで新しい都市計画として承認され、都市はより詳細になる。ピョートル大帝、エカチェリーナ2世、アレクサンドル1世がさまざまな都市計画事業許可に署名し、中央道路の幅規制と道路をまっすぐにしていくことで、計画都市に高いレベルの美学と構成を追い求めたのである。このときのロシアの計画都市はウィリアム・ハスティー、マトヴェイ・カザコフ、イヴァン・バジェノフ、ペトル・ニキーチンなど、様々な建築家や都市計画家らによって計画立案された。
19世紀に入ってからは、
1847年カムチャッカ半島ペトロパブロフスク（Petropaviovsk, 1740年 ペトロパブロフスク・カムチャツキー)に根拠地をおき、アムール川河口調査を開始。翌年、河口付近にニコラエフスク（Nikolaevsk、現ニコラエフスク・ナ・アムーレ）などを設置、1858年に清国政府との愛琿条約の調印にこぎつけ、アムール川以北の領土をロシアに割譲させた。現在、アムール州の中心都市であるブラゴベシチェンスク（B1agoveshchensk（1856年）やハバロフスク地方の中心都市ハバロフスク（Khabarovsk、1858年）は、この条約を根拠として建設がなされたもの。
続く1860年の北京条約において、ウスリー川と日本海との間に挟まれた区域、のちの沿海州Primorskii oblasti、現在のPrimorskii.Kraiと呼ばれる）をロシアに併合することが承認された。現在沿海地力の都市であるウラジオストク（Vladivostok、1860年）もこの時に開基されたもの。ブラゴベシチェンスク、ハバロフスク、そしてウラジオストクは19世紀後半から建設が進められた都市である,これらの都市は、中国ロシア間の国際条約によって清国から割譲を受けた領域内にあることも含め、シベリア地域の諸計画都市、イルクーツク, トムスクなどとは、発祥の経緯が異なっている。
のちに帝政ロシアは中国東北地方の旧満州地方へと侵攻し、鉄道と鉄道付属地における都市および施設の建設を行う。それらを起源とする代表的な計画都市は、ハルビン、ダルニー（大連）、ポート・アルツール（旅順）である。
ソ連発足からは工業化を目指し、国家の積極的な参加を得て計画された都市の膨大な数は、シベリアやウクライナ、カザフスタン、BAMの建設処女地開発時期に生じる。
十月革命とソビエト連邦の樹立に続いて、ソビエトロシアの都市計画は大きな変化を経験することになる。農村部から都市部への大量の人口流入による産業基盤の創出と都市化に大きな重点が置かれた。古い都市は歴史的な境界を越えて成長拡大し、そのためまったく新しい都市がゼロから作られることになった。ソビエト政府は帝政時代から受け継いだ古い概念から距離を置き、1918年には都市部の私有財産を廃止する法令が施行され、住宅ストックの大部分が実質的に市営化され国有化されていった。
ソビエト政府は旧ブルジョアジーを犠牲にして労働者と農民を育てることを求めたが、その一方で1925年になっても都市計画に関する統一された概念は中央から課せられていなかった。
そして1925年4月13日に、都市土地管理に関する法律の制定という形で策定手順が取られ、都市計画システムの基礎が確立され、土地と都市計画は市議会の管轄下に置かれ、市議会はそれに基づいて建設リースを発行する権限を持つことになった。
1920年代と1930年代には、モスクワのギプロゴールロシア都市投資開発研究所 (Giprogor_Russian_Institute_of_Urban_and_Investment_Development) 、レニングラードのロシア国立都市研究デザイン研究所 (Russian_State_Research_and_Design_Institute_of_Urbanism) 、ゴルストロイプロジェクト（ロシア語：Горстройпроект）、ギプログラード（ロシア語：ru:Гипроград）などの大規模な設計研究所の支援を受けて、ロシアとソ連の他の共和国全体の都市居住地の都市計画と新しい都市計画マスタープランに関する多くの改革がなされた。
国内の都市計画を規制し指導するもう一つの主要な法律として、1933年に全連邦地域および都市計画法と都市およびその他の人口密集地の設計および社会主義的再建のための計画の作成および承認に関する法律が採択された。そして注目すべきは1935年のモスクワマスタープランである。ソビエト政府は、計画と設計の規制と統一を推進し、規則を標準化し、ソビエト連邦のすべての共和国に、中央集権的に概念を課すこととなった。このため集落は国家経済システムの一部として構成要素として国家中枢で計画され扱われるが、標準化のために集落の独自性が破壊されることが多かった。
マグニトゴルスクはもとは炭鉱、製鉄産業の地で、スターリン時代の1930年五カ年計画ゴルストロイプロエクトに基づいて25万人の都市建設計画された工業都市の一例。
第一次五カ年計画から重工業に傾斜する産業政策からノヴォシビルスクといった重工業都市・工業センターとなる計画都市も生み出され、重工業化によってウファでは自動車工場など作られ、ニジニ・ノヴゴロド辺境の新自動車生産センターであるアフトストロイは、アメリカフォード社と提携で工場の都市として計画された。
こうした都市は他に鉱山都市のアパチートゥイ、トラクター生産都市としてアルバート・カーンが手がけた線状都市スターリングラード（現ヴォルゴグラード）やウラルニジニ・タギル、化学工業のベレズニキやモスクワドンパス、農業機械生産のロストフ・ナ・ドヌ、重機械生産を担ったスヴェトロフスク
などがある。アルバート・カーンの事務所はソ連約30の都市で50以上のプラント建設を手がけている。
トリヤッチ・アフトザヴォツキ（Avtozavodsky）地区は戦後ソビエトのモダニズムの計画的な工業都市である。トリヤッチは自動車産業用の新しい町の一つ。このような都市は1963年と1968年にシェフチェンコとカザフスタン新Uzen（後ジャナオゼン）半島Mangyshlakなど石油産業都市も現れている。
その他、モスクワ郊外のドゥブナや建設中のイノベーション都市スコルコボ、微生物学、分子生物学、生物物理学などの研究に特化したプーシチノ、「ノヴォシビルスクの学術都市」を意味するノヴォシビルスキー・アカデムゴロドク（Akademgorodok)などの学術都市（科学都市、ナウコグラード）としての計画都市も存在する。
エカテリンブルクは、スヴェルドロフスク州とその主要都市スヴェルドロフスクとして、形成される地域は製鉄工場、製造プラントなどの工場建設を計画。なおこの都市の名称エカテリンブルクは帝政時代の名で、1991年に旧名復活している。同都市にあるホテル「イセチ」の背後には、街の中の街などといわれ、秘密警察「チェーカー」の要員チェキストのための「チェキスト村」がある。これは、1929年から1936年に建設され、地元のチェーカーの将校およびその家族のニーズに対応するように設計されていた。12棟からなる棟の区画を建設するにあたり、担当建築家の目的として社会相互作用におけるソビエト的理想のために、ロシア帝国の残滓払拭だったという。
第二次世界大戦時には、当局がすべての資源を戦争遂行に割り当てたため、その間多くの都市計画活動が停止したが、工場の移転、工場で働く人々の移住区、都市周囲に新しい労働者居住地建設を進めた結果、特にロシア奥地の計画都市建設が進んだ。
戦時管理にスターリンは時間と労力のほとんどが費やされたため、彼が以前から扱っていた都市計画決定は、最高会議幹部会議長ミハイル・カリーニンによってしか行われなくなった。
アナーパ｜
オレンブルク｜
キスリャル（Kizlyar）｜
クロンシュタット｜
コロリョフ｜
コムソモリスク・ナ・アムーレ|
コロムナ|
ゼレノグラード｜
ナーベレジヌイェ・チェルヌイ｜
プロトヴィノ（Protvino）｜
モスクワ - オリジナルラウンド計画を保っている｜
モズドク｜

### ウクライナ
オデッサがフランダースのエンジニアであるフランツ・デ・Wollant（また、フランソワ・ド・サント・Wollantとして知られている）によって、18世紀に計画都市として建設された。同じエンジニアはまた、18世紀後半にウクライナで以下の市町村を計画している：ボズネセンスク (Voznesensk) （ウクライナ語で、：Вознесенськ, ムィコラーイウ州）｜Ovidiopol（ウクライナ語で：Овідіополь, オデッサ州）
ハルキウ（ハリコフ）はクリミア・タタール人から自衛するための要塞と防衛線建設からコサックを軍事入植され、1836年からのハリコフ行政区画からロシア式の計画都市へと変貌。1929年に新街区を計画、1933年までに5万人規模のハウジングコンビナート都市を建設している。
ドニエプルは電力センターとして大ダム建設と20万人定住体計画による。これを囲む形で線状の大サプロジェ新都市が計画建設されている。こうした都市は中東部、ドネプロペトロフスク州の工業都市クリヴォイ・ログなどいくつかある。
コムソモリスクは1960年に設立され、鉄鉱石採掘事業によって国際的に重要な、ウクライナで最も繁栄した計画都市である。
プリピャチ（Prypiat）は 1970年に築き上げられたウクライナの別の新しい都市。市は後に1986年4月27日チェルノブイリ原子力発電所事故に会い放棄された。4月26日まで50.000人の住民が大多数がチェルノブイリ原子力発電所で働いていた。捨てられた町は高い放射線によって汚染されている。ほとんどのPrypiatの元住民はキエフのスラヴィティチ (Slavutych) に移住した。スラヴィチッチ(ウクライナ語: Славутич)はウクライナ北部にあり、その目的のために計画され、建設された都市である。
ヴィルノヒルスク (Vilnohirsk) とイルシャンスク (Irshansk) はウクライナのチタン鉱石産業の中心地として計画された。
エネルホダル (Enerhodar) はザポリージャ火力発電所の建設と運営を目的として、1970年6月に設立。
スヴィトロヴォツク (Svitlovodsk) は1950年代のフルシチョフ政権時代に、クレメンチューク水力発電所ダムの氾濫原にある町ノヴォゲオルギエフスク (Novogeorgievsk) の代わりとして、またダム労働者の住居として造られた。
1976年設立のユズノウクラインスク （ピヴデンノウクラインスク、ウクライナ語：Південноукраїнськ）は発電所建設に伴う。

### イギリス

#### イングランド（とスコットランド）
ローマ人は英国で多くの町を計画したが、入植地は、その後数世紀を経てすべて往時の姿は改変を受けた。
ウィンチェルシー (Winchelsea) の町は、エドワード1世 (イングランド王)の指示の下に1280年に、グリッドシステムで構築した、英国で最初のローマン計画都市であると言われている。1292年までに建設完了。
他に13世紀初頭に設立されたのがソールズベリーで、セーラムの司教による。
英国で最も有名な18世紀の新しい町は間違いなくエディンバラの新市街で1766年、ジェームズ・クレイグのマスタープランに基づいて構築され、エレガントの原型として（バースやダブリンとともに）ジョージ王朝時代の英国の建築様式で飾られた。
19世紀になると、バロー＝イン＝ファーネスなどのような工業都市が生み出され始め、一方で産業革命期の劣悪な住居環境の経験を経て、ポート・サンライトやソルテアといった理想郷的な工業都市(モデル村)も生み出されている。トーマス・テルフォードなどもウィックのパルトミータウンなどを手掛けている。
イーストボーンは19世紀初めにイギリス最初の計画都市の一つ。
ミドルズブラは19世紀初めまでは一寒村にすぎなかったがジョセフ・ピーズが1829年ここに土地を購入し石炭積出港を建設してから発展し始めた計画都市。
用語「ニュータウン」はしばしば英国が第二次世界大戦後のニュータウン法（1946年）後に築き上げられた町に対して言及される。これらの影響を与えていたのが田園都市などの動きで、1900年頃サーパトリック・ゲデスやエベネザー・ハワードとレイモンド・アンウィンらのレッチワースガーデンシティやウェリン・ガーデン・シティ（ハートフォードシャー州）、さらにハムステッド・ガーデン・サバーブ、マートン・パークなどの郊外都市の仕事で明らかになる。
続いて第二次世界大戦後、1946年法の下でニュータウンとして指定された28もの投影したこうしたタウンに、人口の一部をそして戦争中の家屋爆撃によって破壊されて投げ出された多数の人々を収容するために移転、さらに一部は都市スラム（主にヴィクトリア朝の）クリアランスとして開発された。ニュータウン政策も含め、戦時委員会の一連によって知らされた。ニュータウンを参照。

### アイルランド
ウェストポートは13世紀にノルマン人によって持ち込まれた中世の都市デザインの原則に従う。独特の特徴は、川が町の構成の中に取り込まれていることである。

## 北米

### 歴史
ヨーロッパ諸国によるアメリカ大陸の植民地化の過程では、まったくの未利用地や、先住民族の集落を破壊した跡地に、計画に基づく都市が建設されることがあった。

### グアテマラ
アンティグアは16世紀、当時グアテマラを植民支配していたスペインによって、首都として創設された時点にまで遡る計画都市。その後に街は幾度かの地震による被害を受けたため、首都はグアテマラシティに移されたが、カテドラルを中心として碁盤状に広がる街には、現在でも美しいコロニアル調の建物や教会が建ち並び、1979年には歴史地区として世界遺産に登録されることとなる。

### カナダ
計画都市はカナダ東部と西部とで顕著である。実質的には1870年の後に作成されたすべての都市は町ドミニオン土地法（すべてのそのような都市の大半）で計画された。最も強力なのは鉄道会社が調査し細分化した鉄道の町であった。カナダ太平洋鉄道の建設中に、たとえば、アルバータ州両方のメディシンハット、そしてサスカチュワン州スウィフトカレントが造成され、カナダの主要な大陸横断ラインが設立された。通常カナダ西部において1870年前設立で周り育ち、有機的に成長した唯一の都市はモントリオールなど毛皮の貿易砦または警察前哨すなわち軍事的目的のオタワ、そしてキリスト教のミッションのものであった。
ときの首相卿ジョン・A・マクドナルドが始めたカナダの開発は、カナダ太平洋鉄道（CPR）を指揮下にプロジェクトを置いてであった。CPRは、その所有権の下の土地の開発を完全に制御を行使した。連邦政府は、CPRに提案された鉄道線のルートに沿って毎秒平方マイルのセクションを（101000キロ平米の総額）付与していった。CPRは、どこに駅を配置するかを決定し、そして地域の支配的な町をどこそこして決める。
ほとんどの場合土地の販売から最大の利益を上げるために、CPRはカナダ西部の町で多く設立を行う意味で、メディシンハットとムースジョースクラッチといった空地のセクションに駅を建設する。既存の町は新たに建設された駅の近くに位置したが、CPRが所有していない土地では基本的に新しい町を構築して、新しいサイトに移動しそれ自体を再構築することを余儀なくされた。カルガリーとサスカチュワン州ヨークトンはそうしてできた町であった。
CPRは、特定のサイトで駅を設置した後、町が建設されるであろう方法を計画する。反対側は倉庫に行くだろうがトラックの側はビジネスに行くだろうという具合に、さらに、主要な建物（CPR、予定地に構築するために自由な土地を与えることによって）CPR行きを制御、道路の建設や配置と住宅エリアといったクラス構造を組織化した。
カナダの西への発展上にCPRの影響力は、当時の現状では新都市建設の最も早い例の一つであった。その後、カナダで計画地域開発への影響は、通常広大な国の遠隔地で、鉱物や森林の富の搾取であった。多数の中でカンパニータウンのような目的のために計画され建設されたのがコーナーブルックとグランドフォールズニューファンドランド、テミスカミンとファーモント・ケベックであった。
この他
オンタリオ州はバタワ（Batawa）、ブラマリア（Bramalea、今の一部ブランプトン）、ディープ・リバー、エリンミルズ （ミシサガの計画コミュニティ）、ブランズウィック、
カパスケーシング、タウンゼント（失敗）ヴォーン、エルフ、ドン・ミルズ（一部トロント）、
ノバスコシア州はブロートン（失敗）、ハリファックス、
ニューファンドランド島（ニューファンドランド・ラブラドール州）ではコーナーブルックのほかに、グランドフォールズ＝ウィンザー、
ケベックはフェルモント（Fermont）のほかに、ガニオン、マウントロイヤル、
ブリティッシュコロンビアはキティマット、
タンブラーリッジ、
ニューウェストミンスター（ブリティッシュコロンビア州の州都としてリチャード・ムーディなどのロイヤルエンジニアによって設計された）、
ニューブランズウィック州はオロモクト、
マニトバ州はピナワ（Pinawa）、トンプソン、
などである。
ウィスラー (ブリティッシュコロンビア州)はリゾート自治体として1978 年にコロラド州ベールビレッジを設計したエルドレン・ベッグによって中心部を歩行者天国とするウィスラー・ビレッジのマスタープランを基に、計画都市として街並みに統一感をもたらす建築ガイドラインを定め、行政が開発を規制したため、全体に統一感が生じている。

### メキシコ
新興スペイン領の期間中に設立されたほとんどのメキシコの都市は、最初から計画されて造られた都市。時間が経過し都市が成長し、ほとんどの都市の設計を示す歴史的な地図は保管されているが、オリジナルのものは消失している。
最近では、観光都市が、カンクンやプエルトペニャスコとして、構築されている、メキシコで計画する最新の都市はデリシアだった。他のこれらの都市のいくつかは以下のとおり。
古都は、
グアダラハラ（ハリスコ州）、
ヌエボ・ラレド（タマウリパス州）、
ベラクルス（ベラクルス州）、
コロンビア（ヌエボ・レオン州）、
など。
近年の都市は、
アルタビスタ・デ・ラモス（ハリスコ州）、
カンクン（キンタナロー州）、
シウダー・ブガンビリアス、サポパン（ハリスコ州）、
デリシアス（チワワ州）、
エンセナダ（バハカリフォルニア州）、
ハシサンタフェ、トラホムルコ・デ・スニガ（Tlajomulco de Zuñiga)(ハリスコ州）、
プエルトペニャスコ（ソノラ州）、
など。
テノチティトラン（ナワトル語の発音： [tenotʃtitɬaːn]と）は、アステカのテスココ湖の島の上に建てられた帝国首都で、今のメキシコシティである。市は、主にスペインのコンキスタドーレスによって1520年代に破壊された。遺跡系の計画都市は他にテオティワカンがある。
メキシコシティが廃墟の上に建立され、その後何世紀にもわたって、テスココ湖のほとんどは徐々に排水されていった。
プエブラはメキシコシティとのポートベラクルス間のルートで、スペイン人入植の必要性から建設された。
ホセ・デ・エスカンドン  (José_de_Escandón,_1st_Count_of_Sierra_Gorda) によるヌエヴォ・サンタンデール  (Nuevo Santander)  (現タマウリパス州タマウリパス( Tamaulipas)県）に計画した15の都市図がある。これは同じような都市の骨格図が15枚もあるのであるが、エスカンドンは生涯25もの都市を計画、そのうち実際建設されたのも形式は計画時と全て同じで100×100の単純な正方形グリッドの街路体系をしていることである。同地に計画建設した諸都市の殆どは計画当時の骨格を歴史的建造物とともに残す。
計画した25都市：
- アグアヨ（Aguayo, 1750年）
- アルタミラ（Altamira, 1749年）
- インファンテス（hfantes, 1749年）
- エスカンドン（Escandon, 1751年）
- オヨス（Hoyos, 1752年）
- オルカシタス（Horcasitas, 1749年）
- カマルゴ（Camargo, 1749年）
- クルイジャス（Cruillas, 1766年）
- クロア（Croix, 1769年）
- ゲメス（Gucmez, 1749年）
- サン・カルロス（SanCarlos, 1766年）
- サン・ニコラス（SanMcolas, 1768年）
- サン・フェルナンド（SanFemando, 1749年）
- サンタ・バーバラ（SantaBarbara, 1749年）
- サンタンデール（Santander, 1749年）
- サンティジャナ（Santillana, 1752年）
- ジェラ（Llera, 1748年）
- ソト・ラ・マリナ（SotolaMarina, 1750年）
- ドロネス（Dobres, 1750年）
- パディジャ（Padilla, 1749年）
- ブルゴス（Burgos, 1749年）
- ミエル（Mier, 1753年）
- ラレド（Laredo, 1755年）
- レイノサ（Reinosa, 1749年）
- レヴィジャ（ReviIla, 1750年）

北ではテキサス州とはリオ・グランデ川をはさんで、アメリカ合衆国と国境を接している。マタモロスとブラウンズビル、レイノサとマッカレン、ヌエボ・ラレドとラレドのような国をまたいだ双子都市が多く形成されている。
中部メヒ州にある人口は100万人を超える大都市、ネサワルコヨトル (メヒコ州)は整然とした格子状巨大都市として知られ、湖干拓によって設立された。

### パナマ
パナマシティ自体は計画ではないが、特定の分野でコスタ・デル・エステの排他的な高密度住宅街とビジネスエリアとしてダウンタウン・パナマシティに非常に近いところでの市街である。プロジェクトでは、美しい緑のエリアで多くの高層ビルを組み合わせて、そしてそれは、市内中心部を結ぶ高速道路に近接。その他の計画された領域は、より少ない程度でプンタパシフィカと旧運河地帯である。

### 米国

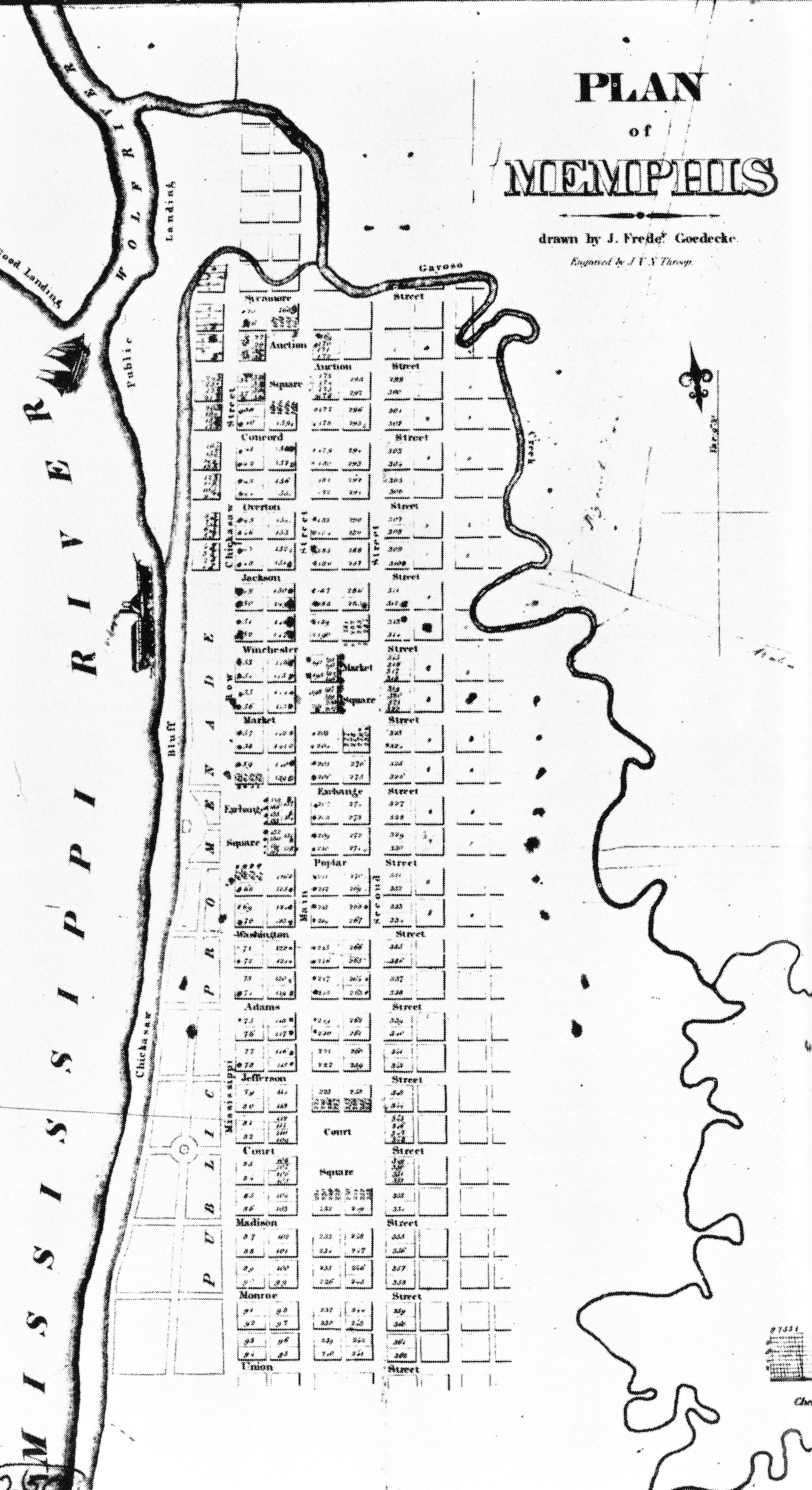
テネシー州メンフィスの当初計画、 1819年の作製

植民地とポスト植民地時代に建てられた計画都市
米国の初期の歴史の中で、計画都市は非常に一般的であり、セントオーガスティン（1565年計画）ジェームズタウン、ニューヘイブン（1638年）、フィラデルフィア、ウィリアムズ、アナポリス、そしてサバンナらが、この傾向の例である。
他に
オーガスタ（ジョージア州）
チャールストン（サウスカロライナ州）
コロンビア（サウスカロライナ州）
ホルヨーク（マサチューセッツ州）
モビール（アラバマ州）
ニューオーリンズ（ルイジアナ州）
フィラデルフィア（ペンシルベニア州）
ローリー（ノースカロライナ州）
バージニア州リッチモンド
ロジャースビル（テネシー州）
ウィリアムズバーグ（バージニア州）
ウィルミントン（ノースカロライナ州）
などがある。
ウィンストンセーラム（ノースカロライナ州）はモラヴィア兄弟団Moraviansによって計画された。後でウィンストンと合併している。
ランカスターは1681年のウィリアム・ペンによるペンの森勅許状の一部から1734年にジェイムズ・ハミルトンによって作られた計画都市（市制を執行したのは1818年）。
首都（ワシントンD.C.）、およびいくつかの州都（ミシシッピー州のジャクソン、オハイオ州のコロンバス、インディアナ州のインディアナポリス、ノースカロライナ州のローリー、サウスカロライナ州のコロンビア、ウィスコンシンのマディソン、ユタ州のソルトレイクシティ、フロリダ州のタラハシー、テキサス州のオースティン）は本質的に首都として機能するように荒野から切り分けた。
19世紀に建てられた計画都市
これには
オースティン（テキサス州）
バッファロー（ニューヨーク州）
デュポン（ワシントン州）
グレンデール（オハイオ州）
グリーンズボロ（ノースカロライナ州）
ハンティントン（ウェストバージニア州）
ルウェリンパーク（ニュージャージー州）
マンチェスター（ニューハンプシャー州）
ミレッジビル（ジョージア州）
ニュープリマス（アイダホ州）
トピカ（カンザス州）
パークスレイParksley（バージニア州）
ヴァンダーグリフトVandergrift（ペンシルベニア州）
などがある。
1877年からのコロラド中央鉄道が延伸し郡内鉄道の沿線にラブランドやバーソウドのような新しい計画都市が立ち上がっている。ラブランドはコロラド中央鉄道の社長、バーソウドはその測量長の名前に因んで、1903年設立のウェリントンの町は鉄道従業員の名前から採られたという。
ニューヨークは、中央地区マンハッタンにマスタープランなしで1620年に生まれたが、1811年の委員会で計画のためヒューストン・ストリート北通りのレイアウトを定義した。19世紀初期における成長期の初めにあった 遠い島の無人島北にビルディングブロックや道路の番号を数百年前、厳密な幾何学的配置を施す。
主要産業は自動車産業で知られるデトロイトは1805年の大火の後、計画都市として裁判官のオーガスタス・ウッドワードによって都市設計され、その後ピエール・シャルル・ランファンへと引き継がれる。
メンフィス（テネシー州） は1819年にミシシッピ川と4指定公共広場に沿って公共の遊歩道でグリッド計画を施す。
アレクサンダー・ターニー・スチュアートがてがけたニューヨーク州ガーデンシティの計画都市プロジェクトには、おもにレンガをにロング・アイランド・セントラル鉄道(CRRLI) によって1873年6月に建設されたベスページ支線で現地のレンガ製造工場（ベスページ煉瓦工場 (Bethpage Brickworks)）に配送の便宜をはかっている
優れた計画都市として知られる北カリフォルニアの中心地サンフランシスコは1848年からのゴールドラッシュによって急成長を遂げる。1906年に大地震に見舞われるが見事に復興する。
20世紀初期に建てられた計画都市
アボンエステー（ジョージア州）
ボールドウィンヒルズヴィレッジ（カリフォルニア州）
セリトス（カリフォルニア州）
チャタム村（ペンシルベニア州ピッツバーグ）
コマース（カリフォルニア州）
コーラルゲーブルズ（フロリダ州）
フェアフィールド（アラバマ州）
ハイランド・パーク（テキサス州 ダラス郊外）
インダストリー（カリフォルニア州）
キングスポート（テネシー州）
ロングビュー（ワシントン州）
マリーモント（オハイオ州）
ミンデン（ネバダ州）
ローランドパーク（ボルチモア（メリーランド州）
シェーカーハイツ（オハイオ州）
シュガーランド（テキサス州）
ツインフォールズ（アイダホ州）
ヴェネツィア（フロリダ州）
ザウッドランド（テキサス州）
ジョージア州サバナ川河口の港湾都市サバナ。
ニューヨーク市の郊外住宅都市としての性格が強いマウント・バーノン。
テキサス州南部の1900年代初期に創設されたハーリンゲン。
など。
20世紀後半に建てられた計画都市
ウェストレイクビレッジ、
セントルーシー郡 (フロリダ州)トラディション
など。
ミッションビエホ (カリフォルニア州)は、国内で1つのプロジェクトとして建設された計画都市では最大級のものと考えられ、チェスターフィールド郡 (バージニア州)の大型計画都市であるブランダーミルは1977年に雑誌「ベター・ホームズ・アンド・ガーデンズ」と全国住宅建設業協会から「アメリカで最良の計画都市」に指名された。
ウォーレン郡 (ノースカロライナ州)のソウルシティは20世紀後半、アメリカ合衆国住宅都市開発省の資金で開発された計画都市の1つ。
カリフォルニア州ロサンゼルスにはセンチュリーシティがある。
フォスターシティは1971年に誕生した市で サンフランシスコ湾の海水を取り込んだラグーン（運河）がある美しいウォーターフロントの計画都市。
カンパニータウン
今シカゴのサウスサイドの一部となっているプルマンの街は、1880年にジョージ・M.プルマンという実業家によって設立された世界的に有名なカンパニータウン（企業城下町）であった。
ペンシルバニア州ビーバー郡の近くピッツバーグに、アメリカン・ブリッジカンパニーが設立したペンシルバニア州アンブリッジは、1905年にアメリカンブリッジ用の企業城下町である。
アメリカン・ブリッジ社はまだアンブリッジ近くペンシルベニア州コラオポリスで今日基づいている。
別のよく知られているカンパニータウンではインディアナ州ゲイリーがある。1906年に設立された、アメリカンスチール株式会社の新製鉄所のための住宅地として、ゲイリー・ワークスと会社の会長エルバート・ヘンリー・ゲイリーにちなんで名付けられた。長年にわたり北の端正面玄関にあるゲイリー作品は世界最大の製鉄所であり、それはブロードウェイ、街の大通り町を支配。1930年代に繁栄したこの計画都市の運命は歴史的に上昇するが、その後製鉄所もろとも下落、市は1960年以降から、人口の55パーセントを失ってしまった。
1912年に設立されたオハイオ州シェーカーハイツは、ヴァン・スウェリンゲン(Sweringen)兄弟によって計画され、開発された。
クリーブランドの産業都心部から郊外の衛星都市として鉄道を整備。
コーラー社は、村の計画作成で同じ会社の旧名前の本社都市のウィスコンシン州西シボイガンを1912年に組み込む。
1918年、アメリカのアルミ会社アルコアはテネシー州の近くのアルミ加工工場の従業員のために町を建てている。
南フロリダで1920年のフロリダの土地ブームの社会中、フロリダ州マイアミのすぐ郊外のコーラルゲーブルズ、オーパ・ロッカ、及びマイアミスプリングス、は、建築と外観をそれぞれスペイン、サウジアラビア、メキシコを、"テーマに" 反映していた完全に計画された地域として組み込まれた。そして今では、米国で最初の近代的な計画都市の一部であると考えられている。
w:Oldsmar, Floridaは、西フロリダ中央部に位置するが、ランサム・E・オールズという自動車の先駆者によって開発された。
1928年、カリフォルニア州サンクレメンテは、すべての建物は、開発や建築様式の制御を保持するためにオレ・ハンソン (Ole Hanson) に援用された 建築審査委員会によって承認されなければならないことを指定した。
レイクハバスシティは1963年にロバート・P・マカロック（マカロック・チェインソー社）による計画都市として設立。
1930年代に連邦政府の援助で構築された計画都市
1930年の世界大恐慌の間、いくつかのモデルの町は、連邦政府によって計画され、建設された。
ウェストバージニア州アーサーデール (Arthurdale, West Virginia) は、連邦政府資金を助成するエレノア・ルーズベルトのニューディール政策都市として、炭鉱でうつ病の負担を軽減するためのプロジェクト。
テネシー川流域開発公社は、新しいダムの建設労働者を収容するために、独自のいくつかの町を作成、テネシー州ノリスは、その最も顕著な例である。
三つの"グリーン都市"、メリーランド州グリーンベルト、オハイオ州グリーンヒルズ、及びウィスコンシン州グリーンデール、は、1930年代に連邦政府によって建てられたが、森林や自然景観を都市の周囲に"ベルト"計画された。
この他
ヘンダーソン（ネバダ州）、
ルーズベルト（ニュージャージー州）
などがある。
マンハッタン計画の一環として建設された秘密都市
第二次世界大戦の間、マンハッタン計画は、科学者、エンジニア、産業労働者とその家族のための宿泊施設を提供するために、いくつかの計画都市を構築した。テネシー州オークリッジ、ワシントン州リッチランド、とニューメキシコ州ロスアラモスを含むこれらの都市では、マンハッタン計画の研究室や工業プラントの秘密を確保するために、孤立した場所に建てられていた。これらの町の存在は軍事機密で、町自体は戦後まで国民からも閉鎖されていた。
その他
ネバダ州のクラーク郡とリンカーン郡に跨るコヨーテスプリングスは住民24万人の計画都市であり、ネバダ州では最大の計画都市となる予定である。
シャーロット郡 (フロリダ州)#新都市のバブコックランチは、太陽光発電を使う計画都市である。
ソーントン (コロラド州)は1953年まで農地しかない町だったが、サム・ホフマンが同地を買収し区画割してアダムズ郡では初の完全な計画都市となり、単一の課税体系からレクリエーション・サービスや無料ごみ収集などを市民サービスを全て提供することでも初めての町と化す。
エンタープライズ (ネバダ州)域内には計画都市であるマウンテンズエッジが、サンホアキン郡 (カリフォルニア州)にはマウンテンハウス（計画都市、計画人口 45,000人入っている。
ザ・ウッドランズ (テキサス州)はモンゴメリー郡とハリス郡にまたがり、ウッドランズ開発会社に拠る計画都市である。
ネバダ州ブラックロック砂漠には年一回、一週間の日程で開催される5万人規模のイベントで、街の中心には人形の巨大な造形物ザ・マンが置かれるバーニングマンが開催される期間のみ巨大人工計画都市ブラックロック・シティが形成される。

### ベリーズ
ベルモパンは、1961年のハリケーンは4メートルに達する高波を伴い、首都をベリーズシティから内陸部の原野を切り開いて建設された人工都市である。

## 南米
スペイン植民地帝国の統治期の南米においては当初、既存の組織カベセラースヘートを拠点として入植が行われるが、やがて伝道所を設けインディオを強制的に格子状に設計した村落に集住化させる政策が採られるようになる。これはレドゥクシオン（Reductions）あるいはコングレガシオン（Congregaciones）と呼ばれ、現地人はスペイン人社会に吸収されていくことになる。多くのレドウクシオン集落は遺跡と化した。ボリビアのチキトス（Chiqui tos）のボリビアのイエズス会伝道所群、サン・フランシスコ・ハビエル（サン・ハビエル (Mission_San_Xavier_del_Bac) ）、チリのコンセシオン、サンタ・アナ (Nuestra Señora de Santa Ana) 、サン・ミル、サン・ラファエル、サン・ホセ、パラグアイのラ・サンティシマ・トリニダー・デ・パラナとヘスース・デ・タバランゲのイエズス会伝道所群、ブラジルのサン・ミゲル・ダス・ミソンイス (São_Miguel_das_Missões) の遺跡群 (Ruins of Sao Miguel das Missoes) 、アルゼンチンのサン・イグナシオ・ミニ、ヌエストラ・セニョーラ・デ・サンタ・アナ、ヌエストラ・セニョーラ・デ・ロレート（Nuestra Senora de Loreto）、サンタ・マリア・ラ・マヨール (Santa María la Mayor) 、パラグアイのラ・サンティシマ・トリニダー・デ・パラナとヘスース・デ・タバランゲのイエズス会伝道所群、アルゼンチンのコルドバのイエズス会伝道所とエスタンシア群が世界文化遺産に登録されている。

### ドミニカ共和国
ラ・イサベラ（La Isabela）は、プエルト・プラタにあり、新大陸で最初の公式なヨーロッパ人入植の計画都市であり、16世紀になるとここに海賊に備えた要塞都市を整備したといわれる。
サント・ドミンゴの計画都市は建設に関わったのは軍事技術者のイタリア人ファン・ラベ、1543年に市壁を建設したスロドリゴ・リエンド、市壁再建計画を立てたバウティスタ・アントネッリ (Juan_Bautista_Antonelli) の3人が知られる。とくにアントネッリは様々な場所に関わったとして名前がでてくる。サント・ドミンゴの他には現在キューバのハバナ、さらにプエルト・リコ、パナマのチャグレ（ノンブレ・デ・ディオス）やポルトベロ、ノンブレ・デ・リオスサン・ファン・デ・ウルア（San Juan de Ulua）、プエルト・デ・カバジョス、コロンビアのカルタヘナ、現在は北米になるサンタ・マリア、フロリダなどでも仕事をしているという。フェリペ2世は新大陸についてアントネッリに対して勅令を出して探索させていたが、1586年に再び探索する勅令（Doc.No.15）を発する。具体的に立案が求められた都市が上記の各都市であった。

### アルゼンチン
ラプラタから首都として置き換えるために1880年に計画されたのがブエノスアイレス州ブエノスアイレス。ラプラタは、1884年以来ブエノスアイレスの州の首都である。
アーバンプランナーのペドロ・ブノワは、都市部の合理主義的概念に基づいて、都市のレイアウトを設計した。市は、セントラルパークと二つの対角線道、南北と東西の正方形の形をしている（また、他の多くの短い対角線がある）。この設計は、長さが6ブロックで6つの小さなブロックに自己相似的にコピーされる。すべての6つのブロックは、小さな公園や広場がある。対角線以外のすべての通りは長方形のグリッド上にあり、連続して番号が付けられる。
政府庁舎の設計者は、国際的な建築設計競技の中で選ばれた。したがって、知事宮殿はドイツで市役所庁舎はイタリア人によって設計された。電気街路照明は、1884年に設置され、ラテンアメリカでは、その種の第一号だった。
サルタ(Salta)はブエノスアイレスから北へ1600キロ離れた北部の中心都市、町は碁盤の目状に道路が走り、かつて鉱物をブエノスアイレスへ運ぶための中継地点として栄えたコロニアル都市。
メンドーサ(Mendoza)はブエノスアイレスから西へ1060キロ離れた中部の中心都市で、町は独立広場（Plaza Independencia）を中心に碁盤の目状に道が走る。
ウシュアイア(Ushuaia)は南極に最も近く、都市では世界最南端、南極からの距離わずか1000キロであり、町は海がある南側から山のある北側に向けて坂道だが、道路は碁盤の目のようにきれいに整備されている。
他に
ブエノスアイレス州シウダーハルディンロマス・デルパロマ (Ciudad Jardin Lomas del Palomar) やサンルイス州ラプンタ、
エントレ・リオス州フェデレーション (Federación、EntreRíos) 
などがある。

### ブラジル

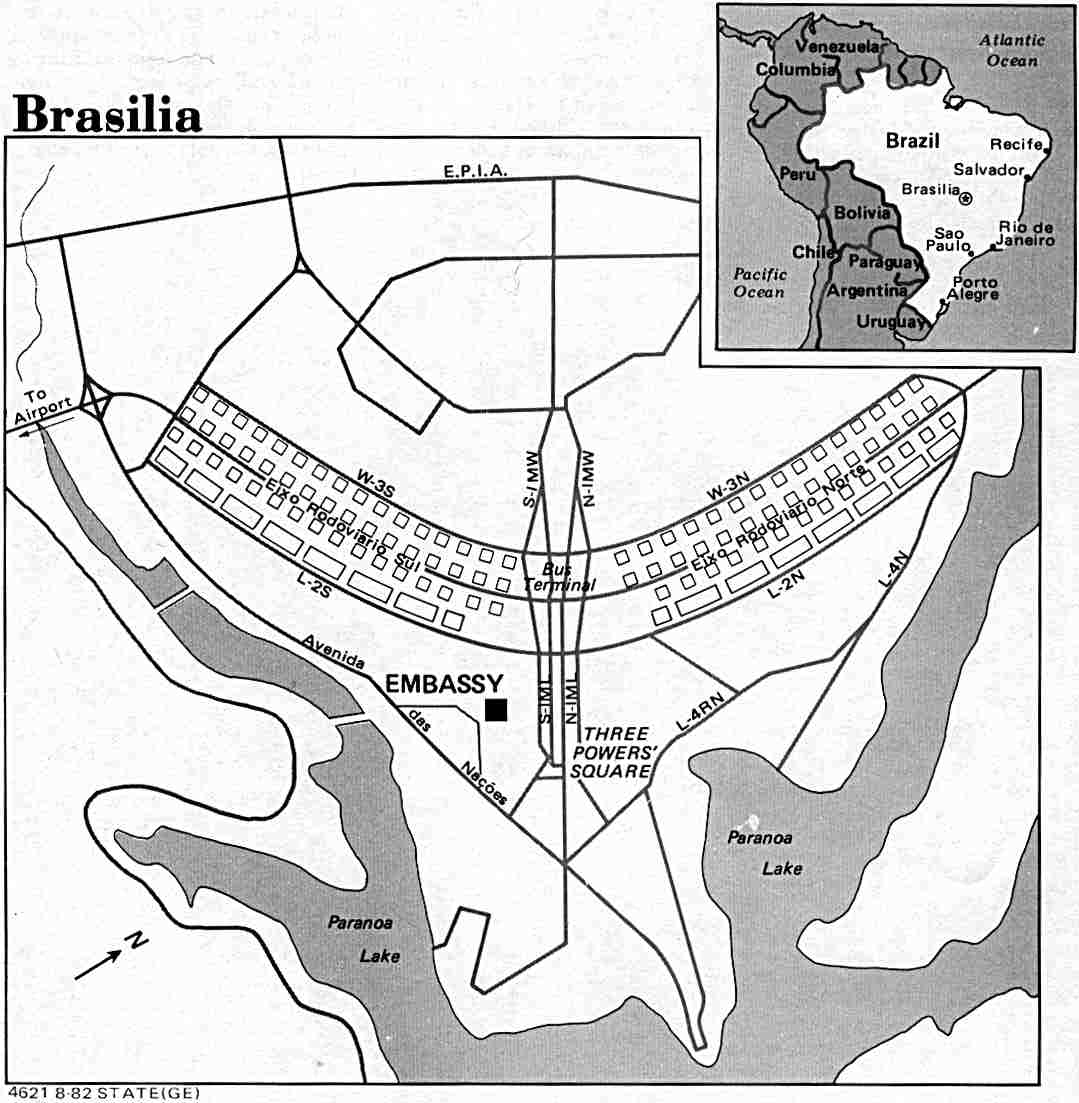
ブラジリア パイロットプロジェクト

国の首都、ブラジリア（1960年）は、計画時点で、任意の大都市から数千キロ離れたブラジルの広大な空の中心の真ん中に建てられた計画都市であった。
ブラジルのかつての首都であったリオ・デ・ジャネイロなどブラジル南東地域に人口や資本が集中する傾向があった。連邦資本の中立配置が必要性であったので街が建設されたが、首都建設の主な理由は、国土の奥地開発でブラジルの発展を促進する、これはブラジルの全領土を統合するより良いとの判断であり、ブラジリアはブラジルの国土の地理ほぼ中央にある。
都市計画はルシオ・コスタにより、飛行機のような形をしたように都市を設計した。住宅やオフィスは、巨大なスーパーブロックの当初計画のすべてに位置している。計画では、公式の建物を構築することができる、どこに産業施設ができる、建物の最大の高さを解決できるなど、ゾーンが定められ、どこゾーンが住宅であるかを指定する。
ブラジル「発見」以後、ブラジルの植民地開発はもっぱら大西洋岸でおこなわれた。
1548年にはブラジルに総督制を敷いてポルトガル国王の直接的な統治下に置き、その中
心に総督府をおいた。
1549年3月、初代総督トメ・ヂ・ソウサはサルヴァドールに入り、バイーアのカピタニア（受封地)、を買い取って国王領とし、町の建設に着手した。総督府サルヴァドールの創設である。この都市は、大きくふたつの部分からなっており、狭い海岸にある下町と、そこから急峻な斜面が75メートルほど立ち上がった細長い高台にある上町である。上町はさらに行政枝と宗教核のふたつの部分に分かたれていた。細長い建物かおる海岸部分が下町。格子状の町割りがされている二か所が上町。上町の右側、城壁に囲まれている部分が行政核。左側が宗教核となっていた。
その奥は森林地帯となり、その中を小川が流れていた。植民地ブラジルの首都である。ある記録によれば、
1583年から84年にかけて、この地に800人の人びととほぼ同数の奴隷が住んでおり、町の周辺には棉花とサトウキビのプランテーションが数多くあり、少し離れた所には陶器製造工場や製糖工場があった、という。この都市構造は今も変わらない。1985年、ユネスコの世界遺産に登録された。
16世紀を通じて、北はナタールから南はカナネイアに至るまで、17の都市を大西洋沿岸に創設したが、それらの都市の構成は大なり小なりに官営の商業都市あるいは港湾都市として、形態的には上町の政治行政・宗教核と下町の交易・商業核からなる、港とその管理を第一に考えて機能的につくりあげられたポルトガル植民都市である。これらの都市の建物もまた住むことを最優先した機能的なものであった。
16世紀から17世紀にかけて建設されていたのは
アクイラス（Aquiras 1700)、アラゴア・ド・スル（Alagoa do Sul 1636)、
アルカンタラ（Alcantara 1637)、アングラ・ドス・レイス（Angra dos Reis 1608)、
イガラス（Igaracu)、イグアベ（Iguape 1665)、
イタニャエン（Itanhaen)、イトゥ（Itu 1653)、
イリェウス（en:Ilheus)、ヴィトーリア (ブラジル)(Vitoria)、
ウバツーバ（Ubatuba 1637)、エスピリト・サント（Espirito Santo)、
オリンダ (ブラジル)(Olinda 1676)、カイル（Cairu 1608)、
カショエイラ（Cachoeira 1693)、カナネイア（Cananeia)、
カマム（Camamu 1693)、カメタ（Cameta 1632)、
カンポス（Canpos 1677)、カーボ・フリオ（Cabo Frio 1615)、
グアラティングエタ（Guaratingueta 1651)、
グアラパリ（Guarapari 1689)、クリチバ(Curitiba 1693)、
グルーピ(Gurupi 1661)、サン・ヴィセンチ（S.Vicente)、
サン・クリストヴァン（Sao Cristovao)、
サン・ジョアン・デ・パライバ（Sao Joao de Paraiba 1697)、
サン・セバスチャン（S.Sebastiao 1636)、
サン・フランシスコ・ド・スル（S.Francisco do sul 1660)、
サン・フランシスコ（Sao Francisco 1693)、
サン・ルイス (マラニョン州)（Sao Luis 1612)、
サンタ・クルス(Santa Cruz)、サント・アマロ・ダス・ブロータス(S Amaro das Brotas 1697)、
サントス(Santos)、サンパウロ(Sao Paulo)、シノップ
ジャグアリペ（Jaguaripe 1693)、ジャコレイ（Jadorei 1653)、
ジュンディアイ（en:Jundiai)、1655)、ソロカーバ(Sorocaba 1661)、
タウバテ(Taubate 1645)、ナタール（Natal)、
パライバ（Paraiba)、パラチ（Parati 1667)、
パラナイバ（Paranaiba 1625)、パラナグア（Paranagua 1653)、
ビラ・フォルモーザ（Vila Firmosa 1627)、
ビラ・ソウザ・デ・コエテ（Vila sousa de Coete 1634)、
ペトロポリス、ベネド（Penedo 1636)、ベレン (パラー州)（Belem,1616)、
ポルト・ガルヴォ（Porto Calvo 1636)、ポルト・セグロ（Porto Seguro)、
マカク（Macacu 1697)、モジ・ダス・クルーゼス(Moji das Cruzes 1611)、
リオデジャネイロ、レシフェ
などである。
ベロオリゾンテは、今日知られているように1897年に発足した、ミナスジェライス州の州都としてオーロプレトを置き換えることを計画。1897年に設立されたブラジル最初の近代計画都市として、後のブラジリアのモデルとなる。
ゴイアニアの計画は同心半径の形状に50,000キロの-コメルシオチヴィカ州および市政府スポークの形で街を中心として-エメラルドの宮殿とカンピナス宮殿の、都市で、1937年、シダデデのゴイアス州からゴイアニアに州都を移す調印がなされた。正式発足は共和国大統領、知事、および大臣とで1942年に発足した。
フォルドランジア（フォードランディア）は、ヘンリー・フォードの自動車会社の都市であるように建設された。もともとゴム農園であることを意図し、それが数年以内に頓挫し今ではしゃがん農家への集落である。
サンパウロ州奥地ある日本人移民が建設した産業都市のバストスは、日本人移民が興した生糸工場はフランスの高級ブランド、エルメスのネクタイやスカーフなどシルク製品の90パーセントを供給している。バストスは1928年、日本政府の肝いりで開発された計画都市であり、街路は碁盤の目のように整然と並ぶ。
クリチバは自治体をあげて計画的な町づくりを進め、ブラジルでは首都ブラジリアに次ぐ近代的計画都市。交通渋滞と無縁の道路網、建物高さを均一にするヨーロッパ調のまち並みといった、都市計画的に模範都市として知られる。
ブラジルでその他の注目すべき計画都市は、レジナ（1842年に発足した最初のもの）、ペトロポリス、ボア・ヴィスタ、パルマス、ロンドリーナ、マリンガ（後者の二つはパラナ州）。
ペトロポリスは当時の皇帝ドン・ペドロ1世がこの地を訪問して気に入り、土地を購入して保養宮殿を建てさせたことが都市の始まりで、ブラジルで最も古い計画都市のひとつ。
他に、
セルジッペ州はアラカジュ、
サンタカタリーナ州はベルモンテ
マトグロッソ州はカナラナ(Canarana)、
アグア・ボア、
アウタ・フロレスタ  (Alta Floresta、Mato Grosso) 
ルーカス・リオ・ベルデ、
シノップ、
コリデル (Colíder) 、
カタグアゼス（町の中心的な地域のほとんど、町の残りの部分は建設以来ランダム成長してきたものの、計画に従って開発された）、
リオグランデ・ド・スル州はエレシム(Erechim)、
ゴベルナドルバラダレス（1915年に）
イルハ・ソルテイラ（Ilha Solteira）、
トカンチンス州はパルマス、
サンパウロ州は
アグアス・デ・サン・ペドロ、
パラナ州は
ノヴァロンドリーナ、
アプカラナ  (Apucarana、Paraná) 
アラパンガ、
ウマアラマ、
パラナヴァ、
ロアンダ、
ローランディア、
カンベ、
カスカベル、
トレド、
シアノルテ  (Cianorte、Paraná) 
ロンドニア州は
アリキエム、
ビリェナ (Vilhena、Rondônia) 
ミナスジェライス州は
イパティヤ、
ガバナド・バラダレス、
ゴイアス州の
ゴイアニア (Goiânia、Goiás) 
サンタカタリーナ州は
チャペコ、
パラー州は
パラゴミナス (Paragominas、Pará) 
マットグロッソ州のプリマベーラ・ド・レステ（Primavera do Leste）
ソリッソ、ノヴァ・アンドラディナ、
ナヴィライー (Naviraí、Mato Grosso do Sul) 、
ノーヴァ・ムトゥン (Nova Mutum、Mato Grosso) 、
トレス・ラゴアス (TrêsLagoas、Mato Grosso do Sul) 、
などがある。
テレジナはオエイラスから1852年に発足。

### ベネズエラ
カラカスの大学都市は、1945年から1960年にかけて築かれた面積1.64平方キロメートルにおよぶベネズエラ大学のキャンパスで、建築家のカルロス・ラウール・ビリャヌエバなどの前衛芸術家らにより近代的な計画都市が設計されたもの。
シウダーグアヤナ（グアヤナ）のプエルトオルダス（ボリバル州）は、メキシコからアルゼンチンのカボデホルノスまで、計画された2つの都市の1つ。マサチューセッツ工科大学とハーバード大学によって設計された。生産されたほとんどの商品がオリノコ川を経由して大西洋に輸送されるためグアヤナはベネズエラの5つの最も重要な港の1つである。
ボリバル州にはガイアナという都市がオリノコ川の南にあり、カロニ川が合流している。1961年に正式に設立された同市は東のサンフェリックスの旧市街との新市街で構成されているプエルトOrdazaの合流点に位置して西へ、カロニとオリノコの川とLlovizna滝、カロニ川を渡る橋とオリノコ川を渡る新しい橋が架かり、オリノコ川の南岸に沿って40キロ伸びている。人口約100万人で、鉄と製鉄所とアルミニウム産業の重要拠点としてベネズエラで最も急成長している都市である。市内には大規模な水力発電所、マカグアダムがある。

### エクアドル
サンタ・アナ・デ・ロス・リオス・クエンカの歴史地区は16世紀半ばに建設されたスペイン人の植民都市で碁盤目状の石畳の道路や旧大聖堂などの建築物が残る。世界遺産に1999年に登録されている。

### チリ
チリの中堅都市以上の街はほぼ例外なく街の街路網はしっかりした碁盤の目構成なっている。これはスペイン統治植民地で町を構築するときにはインディアス法など格子状都市にするための法典が定められていたためである。
チリの首都、サンチアゴは碁盤の目のように規則正しく区画された中心街の旧市街セントロと、プロビデンシア地区とラス・コンデス地区の2つの新市街とがある。
マゼラン海峡に面する世界最南端の都市プンタアレーナスはかつて欧州航路の寄港地として現在も国際都市の雰囲気が残るが、碁盤の目のように整然と区画された街並みは海に向かい傾斜が生じている。
その他、鉱業都市エル・サルバドルがある。

### ペルー共和国
首都リマは1535年1月にインカ帝国を滅ぼしたスペインの征服者フランシスコ・ピサロによって、ペルー副王領の首都として建設、リマック川南部に設けた政庁を中心に、ヒロン・デ・ラ・ウニオンなどの通りを中心とする繁華街など整然とした碁盤目状の計画的植民都市としてしられる。旧市街は、ユネスコの世界遺産にも登録されている。
マチュ・ピチュは、インカ帝国の首都であった計画都市クスコの北約114キロメートルに位置する、帝国を代表する要塞計画都市遺跡で、マチュ・ピチュ（老いた峰）とワイナ・ピチュ（若い峰）を結ぶ稜線上に神殿、宮殿、集落の遺跡がみられ、段々畑などが展開していたとされている。総面積5平方キロの約半分は斜面で高さ5メートル厚さ1.8メートルの城壁をはじめ都市施設や墓跡などが残っており、完全な計画都市の様相を呈している。
一方、そのインカに破れたチムー王国時代の首都跡で、広大な面積の計画都市チャンチャン遺跡はトルヒーヨから7キロメートルの沿岸に位置する。
カラルは、首都リマの北部約208キロに位置するリマ県バランカ郡のスーペ渓谷に残りアンデス文明古期後期（紀元前3,000〜1,500年頃まで）にエジプト、メソポタミア、インダス、黄河の世界四大文明を覆す壮大な考古学遺跡で、2009年には世界遺産に登録されている。6つの大ピラミッドを含む複雑で巨大な建造物やから階段や住居の跡と半円形遺構跡などが発掘され、その都市設計から祭祀センターの機能を持っていたことを示している。
トルヒーヨはペルー北部最大の都市で、植民地時代の壮麗な建築物のほか、碁盤の目状に整然と区画された街路に、環状線に囲まれた構成となっている。

## オセアニア

### オーストラリア
オーストラリアで最も著名な完全に計画された都市であるキャンベラは、アメリカ合衆国の建築家ウォルター・バーリー・グリフィンによって設計された。他の二つの主要な首都中央エリア、アデレードとメルボルンはまた測量師によって計画された。ウォルター・バーリー・グリフィンはリートンとグリフィスというニューサウスウェールズ州のも含めた小都市や町をも設計したオーストラリアで最も注目すべき都市プランナーであった。

#### アデレード

アデレードの計画されたグリッドは緑地に囲まれ、トレンズ川が交差する

アデレードは、エドワード・ギボン・ウェイクフィールドの体系的植民地化の理論を試すために1836年に英国とドイツの植民地によって設立された。囚人労働が採用されておらず、理論的にはコロニーが財政的に自給自足で、実際には政府の支援で、初期段階で実施されていた。土地は誰が大きく未踏の領域に足を踏み入れる前に販売されていた都市（将来のための中央ビジネス地区）を短時間で調査し計画された。アデレードのデザインは開発の最低限の侵略があり、4つの正方形のレイアウトは、設定と十分な緑地の選択のために賞賛されている。町の中心部は、トレンズ川水源に十分に近接していた。

#### メルボルン

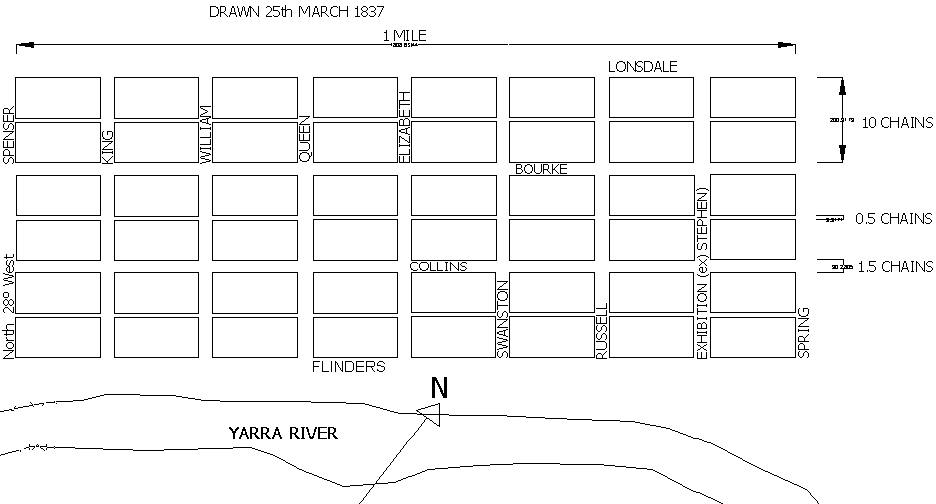
初期の町、現在の市内中心部メルボルンの中央グリッドはロバート・ホドルのオリジナルプランの再現

メルボルンは1837年フリーの入植地として計画され、ロバート・ホドルからの命令の下でジョージ・ギップスによってホドルグリッドが策定され、最初の土地の販売（事前の計画に、既存の集落のほんの一握りが構築された一環としてメルボルンの元の計画グリッドのフリンジで）される。グリッドは丘（間のなだらかな谷のスパニング、バットマンズヒル、フラッグスタッフヒルと東の丘は幅のパラレル通りを特色にした）との間にほぼ平行にヤラ川が流れるが、グリッド内の都市の広場やオープンスペースの意図的な排除は、自治体住民には不満の対象であった。エリザベスストリートはメルボルンのグリッドの中心に上に構築されたので、洪水が発生しやすい箇所となっている。後に拡張し、郊外を含めることにもかかわらず、メルボルンの当初の計画では、アデレードほど広範囲ではなく、街は急速に元の境界をリードするものとなる。メルボルン市内中心部のグリッドは多くの場合、計画された都市であると見なされていない。

#### キャンベラ

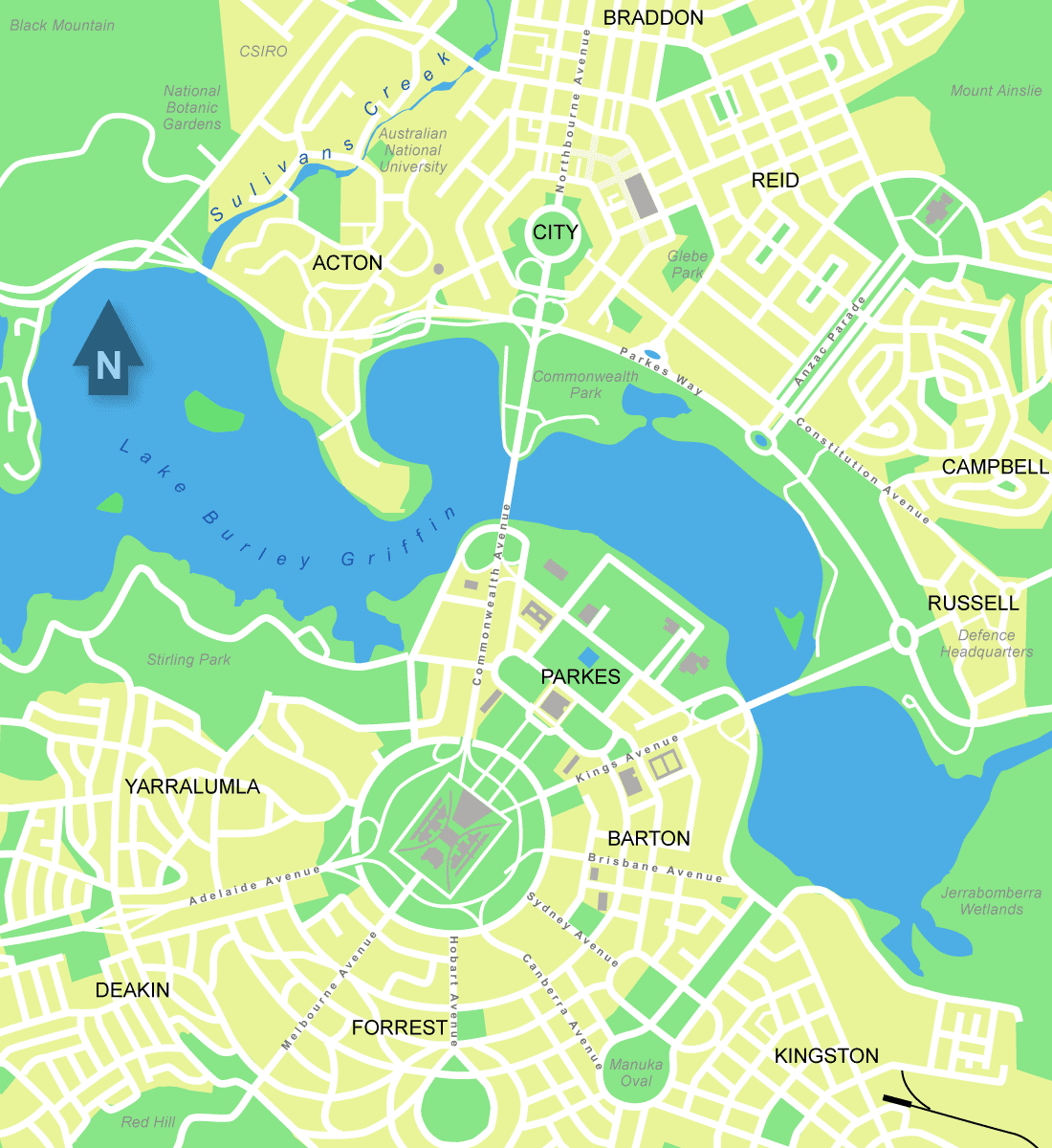
インナー・キャンベラの特に議会トライアングルはグリフィン計画の特徴を表わしている

1908年に実施されたオーストラリアの首都計画で、オーストラリアで最も顕著かつ野心的な都市計画例であった。市は、6つのコロニーが連合した連邦首都であるように設計された。新国家は、シドニーやメルボルンなどの他の主要都市から離れて位置し、資本必要としない状態の、オーストラリア首都特別地域キャンベラ、のような地域に位置している。大規模な計画コンペが完了し、1912年に、アメリカのウォルター・バーリー・グリフィンの案が都市のためのデザイン案に選ばれた。大規模な建設や公共事業、これは都市のセンターピースを形成するために、土地の大区画の氾濫関与、バーリーグリフィン湖を備える必要があった。シドニーなど相互に文脈ではなく、行き当たりばったりの計画で設計された多く目にする幾つか他のオーストラリアの都市、道路網、郊外、公園や市内の他の要素とは異なる。注目すべき建物として連邦議会議事堂、戦争記念館、オーストラリア高等裁判所(連邦最高裁)がある。

#### その他
南オーストラリア州にはアデレードのほかにMonartoやマルティファンクションポリス（Multifunction Polis）などを予定していたが、実現せず。
ビクトリア州はチャーチル、イーグルモント (Eaglemont) 、ガーデンシティ、メルボルンシティセンター（Melbourne City Centre）、ミルデュラ、ヤルーン (Yallourn) ニューサウスウェールズ州はグリフィス、リートン、オーストリアクイーンズランド州のInala、ノーザンテリトリーのパーマ、ウエスタンオーストラリア州はジョーンダルップ (Joondalup) やKarratha、パース (西オーストラリア州)などがある。グレータースプリングフィールドは、クイーンズランド州南東部 の中心部に位置し、キャンベラ以外では豪州最大規模の計画都市。結局未建設の都市に、ニューサウスウェールズ州のEnvirona、南オーストラリア州のモナルト、多機能ポリス (Multifunction Polis) などがある。

### ニュージーランド
1946から構築されたマンガキノも、仮設の町であることを意味し、それは今日も残っている。
ジョン・マーティンというワイララパの町の創設者マーティンが連合の旗と町の最初の通りを定めたのが19世紀である。
この他、ペガサスタウン（Pegasus Town）、トゥランギ（Turangi）など。
広大なカンタベリー平野の中心に位置するクライストチャーチは理想主義建設を夢見たオックスフォード大学のクライストチャーチ学寮出身者たちによって植民が行われた都市で建設当初の理想をそのままにエーボン川を中心とした緑の多い整然たる計画都市である。1848年に植民地建設会社カンタベリーアソシエーションが設立され、タウンプラン作成の責任者となったジョセフ･トーマスらが会社の指示の下で新植民地の都市を計画する。オリジナル計画案は1850年に植民地建設会社の測量技師であるエドワード・ジョリィによって作成された。以来現在までクライストチャーチはこの植民地建設時代に計画されたオリジナルプランの姿を継続している。 (PDF) 
スコットランド魂を持った「ニュージーランドのエディンバラ」と賞賛される風光明媚な湾の高台に座したようなダニーデンは特徴ある建築物、文化的歴史、1860年代のゴールドラッシュの遺産を誇りにしている計画都市で、道路や郊外がオクタゴンを中心に広がっている。

### パラオ
新首都マルキョク内の計画都市ンゲルルムッドは遷都までには三権の建物建設と広場形成を終えた程度。